# 鶴見川

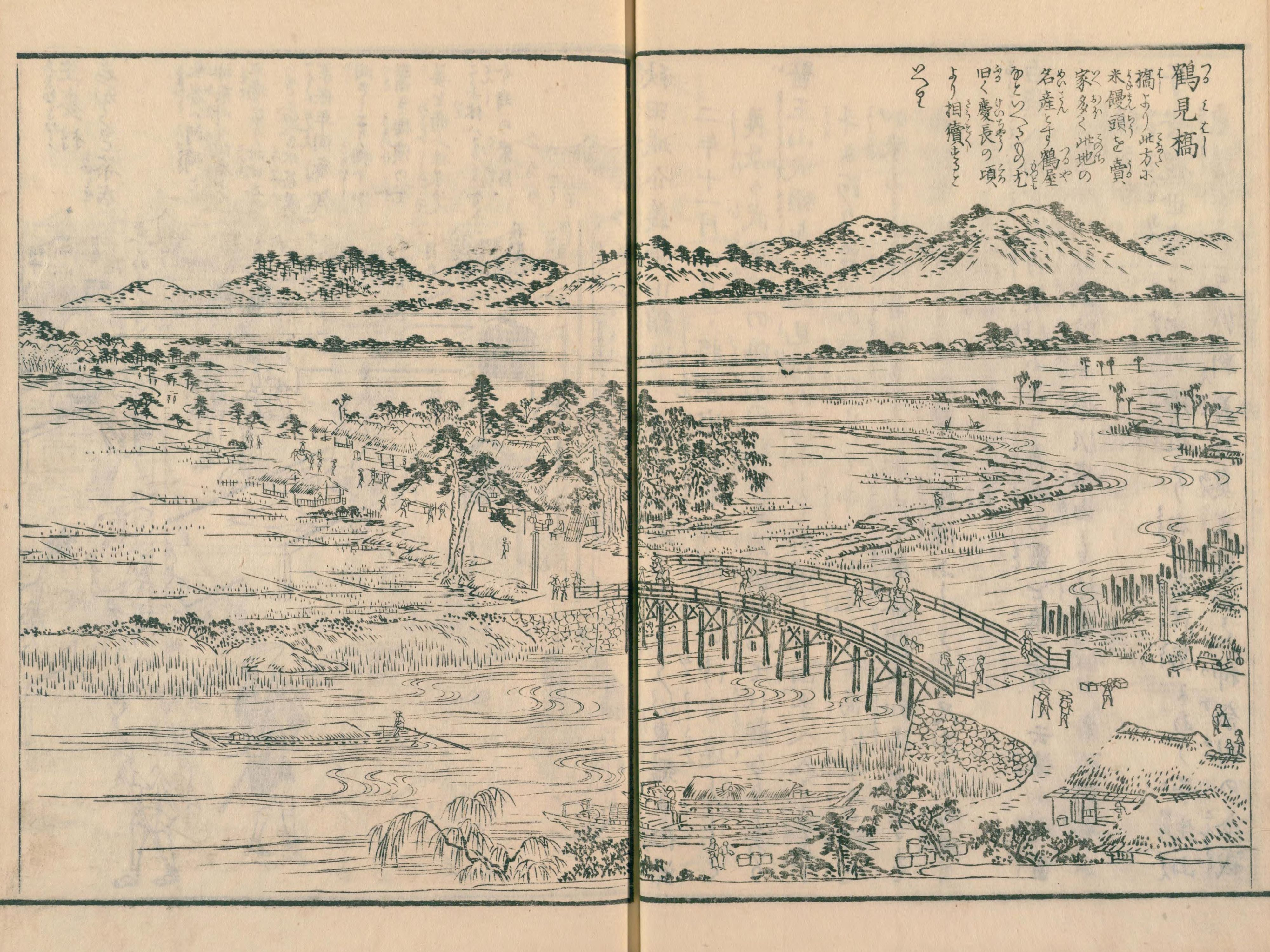
鶴見橋（現・鶴見川橋）。19世紀初めの『江戸名所図会』より。

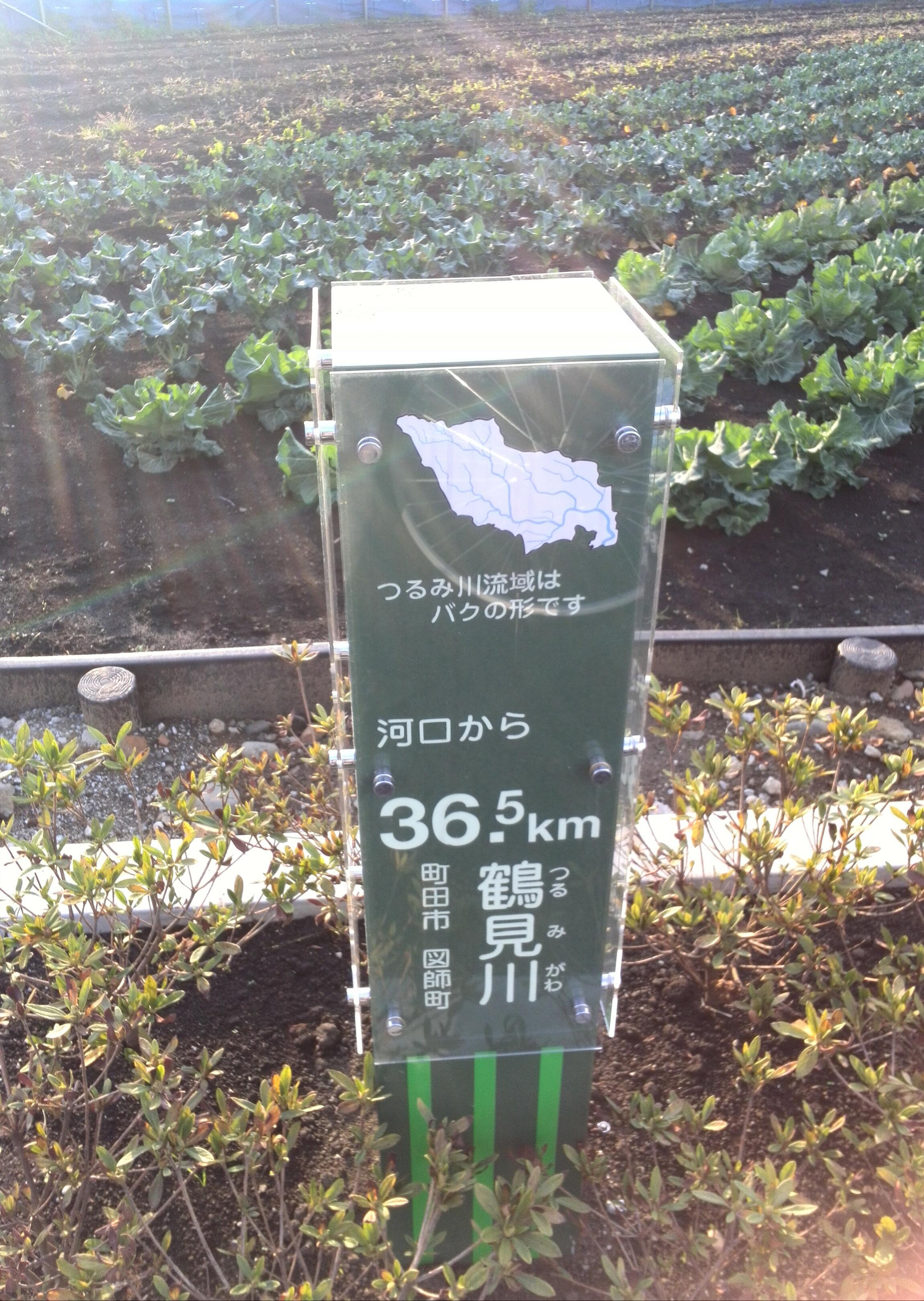
鶴見川の遊歩道沿いに設置されている標識（「鶴見川流域共通サイン」）。「バクの形の流域」であることが記載されている。東京都町田市図師町・宮川橋付近

鶴見川（つるみがわ）は、東京都および神奈川県を流れる川。鶴見川水系の幹川で、一級河川に指定されている。東京都町田市上小山田町の泉を源流とし、神奈川県横浜市鶴見区の河口から東京湾に注ぐ。全長42.5km、流域面積235km2、支川数は10。2005年（平成17年）4月に特定都市河川浸水被害対策法に基づく特定都市河川に指定された。

## 概要
鶴見川は、東京都および神奈川県を流れる河川である。その流域は、東京都町田市、神奈川県川崎市、横浜市の3市（2政令指定都市を含む）からなり、一級河川に指定されている。流域の形がバクに似ていることから「バクの流域」を愛称とし、しばしばバクが鶴見川流域の河川管理行政においてマスコットとして用いられる。河口から第三京浜道路までの17.4kmは、国土交通省京浜河川事務所の直轄管理区間となっており、第三京浜道路より上流の区間は神奈川県または東京都が管理する。
流路延長は42.5km、流域面積は235km2。流域内人口は約188万人で、流域内人口密度は全国109水系中第1位の8,000人/km2となっている（いずれも2004年（平成16年））。流域の土地利用は、宅地等の市街地が約85%、森林や農地等が約15%で、市街地化が進んでいる。河川水は、農業用水または工業用水に利用されている。なお、流域の生活用水は流域外から導入されている。流域の下水道普及率は高く、人口増加に伴い、下水処理水の流入も増加している。
流域は、源流域に緑地地域が多く残り、中流域まで高水敷が広がる。中上流域には絶滅危惧種に指定される淡水魚や鳥類、昆虫類も生息し、下流域には汽水性の魚類、エビ・カニ・ウニ類、貝類や海鳥が生息する。国土交通省の調査による河川の区域面積あたりの利用者数は、十勝川に次いで多く、特に散策の利用者は全国で最も多い。中流域の鶴見川サイクリングコースや堤防上の歩道、森永橋付近にある横浜市鶴見川漕艇場など、河川利用を促進する施設も整備されている。
一方、鶴見川は、古くから洪水氾濫を繰り返す暴れ川として恐れられた。流域の市街地化が進んだことで、保水・浸透機能が低下し、大雨による水位の増大が激しくなり、一旦氾濫すると大きな浸水被害が生じる危険性も高まった。このため、全国に先駆けて1979年（昭和54年）から「総合治水対策」に取り組み、2005年（平成17年）4月には全国で初めて、特定都市河川浸水被害対策法3条に基づく、特定都市河川および特定都市河川流域に指定された。
また、例年、国土交通省が発表する河川の水質調査では、ワーストランキングの2位から3位となることが多い。水質は、1960年代から1980年代に比べれば大幅な改善が見られ、環境基準はほぼ達成された。しかし、流域の市街地化は今も続いており、なお大きな課題となっている。

### 語源
鶴見区の資料によると2つの説がある。
- 大きく湾曲して、ぐっと水の流れがゆるやかになっている鶴見川の地形に由来する。「ツル」は川の流れが淀む状態で「トロ」（瀞）と同じ由来であり、「ミ」は「周り・巡り」を表す言葉である。
- 鎌倉時代の史料からも現れており、源頼朝がこの地で鶴を放ったという伝説からこの名がついた。

### 流域の自治体
東京都
町田市、稲城市
神奈川県
川崎市、横浜市

## 地理

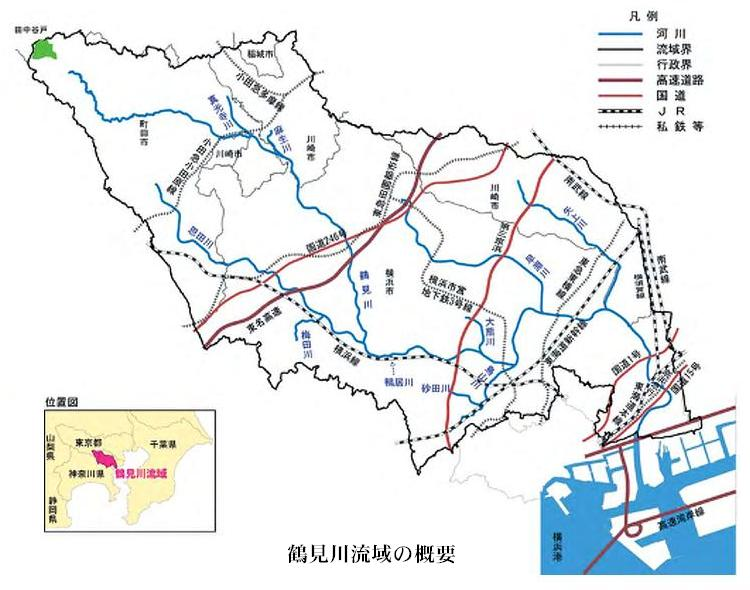
鶴見川流域の概要（「鶴見川流域水害対策計画」より）

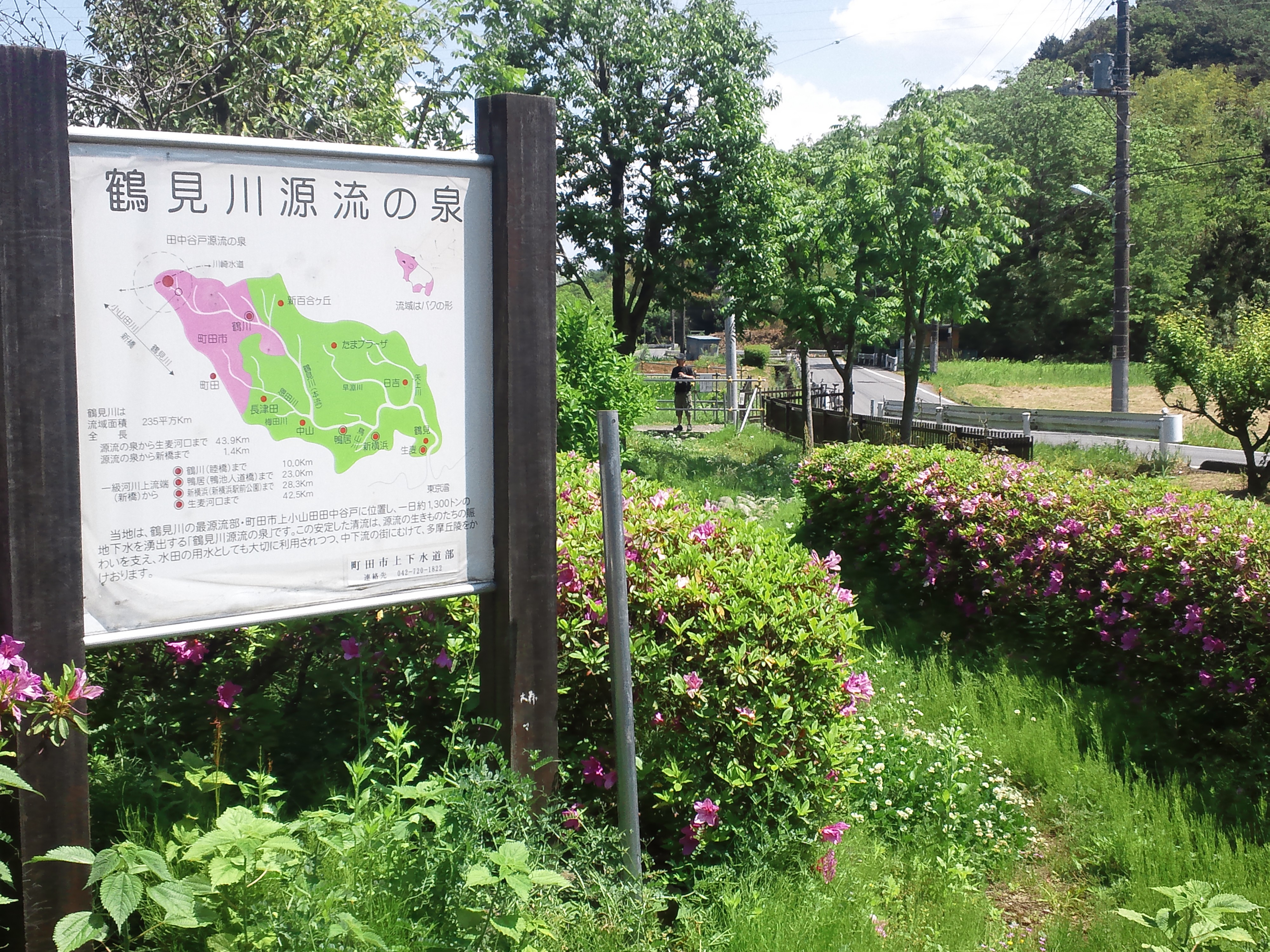
鶴見川源流泉のひろば

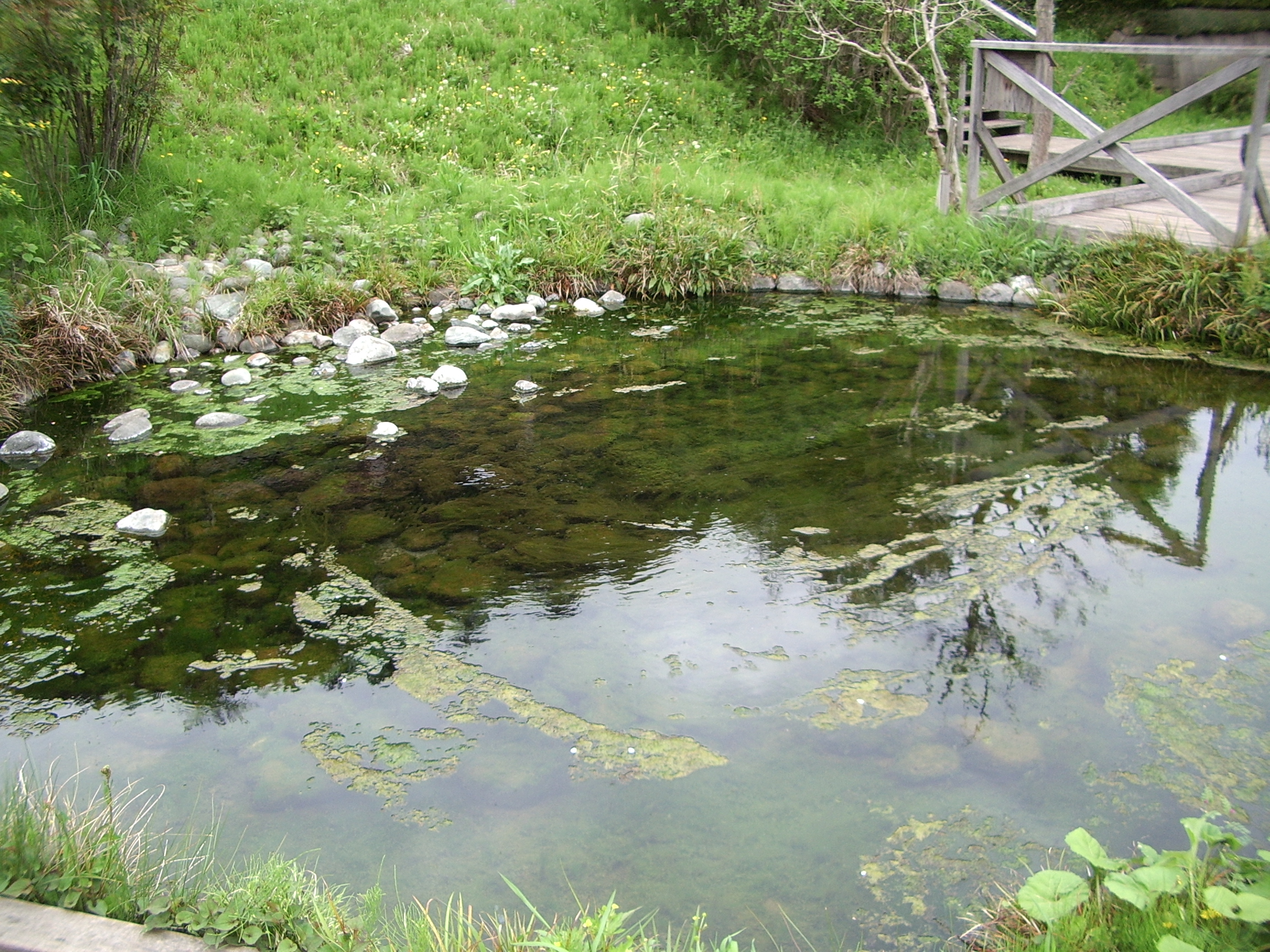
鶴見川源流泉のひろばの池

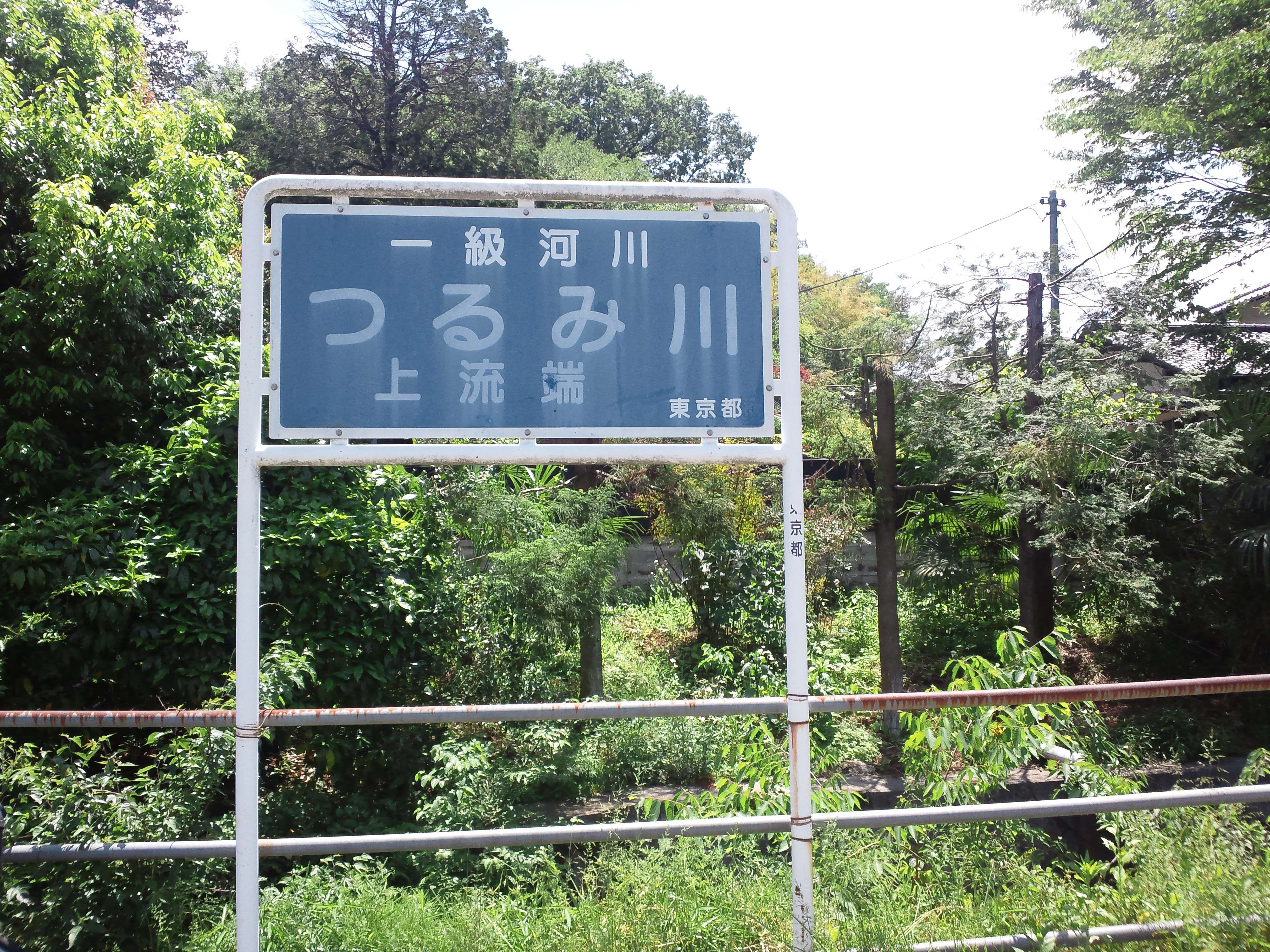
鶴見川上流端（東京都町田市上小山田町・新橋）の標識

鶴見川の源流は、東京都町田市の北部、多摩市との境に近い上小山田町にある多摩丘陵の谷戸群（低湿地）の一角、田中谷戸（標高約100 - 150 m）の湧水を水源とする数本の細流である。源流域下端には「鶴見川源流泉のひろば」が整備されている。源流を発した鶴見川は、神奈川県川崎市麻生区岡上と町田市三輪町の付近で真光寺川と、川崎市麻生区下麻生で麻生川と合流し、横浜市青葉区を縦断する。東名高速道路の下を抜けて、横浜市緑区と都筑区の境界に沿い、下末吉台地に挟まれた沖積低地の入り口付近である緑区中山で恩田川と合流する。この辺りまで、鶴見川は谷本川（やもとがわ）とも呼ばれ、源流からおおむね南東に流れる。恩田川と合流した鶴見川は、利水の基準地点とされる落合橋付近から東流し、港北区新横浜付近で鳥山川と合流すると蛇行して北へ向かう。再び蛇行して東流すると、港北区綱島付近で早渕川と合流し、鶴見区駒岡付近で矢上川と合流する。鷹野大橋付近から左岸に川崎市幸区と接しながら、南東へ緩やかに蛇行し始め、治水の基準地点とされる末吉橋付近から鶴見区を貫き、同区末広町・大黒町の河口から東京湾に注ぐ。
鶴見川流域は、標高80mから150mの低い丘陵地帯が分水界をなし、河床勾配は、源流から恩田川合流付近までの上流部で約1/250、沖積低地の中下流部で約1/1000の緩勾配となる。流域の大半が大きく起伏した丘陵・台地のため、かつては開発されることもなく、自然豊かな環境・景観が形成されていた。しかし、1960年代（昭和30年代半ば）に始まる高度経済成長期から、流域周辺は人口が急増し、住宅地として急速に開発が進められた。1958年（昭和33年）には流域内の市街地率は約10%、人口は約45万人であったが、2003年（平成15年）には市街地率約85%、人口約188万人となっている。この市街地化の結果、谷戸や低平地の農地はほとんど姿を消し、自然主体の流域から都市主体の流域へと変貌した。
鶴見川流域の地形・地質は、大きく2つに分けられる。流域全体の7割を占める源流付近から上中流域にかけての丘陵・台地は、保水・浸透機能が高い赤土の関東ローム層で覆われており、残り3割を占める中下流域の沖積低地は、シルト質（砂と粘土との中間の大きさの砕屑物。沈泥。）の軟弱な地盤となっている。
流域の気候は太平洋側気候に属し、冬季は晴天乾燥、夏季は高温多湿な日が多く、概して温和な気候といえる。流域の年間総雨量は1,400mmから1,600mmで、秋季の雨量が多い。

## 生物

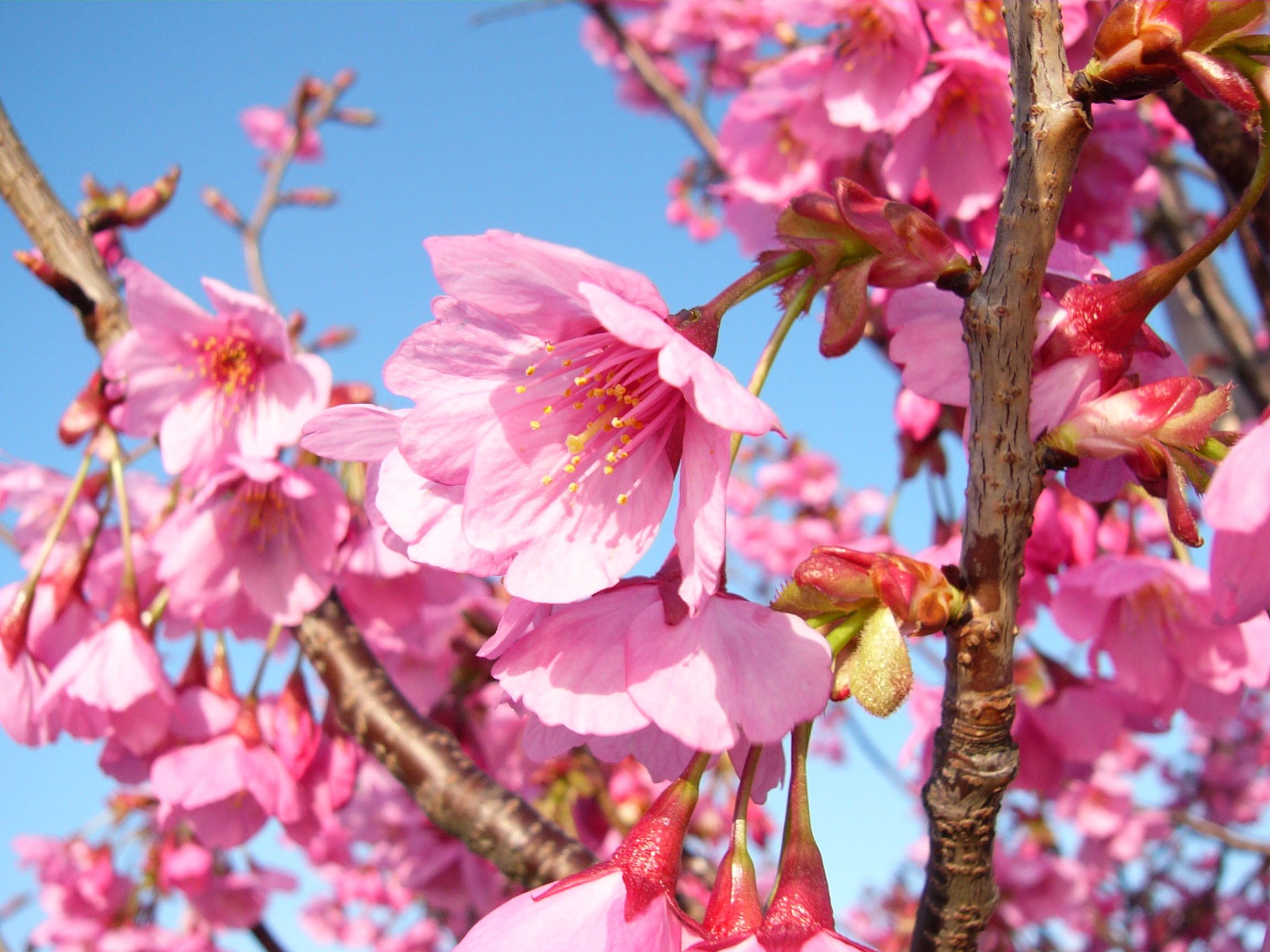
ヨコハマヒザクラ（横浜緋桜。横浜市鶴見区上末吉付近の堤防上）

今も源流付近に残る広い緑地や、流域の市街地内に点在する緑地などは、保水・浸透機能を有する貴重な自然環境と自然景観を形成している。源流付近の湧水が集まる水域には、絶滅危惧種であるホトケドジョウ、ギバチ、スナヤツメなどの魚類が、流域にはオオタカをはじめとする猛禽類が生息し、上流域には同じく絶滅危惧種のタコノアシ、カンエンガヤツリなどの植生が見られる。中流域の高水敷には、メヒシバ、クズ、ヨシ・オギなどの群落が広がり、オオヨシキリなどの鳥類の繁殖地や、絶滅危惧種であるヨコハマナガゴミムシの国内唯一の生息地が確認されている。下流域には高水敷の緑地は少ないものの、汽水性の水域にはスズキ、マハゼ、マゴチ、コイなどの魚類や、ケフサイソガニ、ユビナガスジエビなどのエビ・カニ類、流域にはユリカモメやホシハジロ、絶滅危惧種であるコアジサシなどの鳥類が生息する。
また、一部の堤防上には、サクラやツツジなどの植栽も行われている。特に、横浜市鶴見区内では、区役所の支援と区民の活動により、ヒカンザクラの園芸品種である「ヨコハマヒザクラ」が多く植えられている。
2002年（平成14年）8月には、中流域から下流域に至る豊富な魚貝類に誘われたのか、アゴヒゲアザラシのタマちゃんが東京湾から遡上した。

## 利用
鶴見川の河川水は、主に農業用水と工業用水に利用されている。農業用水は、流域の開発に伴い減少しつつも、約130haの耕地の灌漑に利用されている。最大取水量は、かんがい用水として1.616m3/s（慣行、21件）、工業用水として0.555m3/s（許可、1件）。農業用水の取水は中流域の亀の子橋より上流域に点在し、工業用水の取水は河口部にほど近い東亞合成のみである。なお、鶴見川流域では、生活用水のほとんどが流域外から導水されている。
また、鶴見川流域では下水道の整備が進んでおり、すべての処理区で普及率90%を超えている。鶴見川には、麻生水処理センター（川崎市）、鶴見川クリーンセンター（町田市）、成瀬クリーンセンター（町田市）、都筑水再生センター（横浜市）、港北水再生センター（横浜市）、加瀬水処理センター（川崎市）、北部第一水再生センター（横浜市）の計7つの処理場から下水処理水が流入している。流域人口の増加を受けて、下水処理水の放流量は増加している。下水道の普及は、鶴見川の水質改善に大きな役割を果たしたものの、下水処理水に多く含まれるアンモニア態窒素などが、鶴見川の水質に特徴的な傾向を与えている。
一方、鶴見川は、国土交通省が行っている「河川水辺の国勢調査（河川空間利用実態調査）」によれば、区域面積あたりの年間利用者数が、十勝川に次いで多い。特に、散策の利用者数は全国1位（42.9万人/年・km2）となっている。

## 治水
鶴見川は、古くから洪水氾濫を繰り返す暴れ川として恐れられた。特に大規模な河川改修計画を策定する契機となった1938年（昭和13年）から、2004年（平成16年）までの約70年間に、主なものだけでも17回の水害に見舞われた。流域の年間降水量は約1,400mmから1,600mm程度であり、水害の要因のほとんどは台風性の降雨によるものである。
治水について懸念された結果、1985年より治水対策の切り札として多目的遊水地として新横浜公園の整備が進められ、2003年6月より運用を開始した。
この遊水地により運用以降の鶴見川は氾濫を免れている。

## 水質
鶴見川の水質は、1980年代には環境基準を大きく超えていたが、その後は下水道の普及や水質汚濁防止法等による排水規制の実施などにより改善が進み、BOD75%値でみるとほぼ全ての地点で環境基準値が達成されている。しかし、下水処理水の影響を大きく受ける中流部では、依然として環境基準値が達成されておらず、大きな課題となっている。
国土交通省が発表する一級河川（直轄管理区間、166河川）における水質調査（BOD値による河川水質状況）では、例年、ワーストランキングの2位から3位となっており、さらなる水質改善努力が続けられている。なお、同調査によれば、ダイオキシン類については、水質・底質ともに環境基準値の2分の1以下となっている。

### 細菌による汚染
1978年（昭和53年）3月、鶴見川河口付近の河川水からコレラ菌（エルトール型）が検出された。当時の厚生省は、本件において河川水からコレラに感染する可能性はないと発表したものの、住民には動揺が広がった。結局、川崎市高津区内の医院に設置された浄化槽から、支流の有馬川を経て、鶴見川を汚染していたものと判明した。
この件の後、全国各地の自治体で各地方衛生研究所を中心に、河川水の定点観測が始められた。神奈川県と横浜市、川崎市でも、各衛生研究所（衛検）が、河川水の細菌学的定点観測を継続している。鶴見川では、臨港鶴見川橋、川向橋（以上、横浜市衛検）、末吉橋（川崎市衛検）を定点として観測されている。一般的なコレラ菌 (O1) は検出されるものの、毒素を産生する菌が検出されたことはない。

### シアン化合物による汚染
1970年11月、上流のめっき工場からシアン化合物が流出。鶴見川に流れ込んだ。影響は本川のほか流域の井戸水にも及び、同月19日には緑区川和町のパン工場の井戸で0.22ppmのシアンが検出された。この数値は翌日には0.05ppmへと低下したものの、川から500m離れた井戸からもシアンが検出されるなど影響は広がった。横浜市公害センターはシアンによる汚染がゼロになるまで当該井戸水の飲用を禁止した。

## 支流
鶴見川は、主なものだけで、支流の矢上川をはじめとして、早渕川、鳥山川、大熊川、鴨居川、恩田川、麻生川、真光寺川と、二次支流の砂田川、梅田川の合わせて10支川が合流し、東京湾に注いでいる。
- 新袋橋より上流方面を望む
- 寺家橋より鶴見川本流と早野川
- 宮前橋より下流方面を望む
- 学校橋より下流方面を望む
- 新鶴見橋より下流方面を望む
- 森永橋から上流方面を望む

上流より記載（支流および二次支流）
- 結道川（町田市）
- 小野路川（町田市）
- 真光寺川（町田市）
- 麻生川（川崎市麻生区/稲城市
  - 片平川（川崎市麻生区）
- 真福寺川（川崎市麻生区）
- 早野川（川崎市麻生区）
- 寺家川（横浜市青葉区）
- 鴨志田川（横浜市青葉区）
- 黒須田川（横浜市青葉区/川崎市麻生区）
- 大場川（横浜市青葉区）
- 恩田川（町田市/横浜市青葉区/緑区）
  - 三又川（町田市）
  - 奈良川（横浜市青葉区）
  - 岩川（横浜市緑区）
  - しらとり川（横浜市青葉区）
  - 梅田川（横浜市緑区）
- 鴨居川（横浜市緑区）
- 大熊川（横浜市都筑区/港北区）
- 江川（横浜市都筑区）
- 鳥山川（横浜市港北区/神奈川区）
  - 砂田川（横浜市港北区/神奈川区）
- 早渕川（横浜市青葉区/都筑区/港北区）
  - 布川（横浜市青葉区）

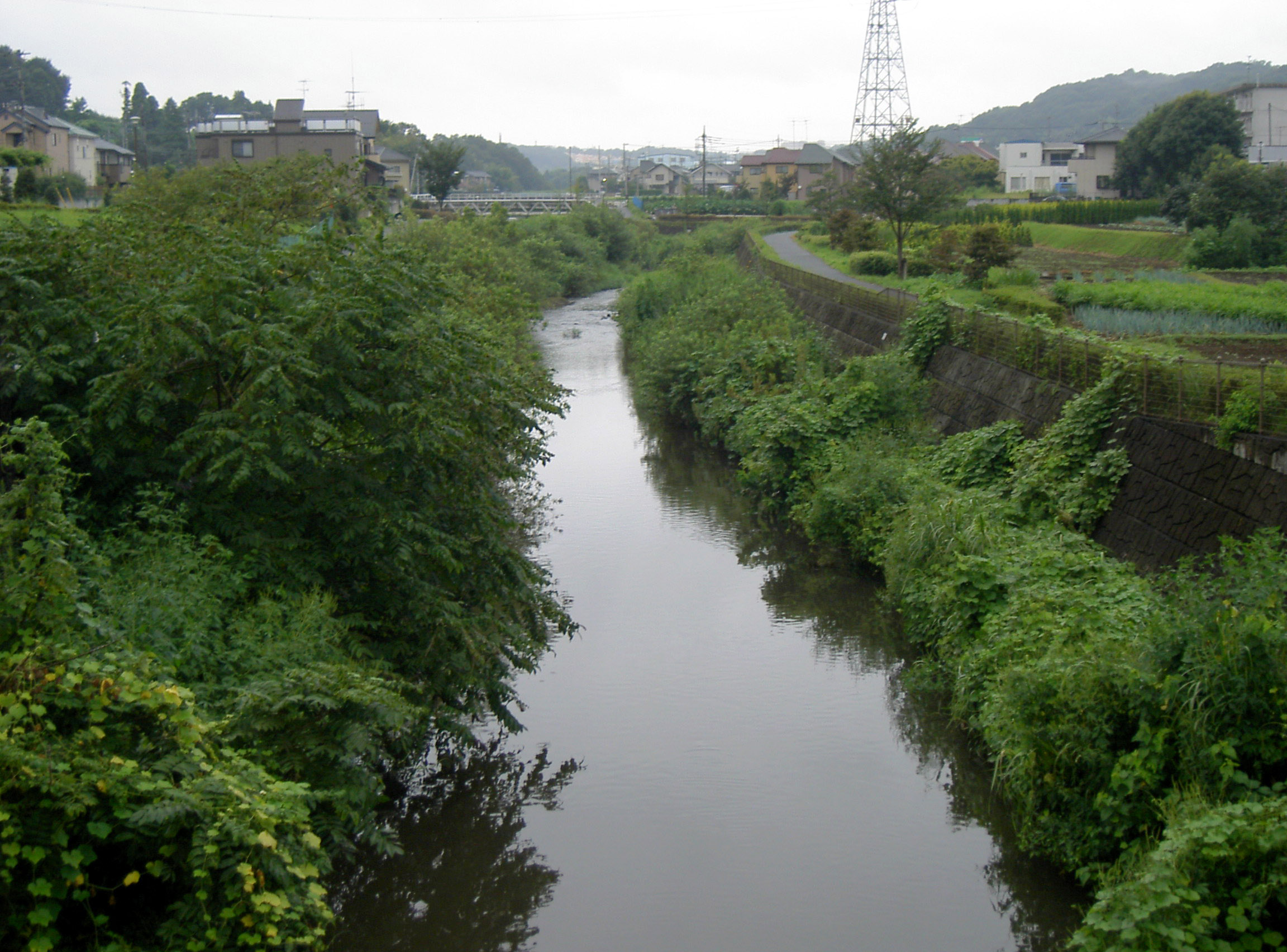
新袋橋より上流方面を望む
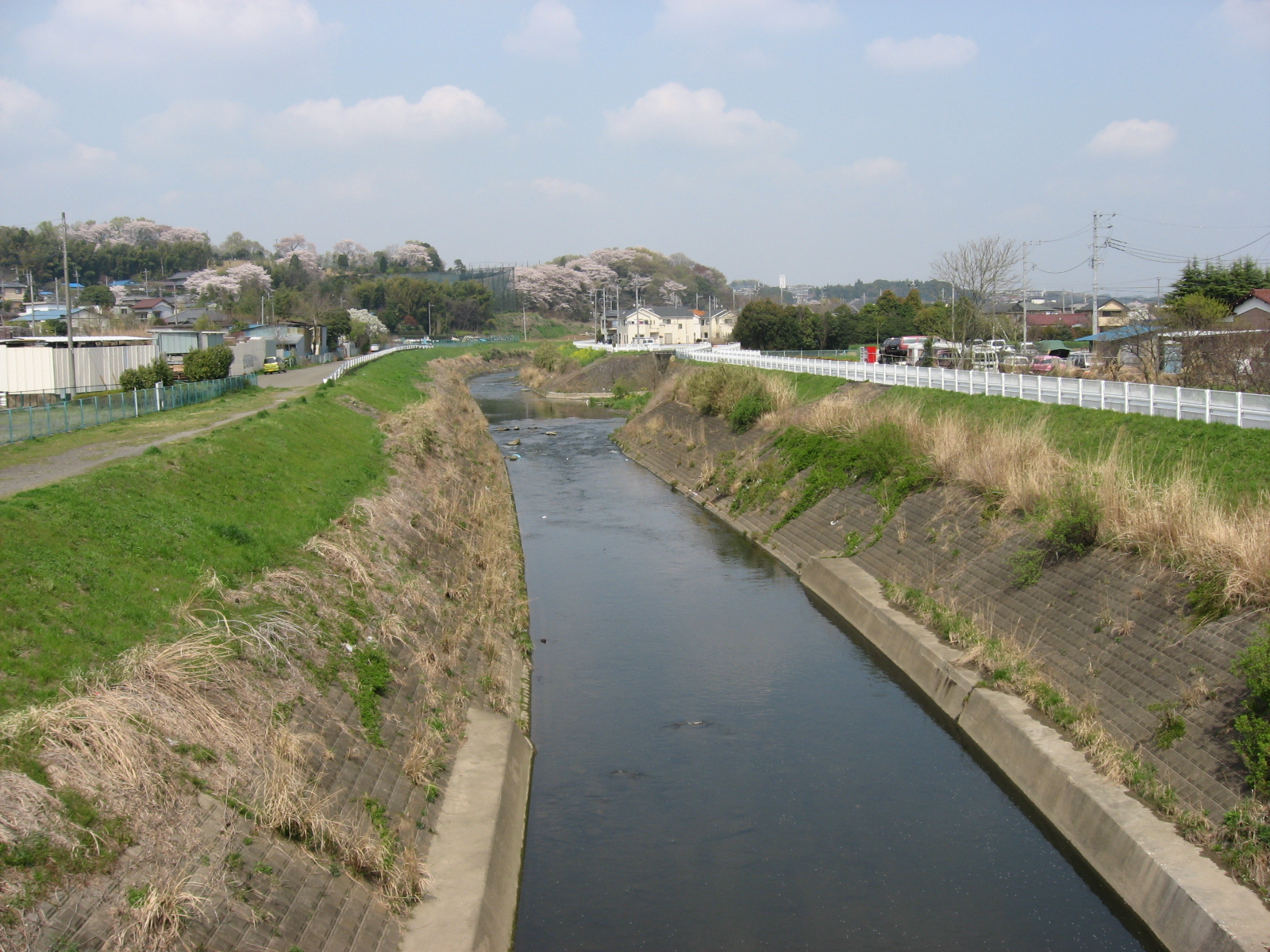
寺家橋より鶴見川本流と早野川
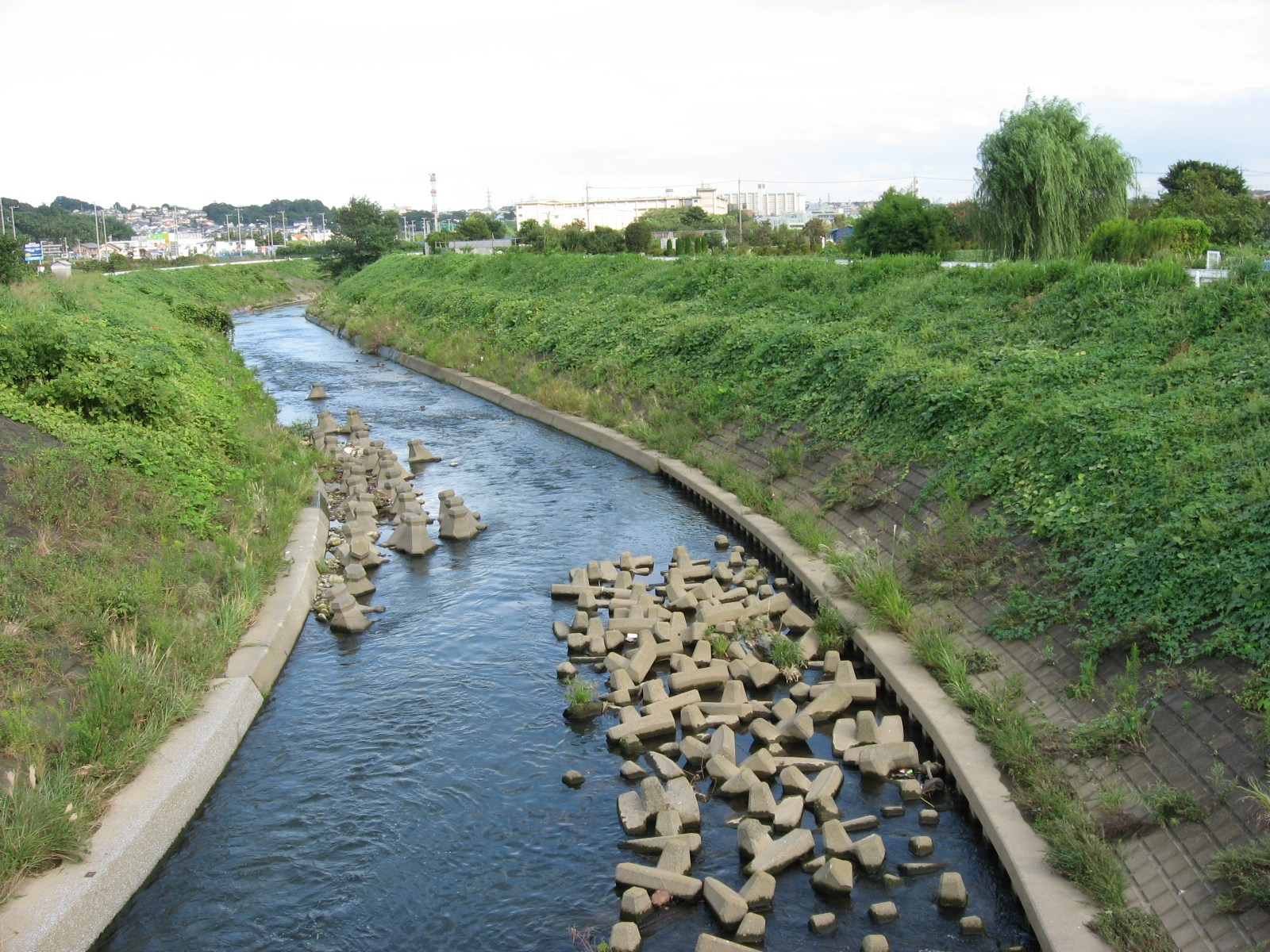
宮前橋より下流方面を望む
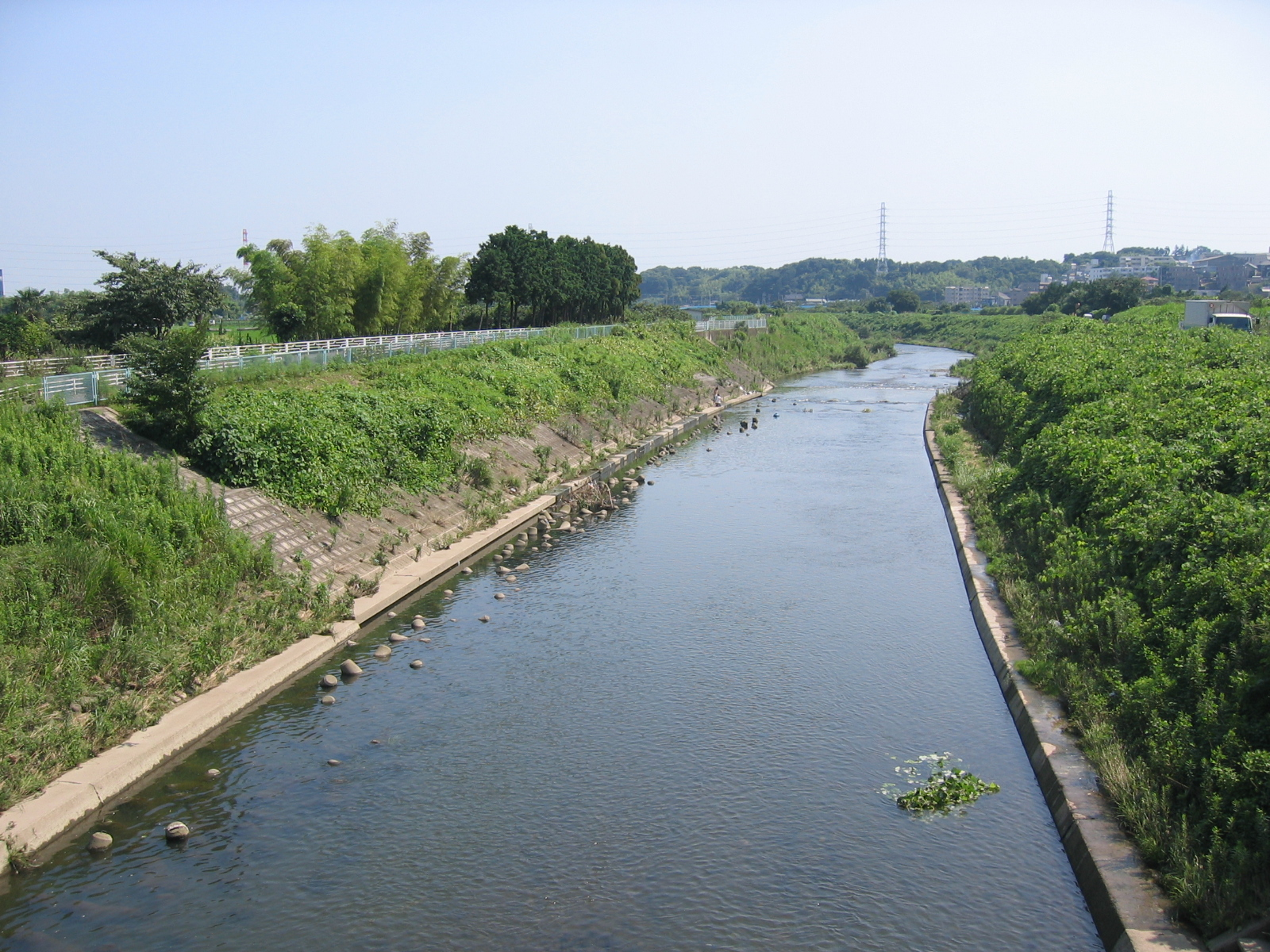
学校橋より下流方面を望む
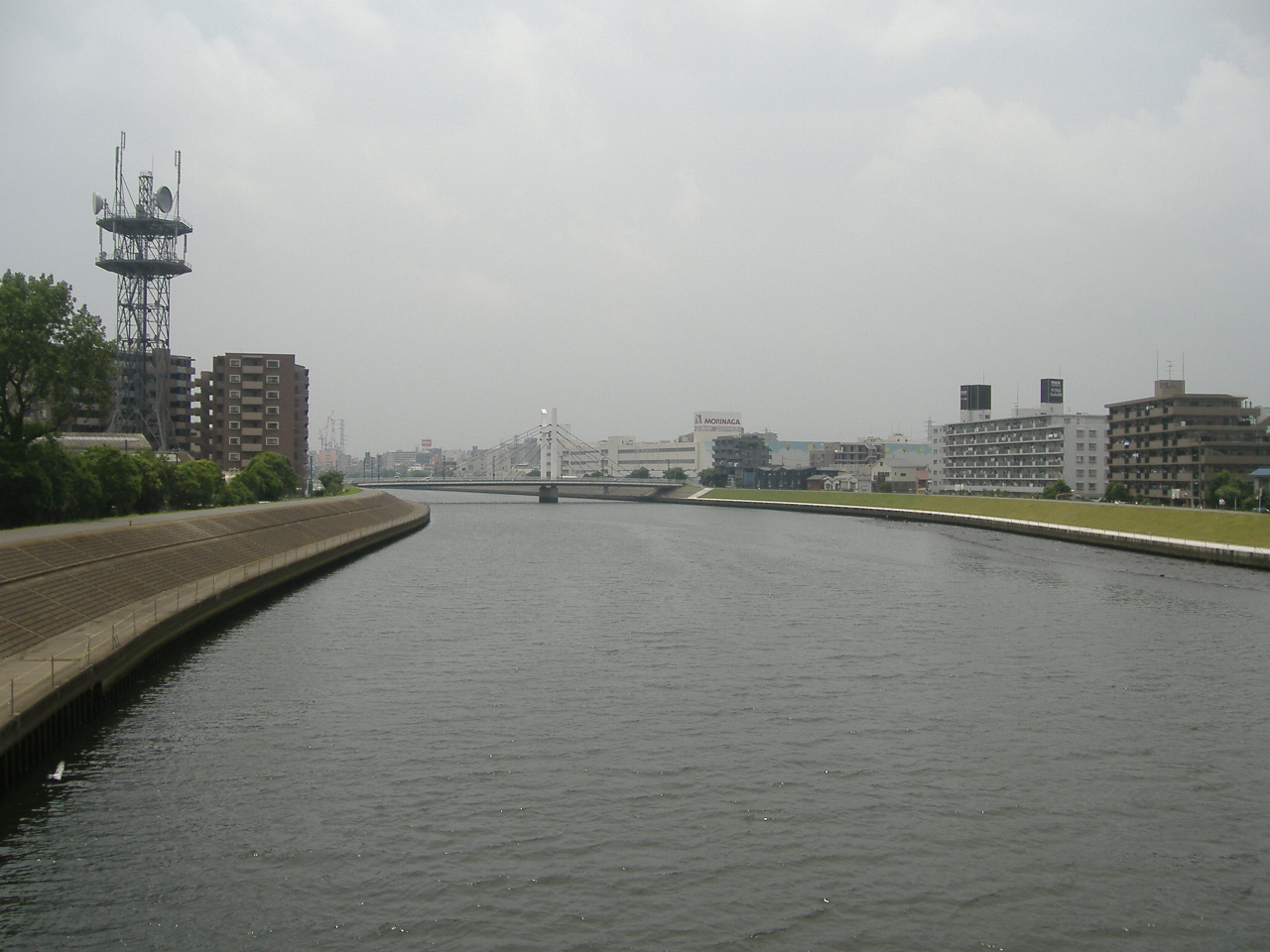
新鶴見橋より下流方面を望む
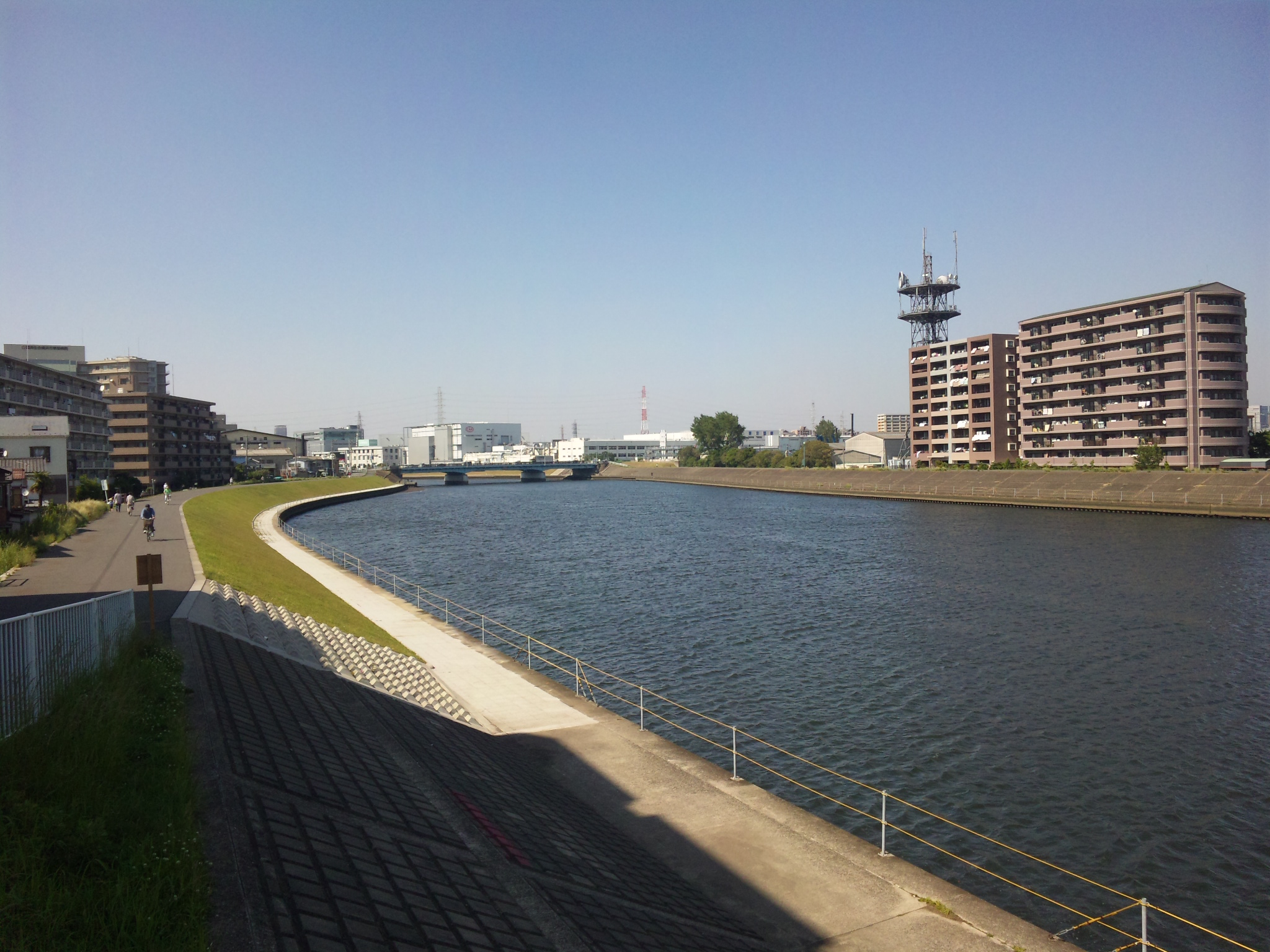
森永橋から上流方面を望む

- 矢上川（川崎市宮前区/高津区/中原区/幸区/横浜市港北区）
  - 有馬川（川崎市宮前区/高津区/横浜市都筑区）
  - 江川（川崎市中原区/高津区）
  - 渋川（川崎市中原区/幸区）

## 橋梁
- 図師大橋
- 宮川橋
- むかいだ橋
- 並木橋
- 鶴見橋（町田市）
- 兜橋
- 丸山橋
- 参道橋
- 新袋橋
- 袋橋
- 鍛冶屋車橋
- 川島橋
- 大蔵橋
- 春日橋
- 関山橋
- 住吉橋
- 弁天橋
- 八坂橋
- 下川戸橋
- 川井田橋
- 小田急小田原線の橋
- 大正橋
- 川井田人道橋
- 睦橋
- 本村橋
- 宝殿橋と岡上跨線橋（奥）
- 岡上橋
- 精進場橋
- 子の神橋
- 四ッ木橋
- 麻生橋
- 恩廻橋
- 水車橋
- 寺家橋
- 河内橋
- 鴨志田橋
- 常磐橋
- 宮前橋
- 川間橋
- 新川間橋
- 谷本橋
- 学校橋
- 天神橋
- 精進橋と地下鉄鉄橋（奥）
- 千代橋
- 落合橋
- 鴨池大橋
- 鴨池人道橋
- 新川向橋
- 川向橋
- 第三京浜道路
- 小机大橋
- 亀の甲橋
- 新横浜大橋
- 新羽橋
- 東横線の鶴見川鉄橋
- 東海道新幹線の鶴見川橋梁
- 森永橋
- 鶴見川橋
- 芦穂橋

- 新橋
- 山の端橋（やまのはばし）
- 丁八反坂橋
- 竹之内橋
- 新竹之内橋
- 櫻橋
- 宮橋
- 坂下橋
- 日影橋

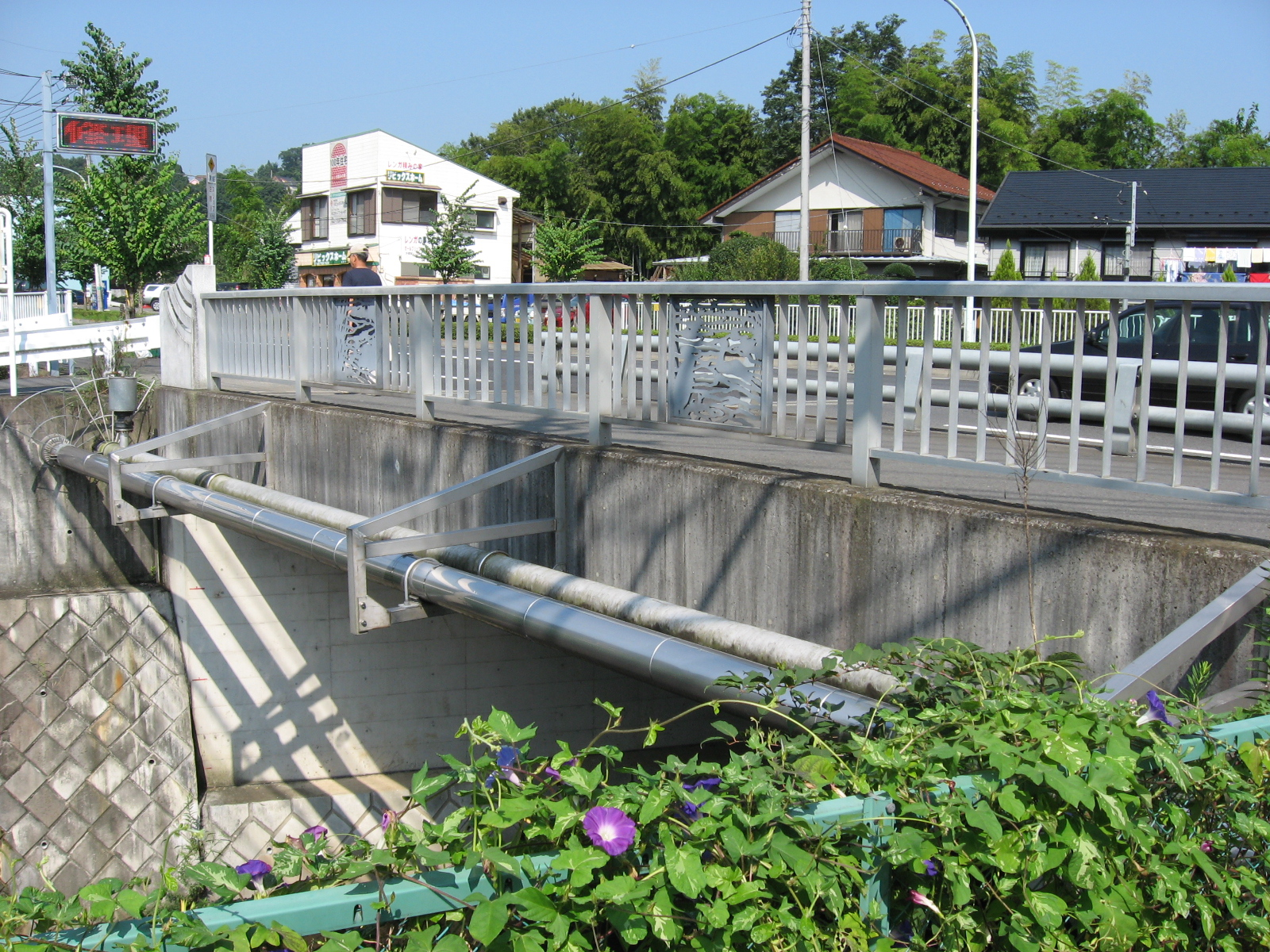
図師大橋（神奈川県道・東京都道57号相模原大蔵町線）
- 図師川島2号橋
- 図師川島橋
- 宿川島橋
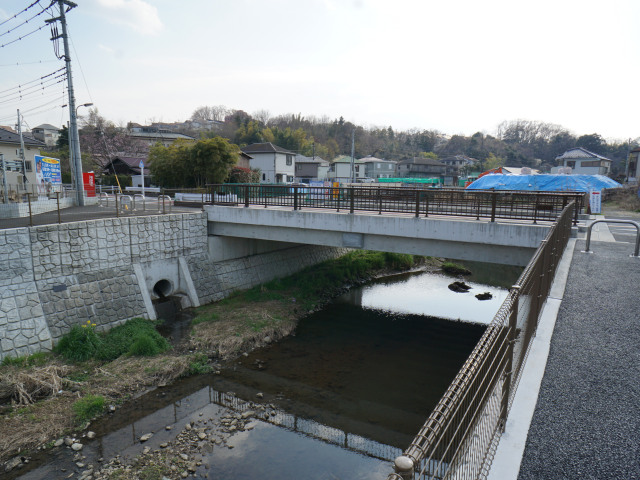
宮川橋
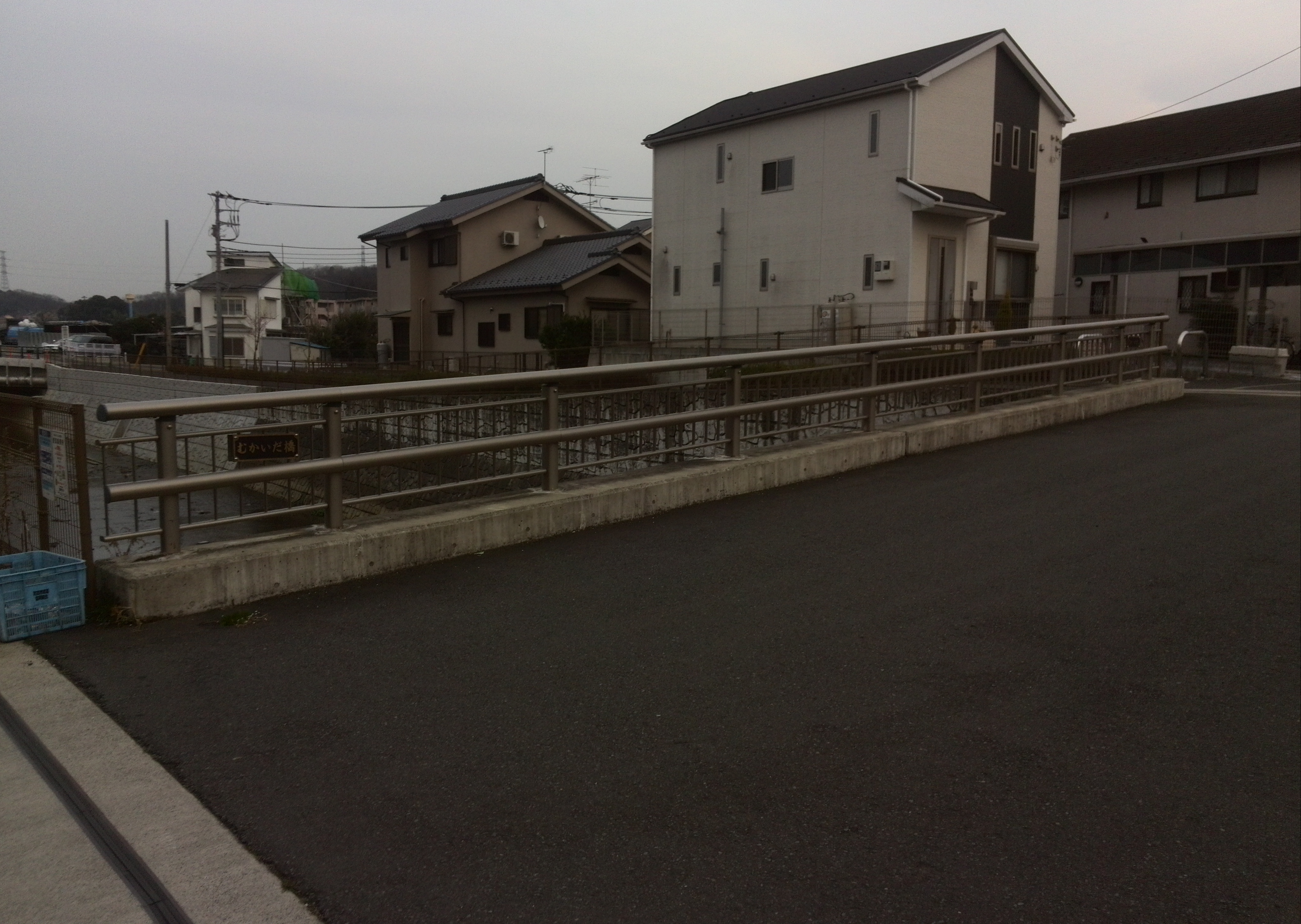
むかいだ橋
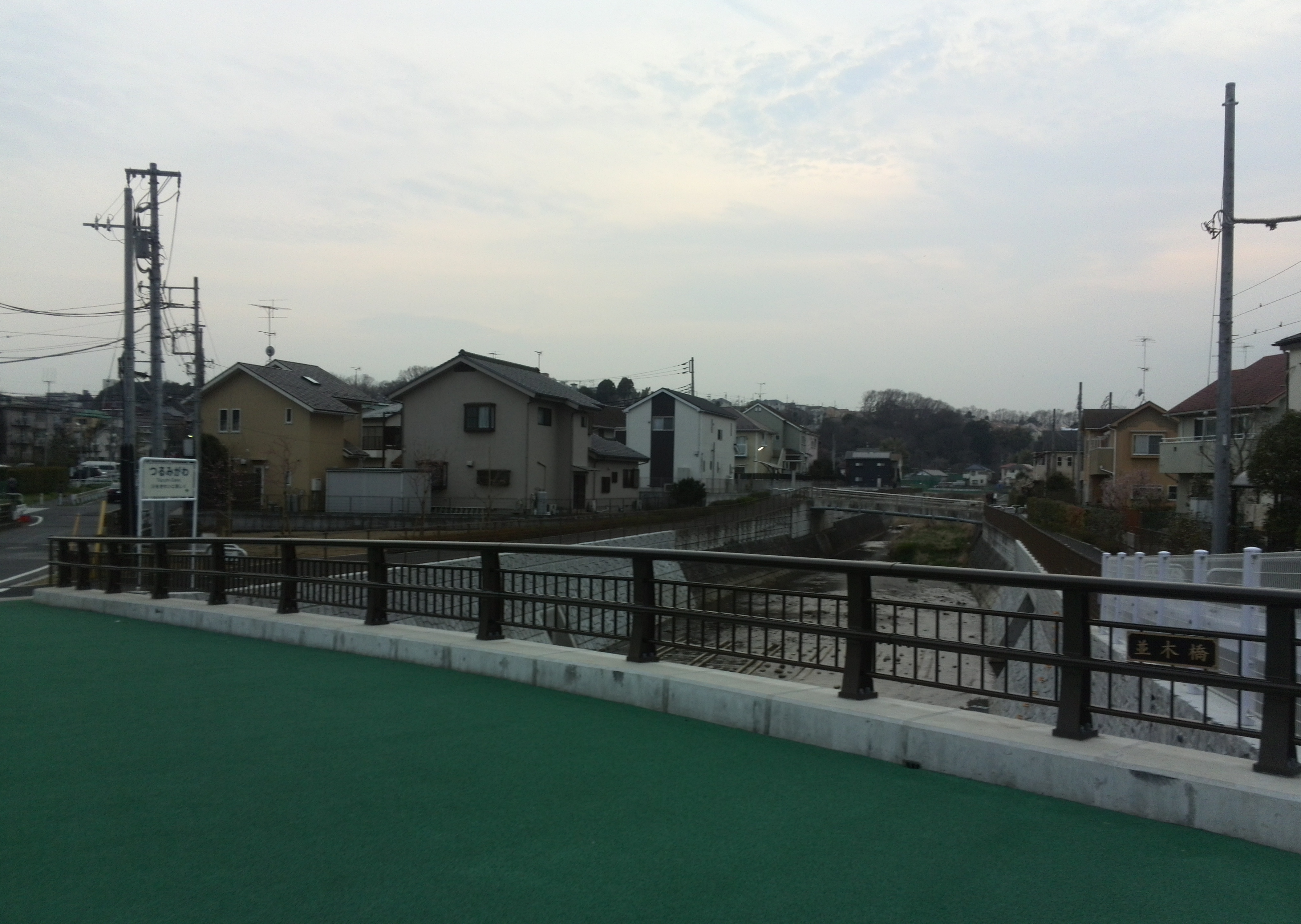
並木橋
- 鶴見橋
- 兜橋
- 新鎧橋
- 郷見橋
- 丸山橋
- 半沢橋
- 参道橋
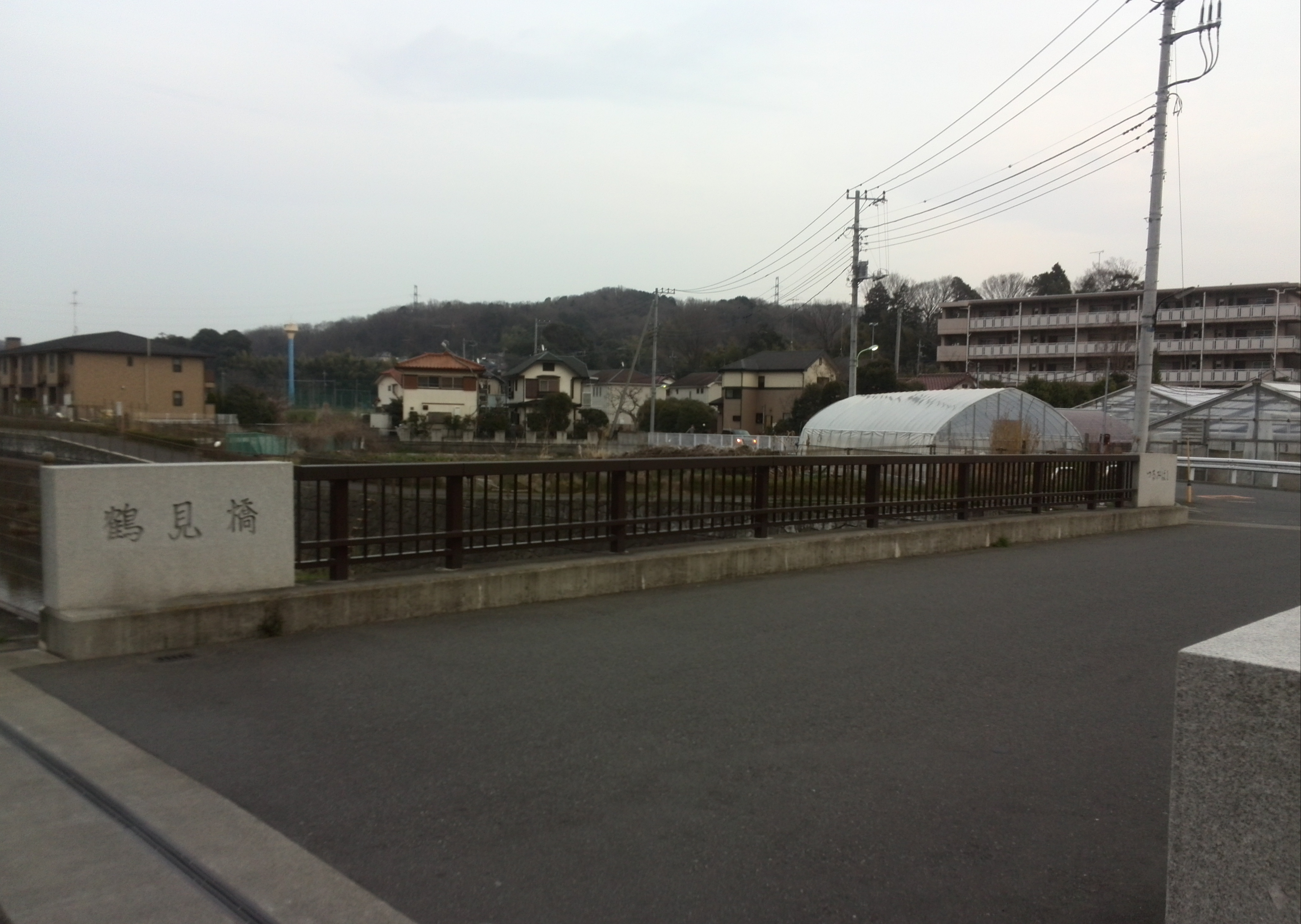
新袋橋（東京都道18号府中町田線）
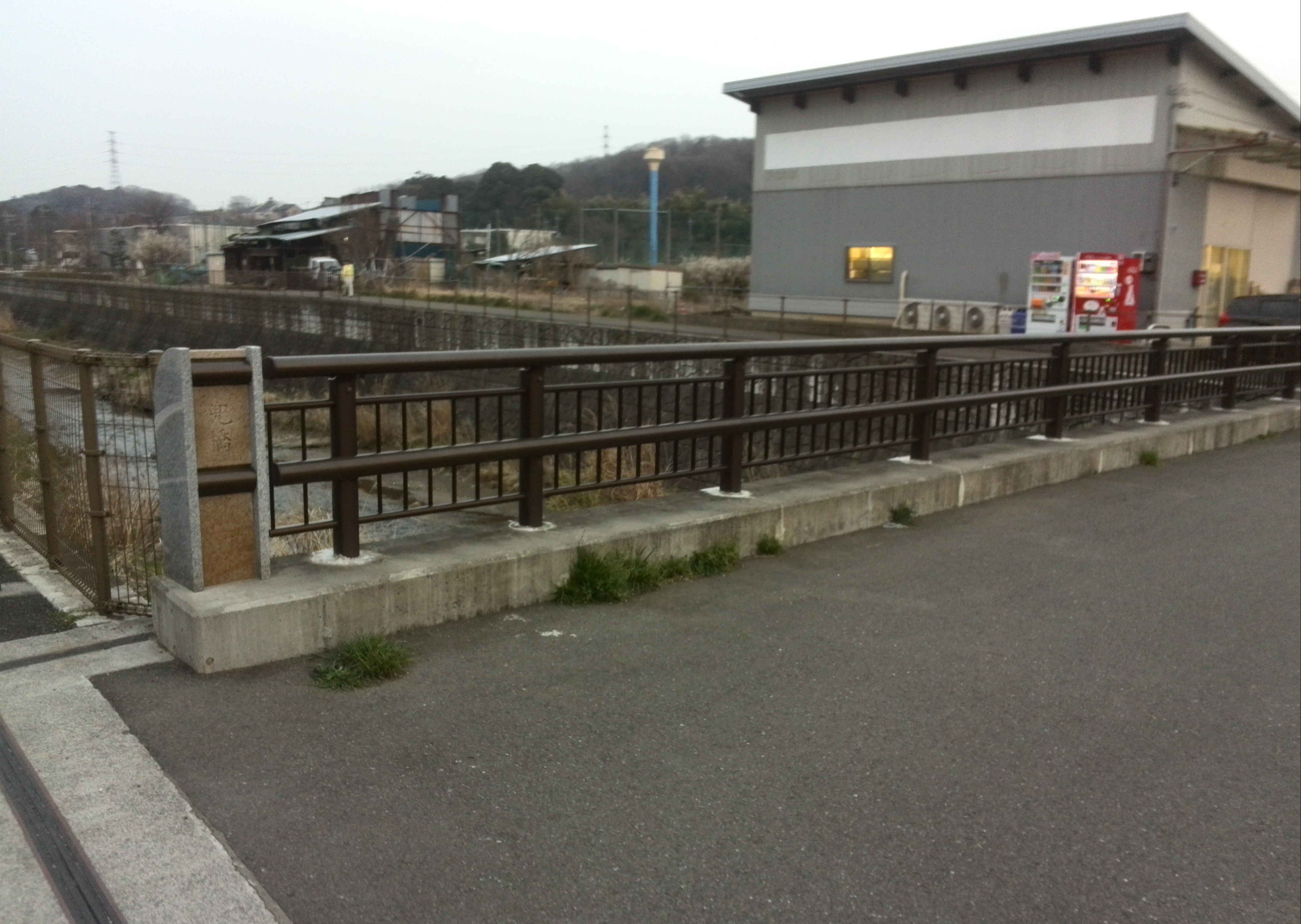
兜橋
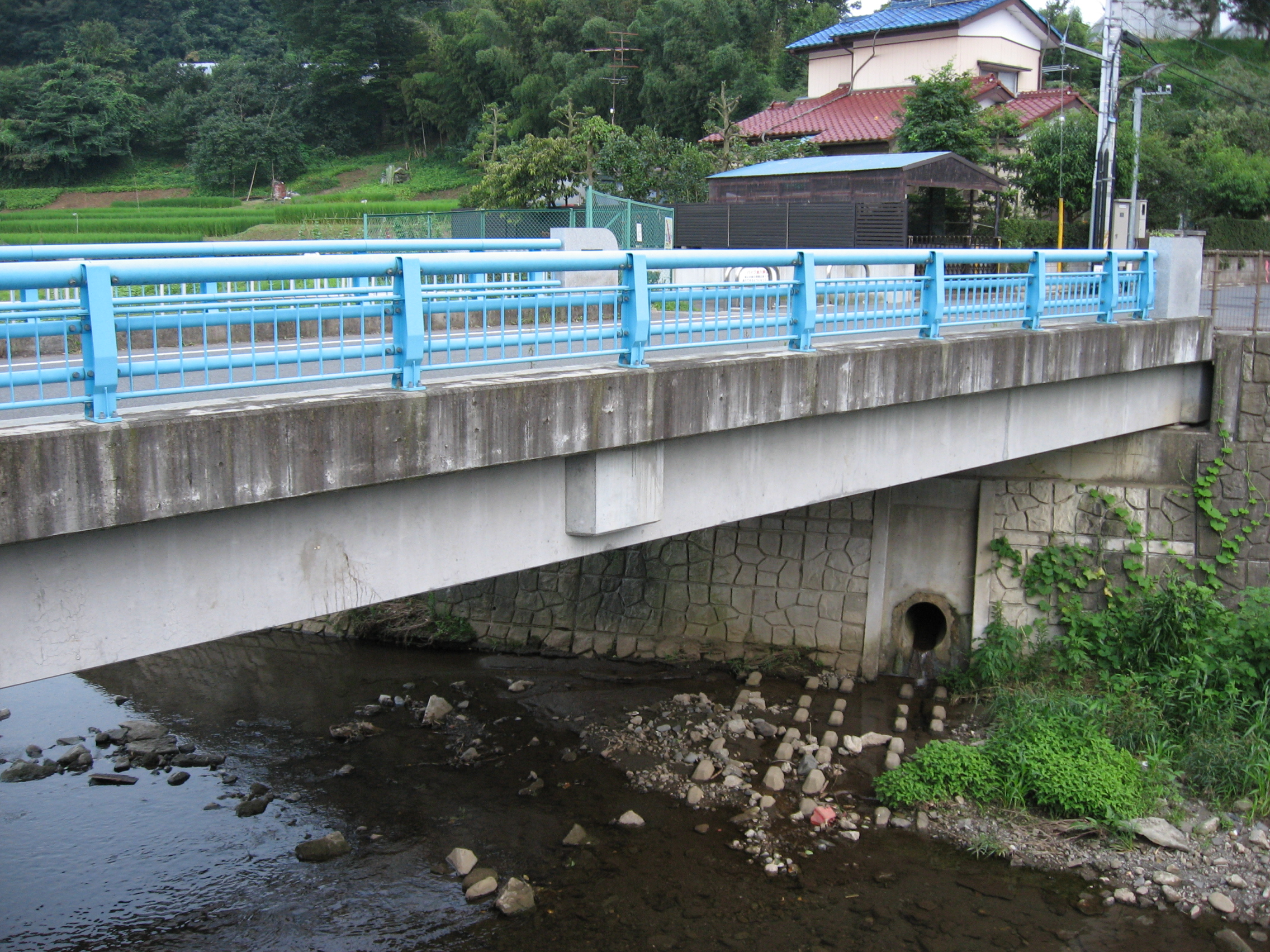
丸山橋
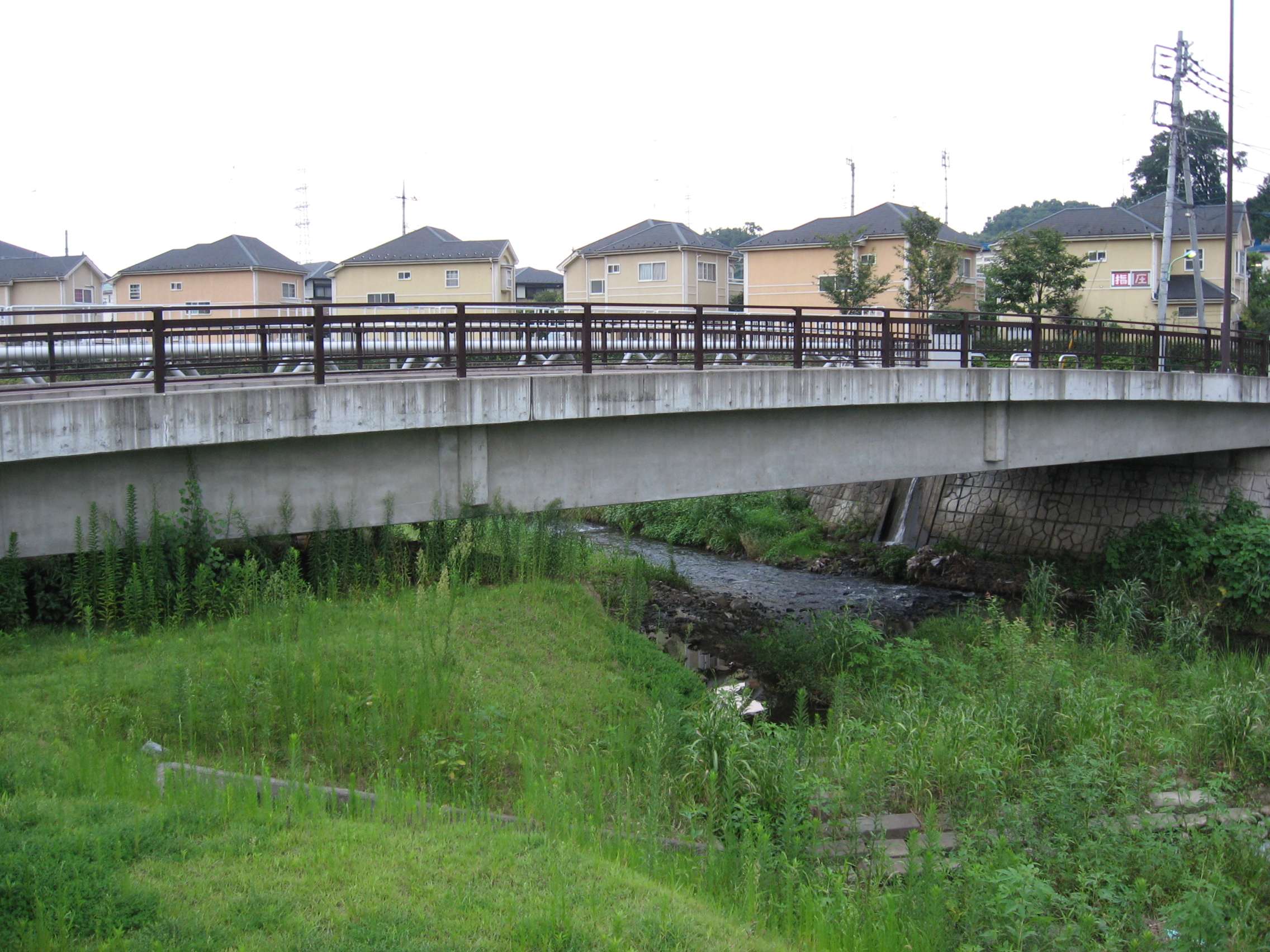
参道橋
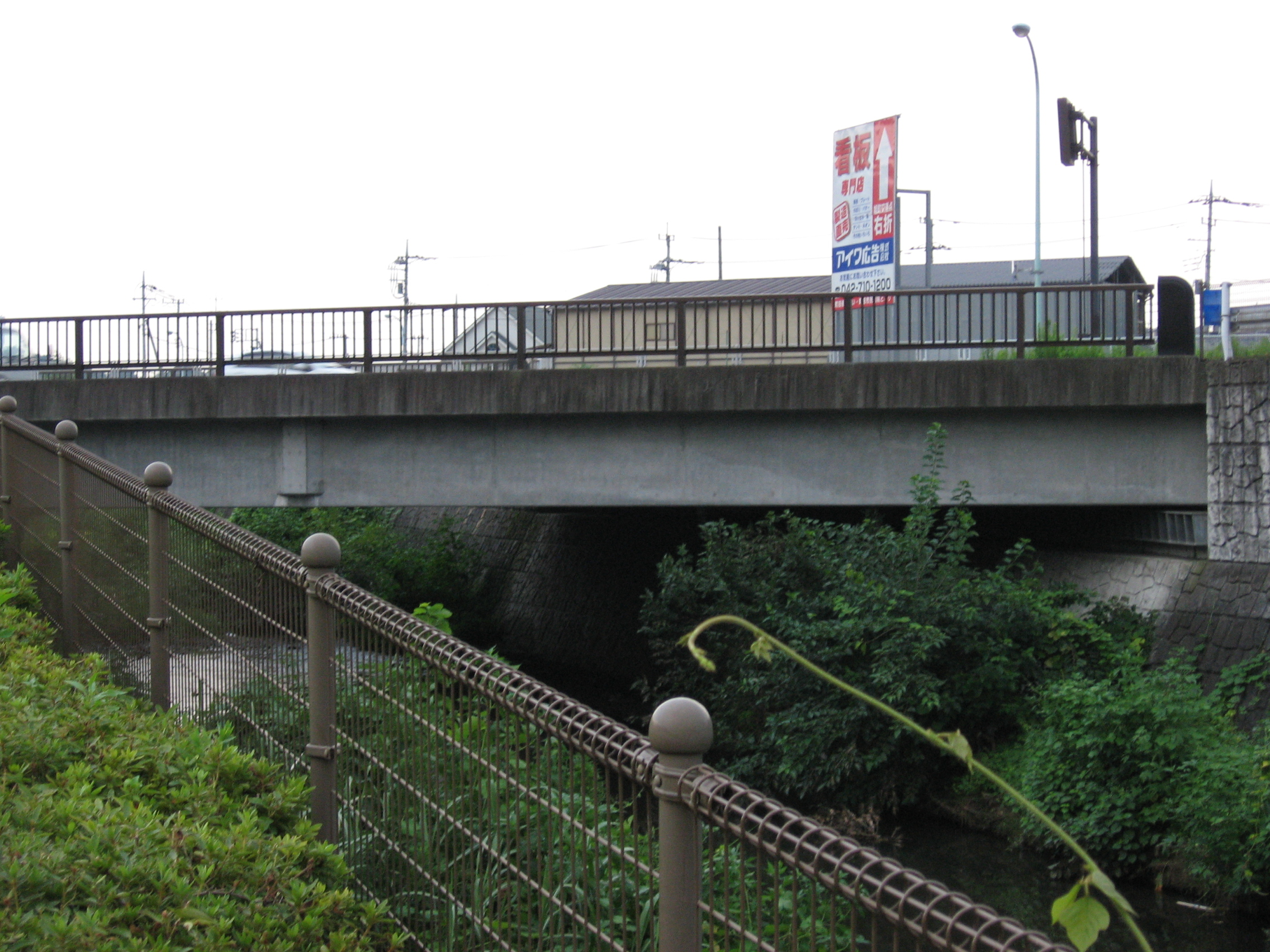
新袋橋
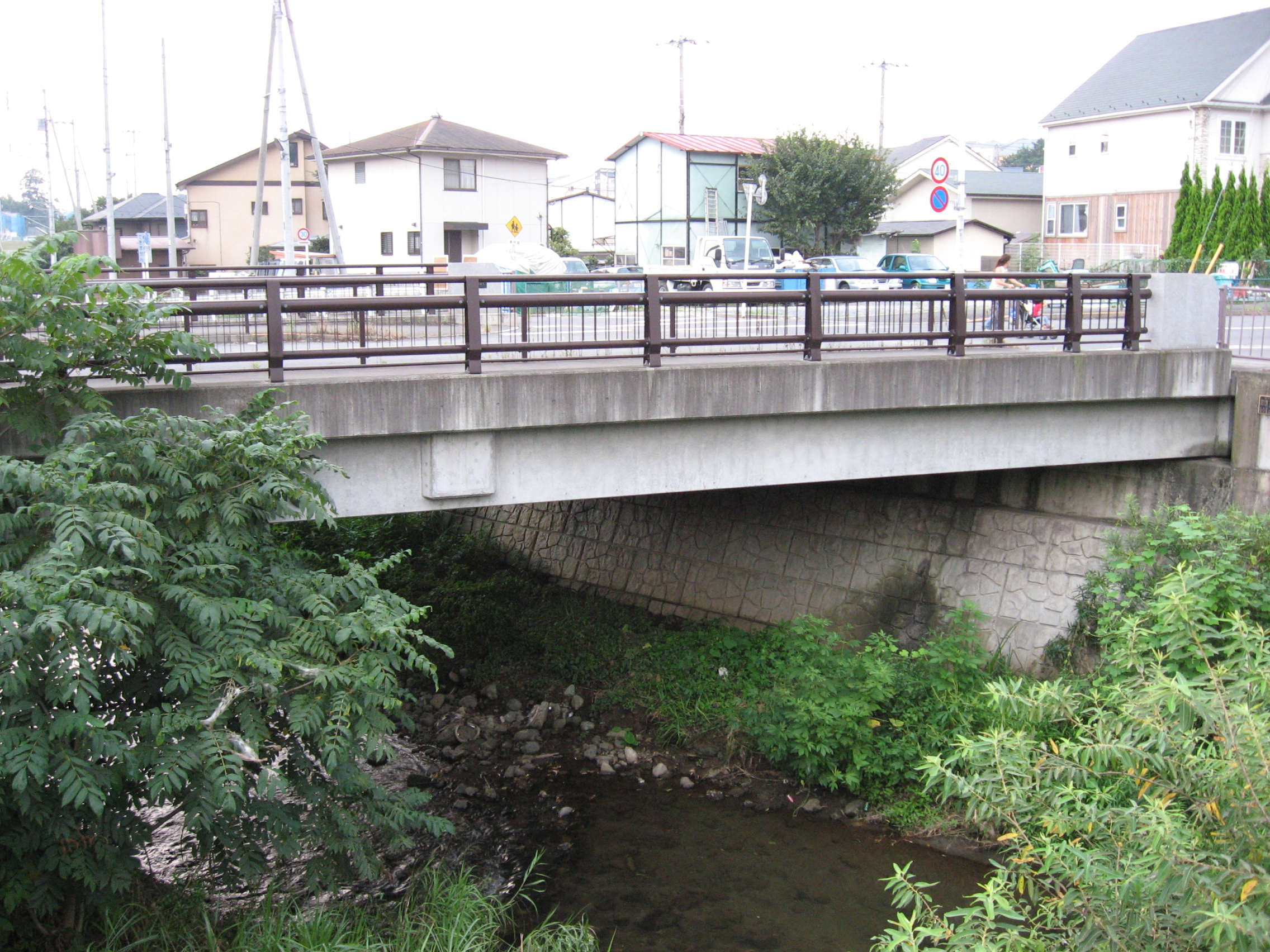
袋橋
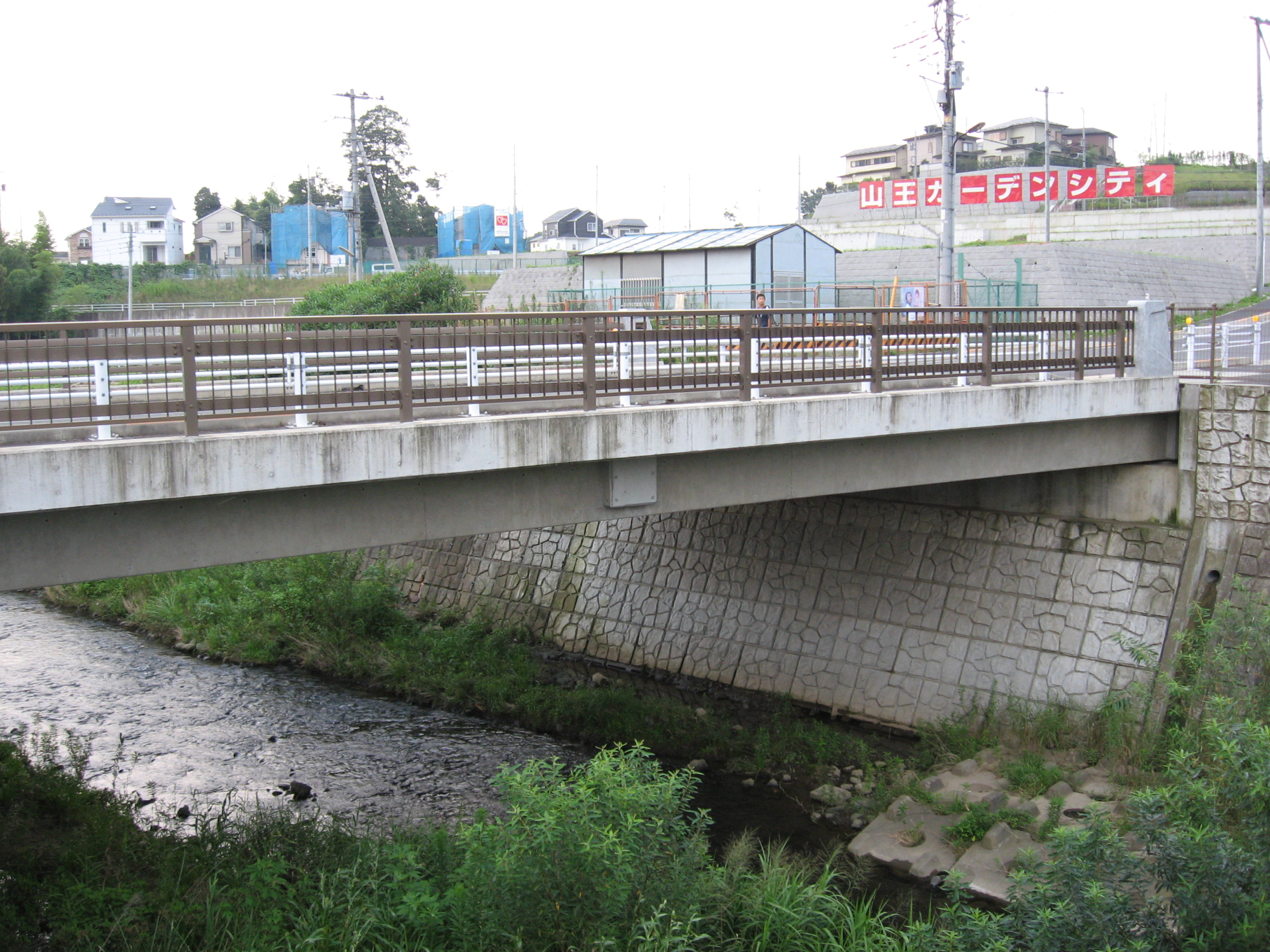
鍛冶屋車橋
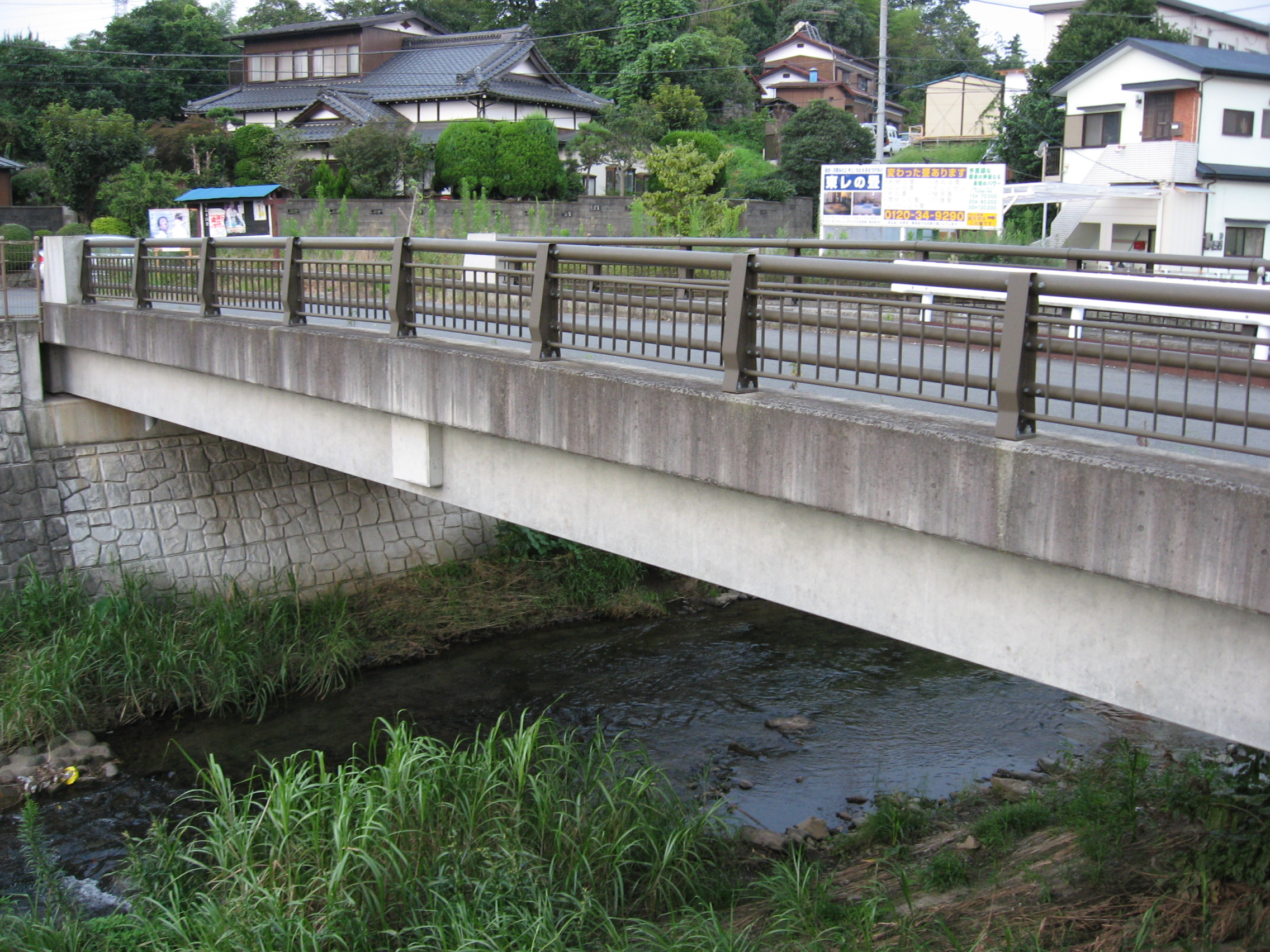
川島橋
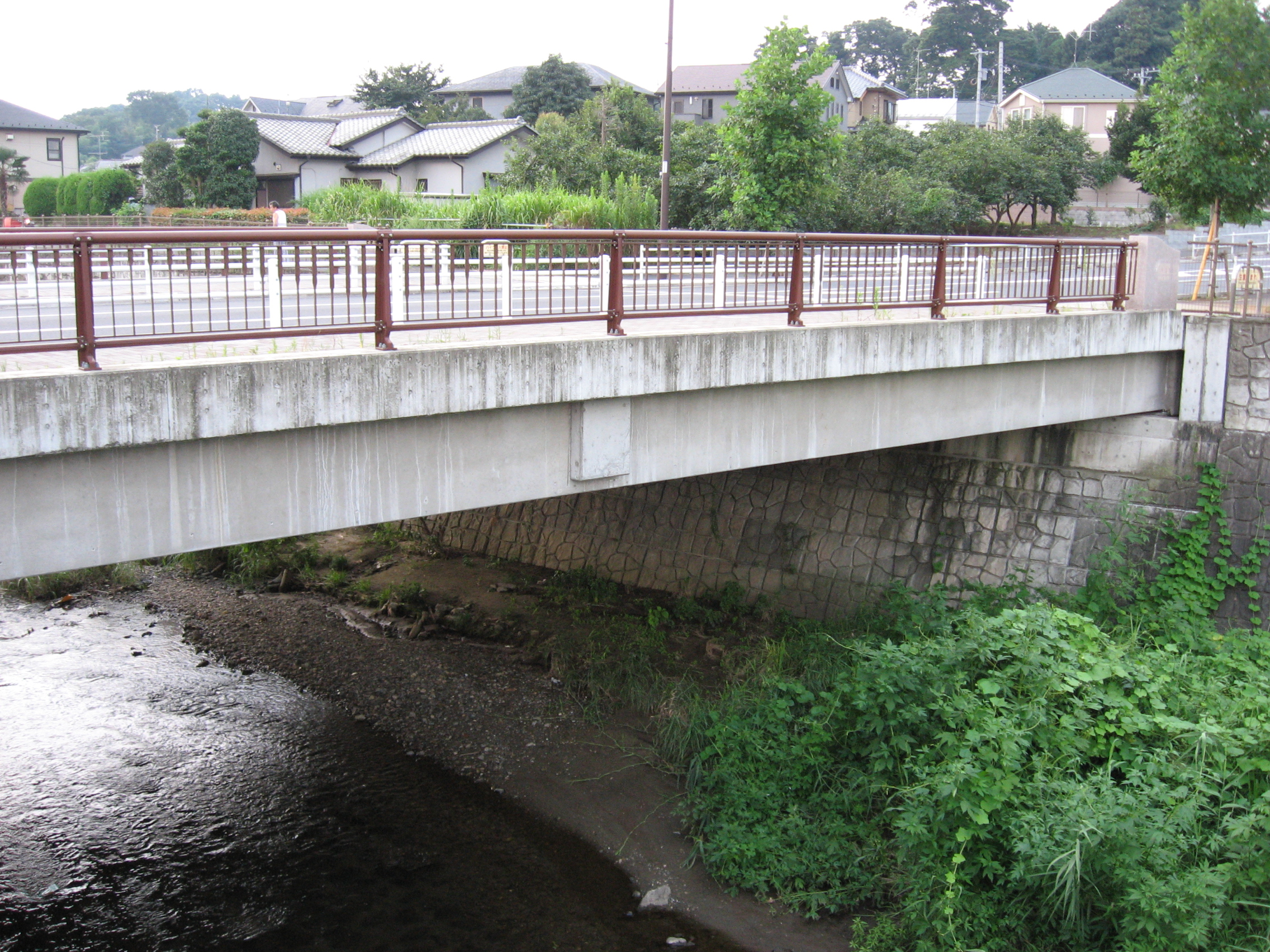
大蔵橋
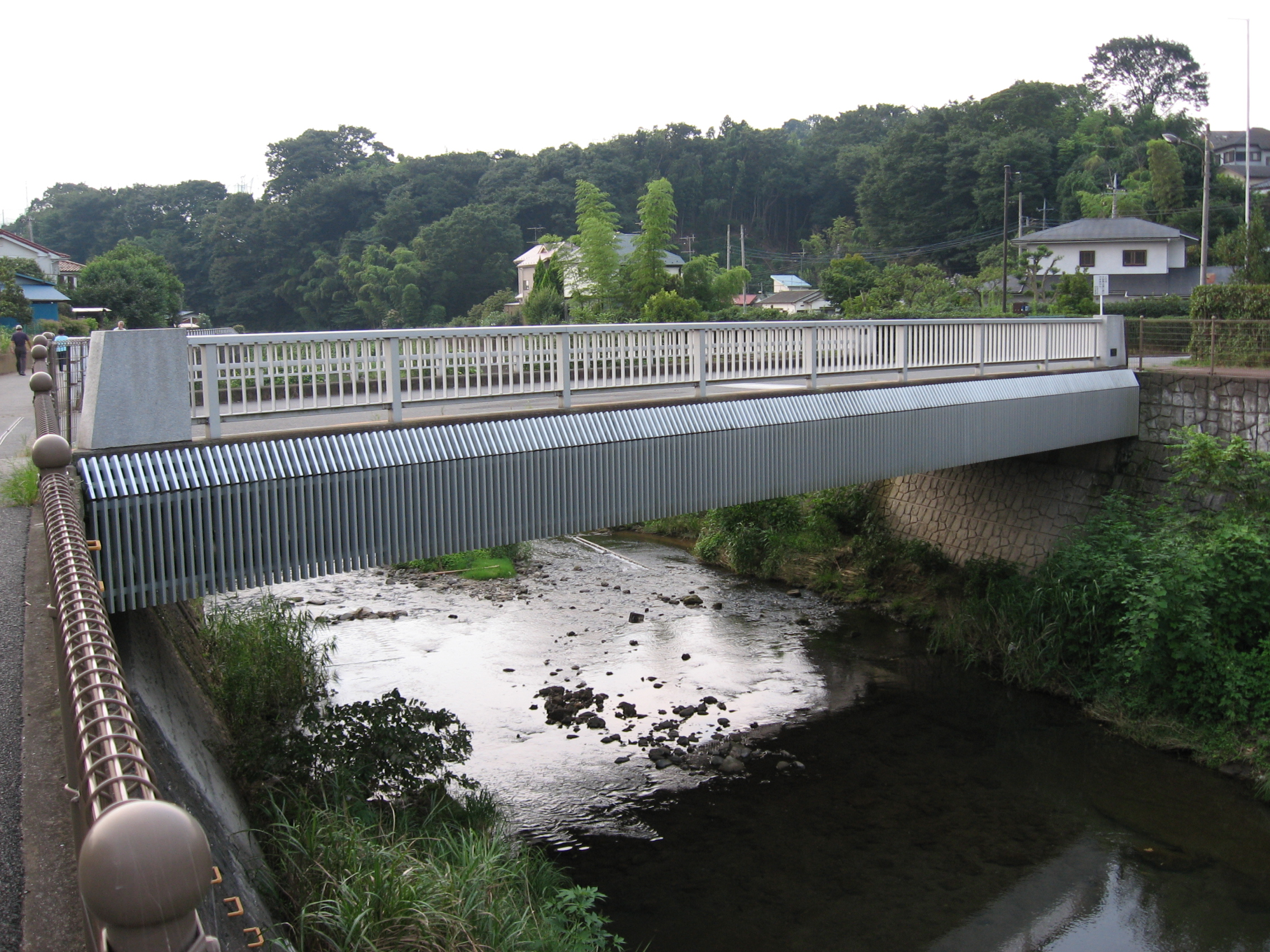
春日橋
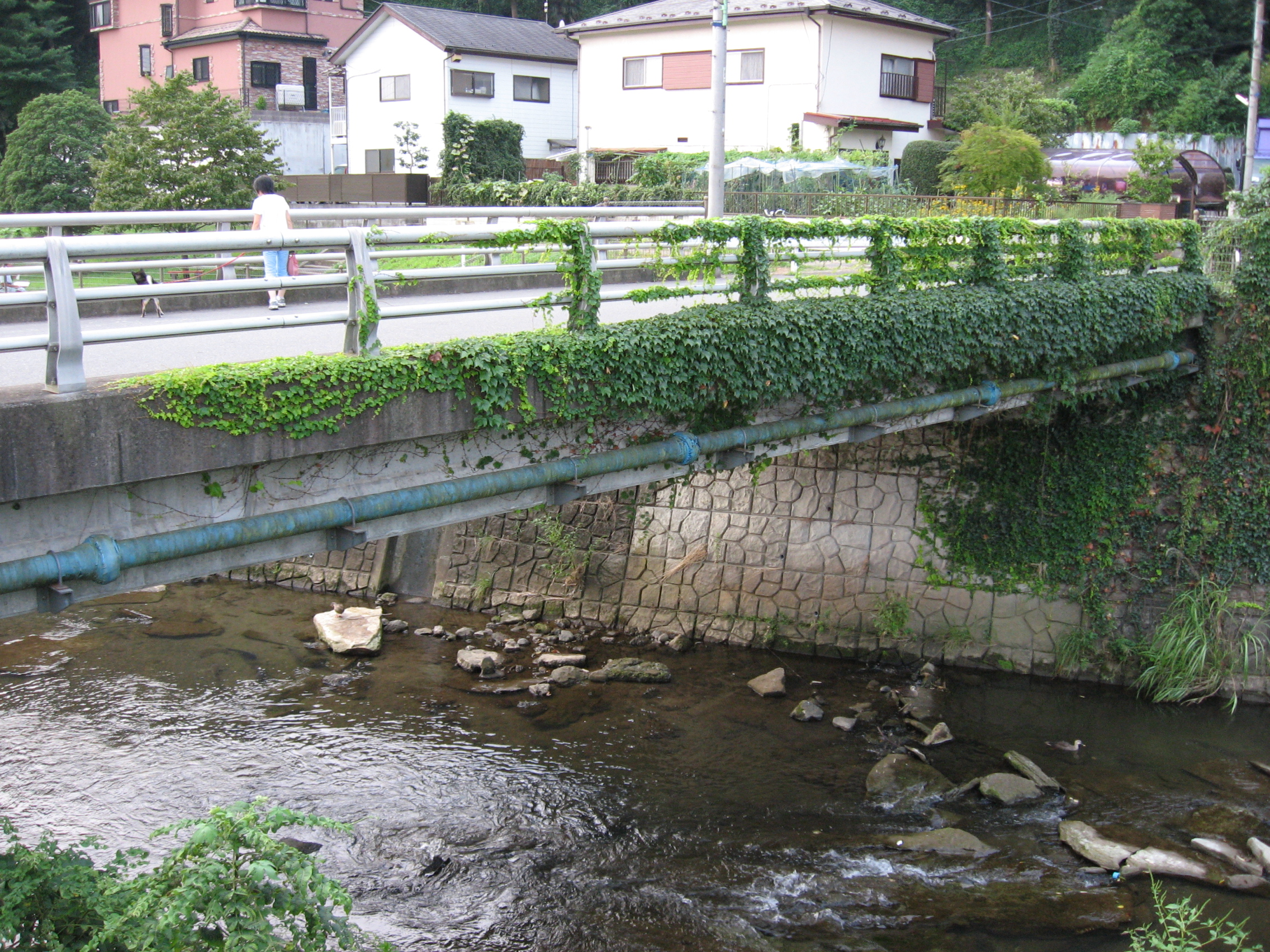
関山橋
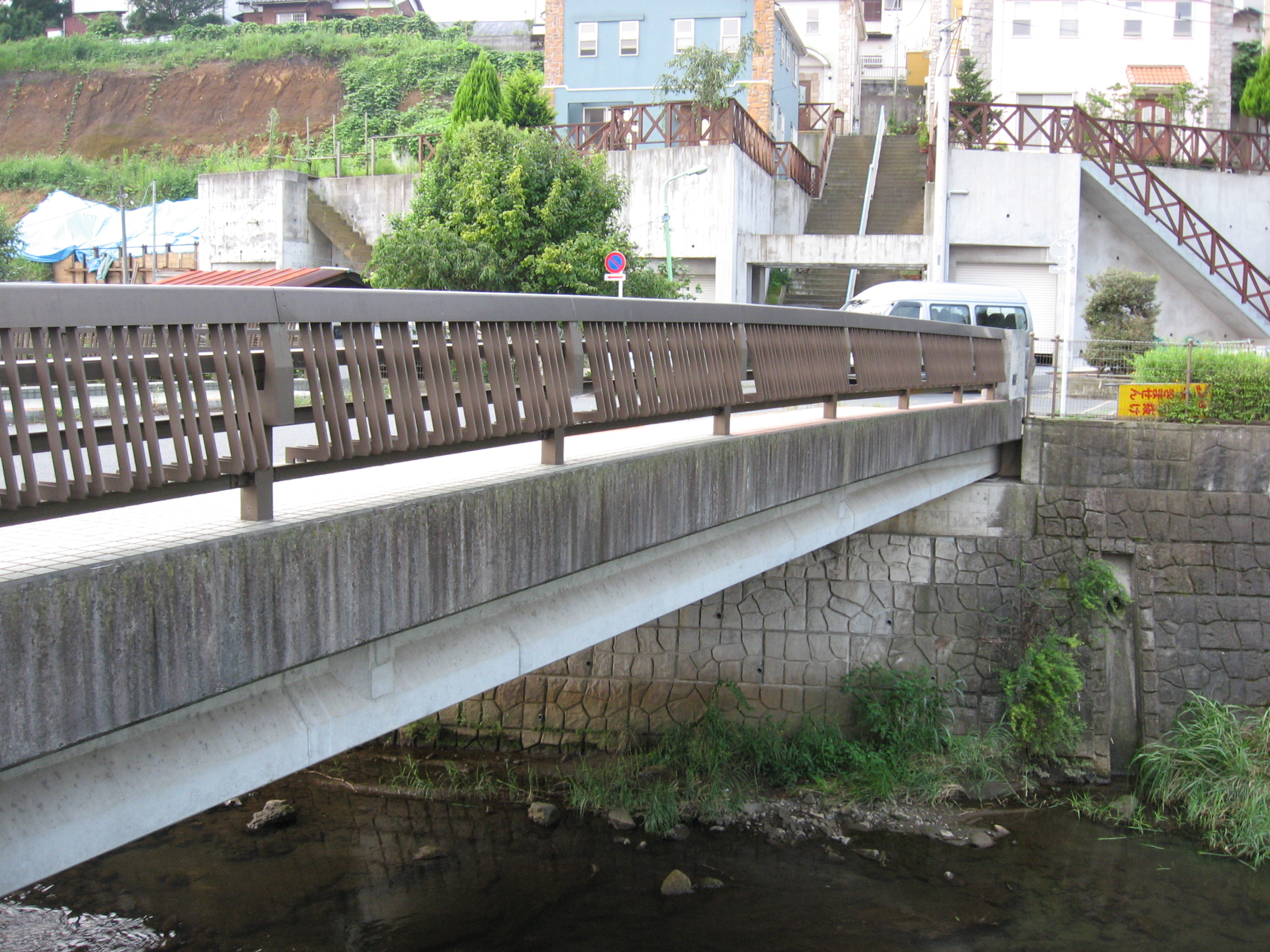
住吉橋
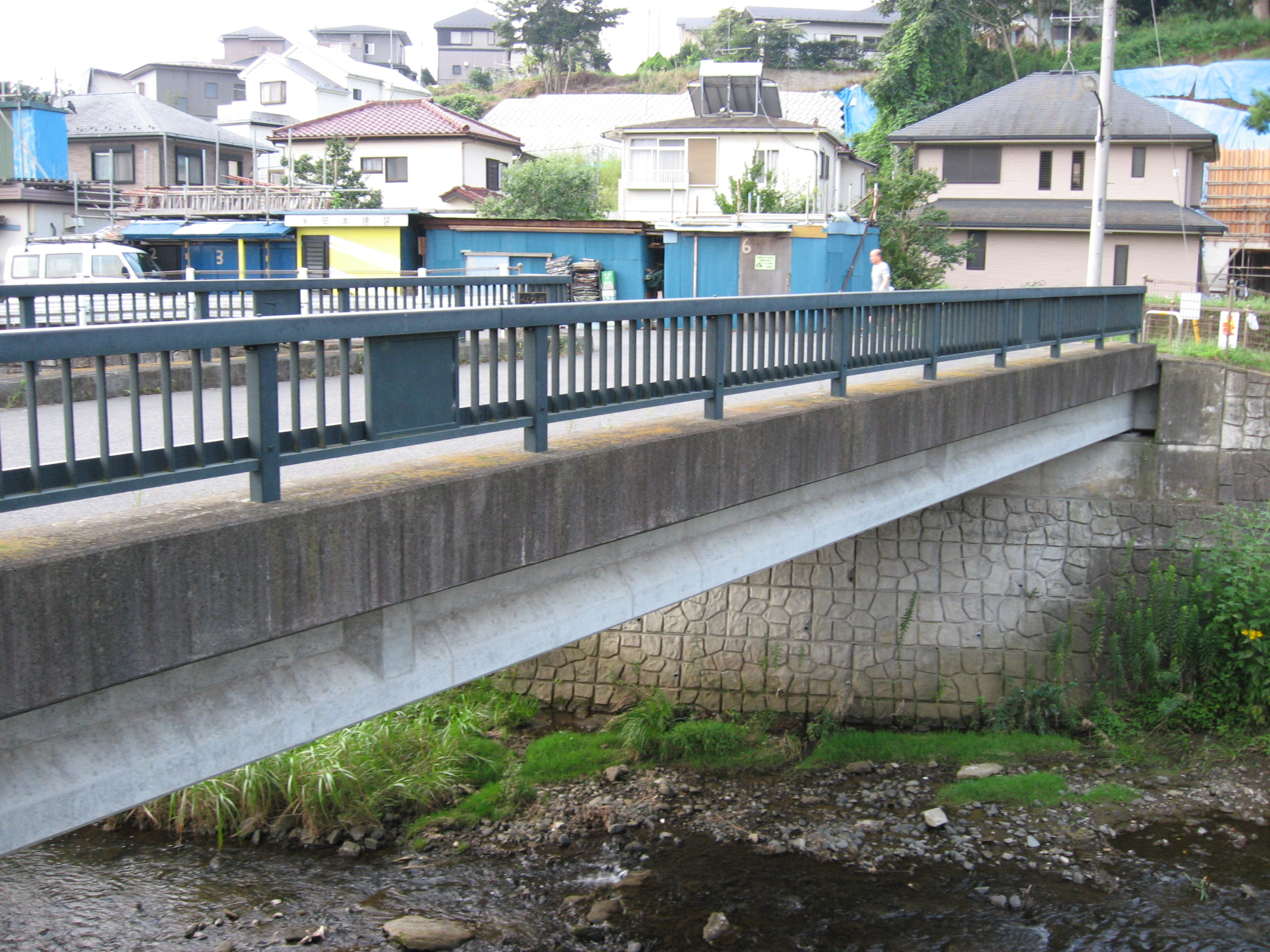
弁天橋
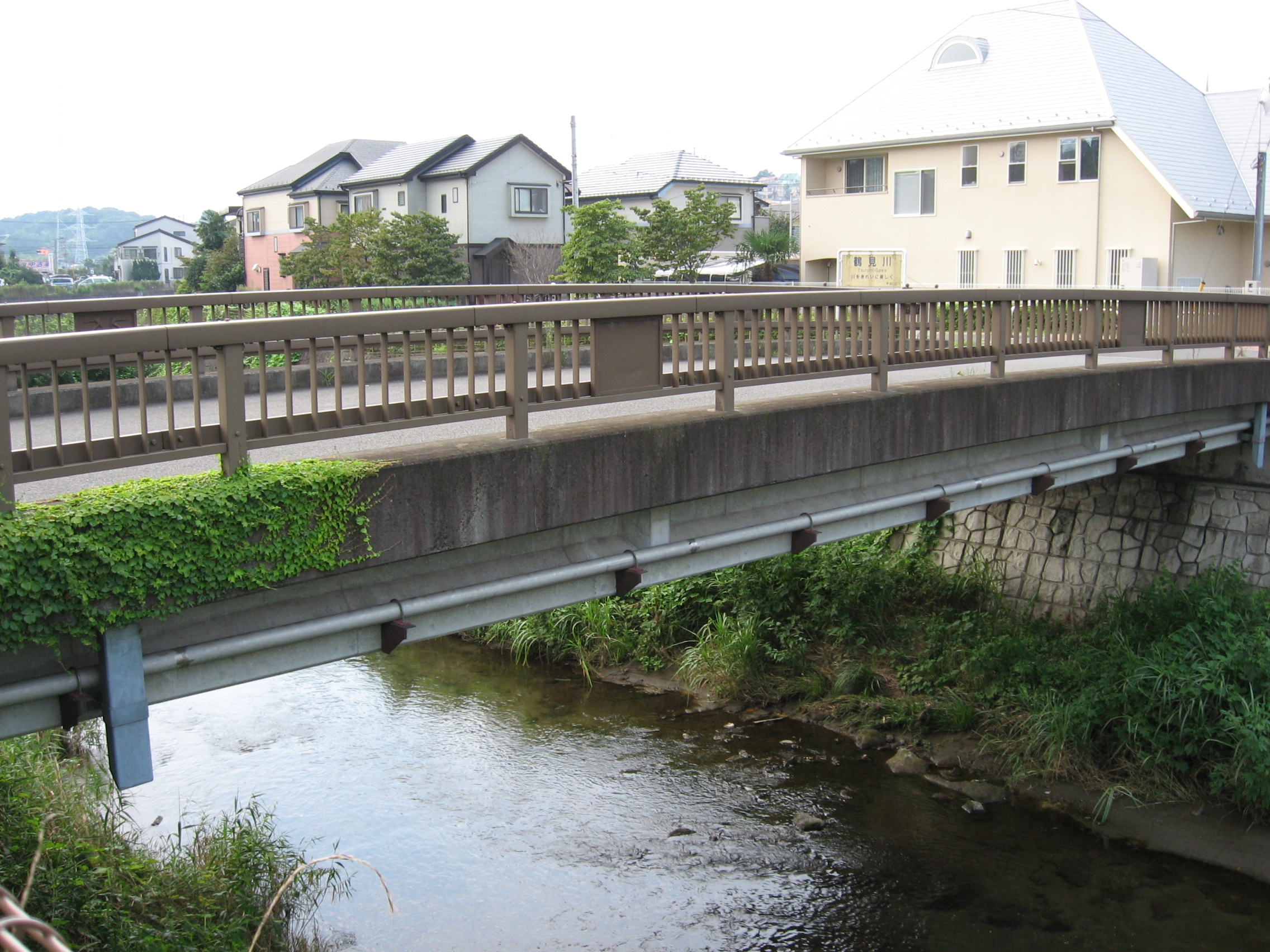
八坂橋
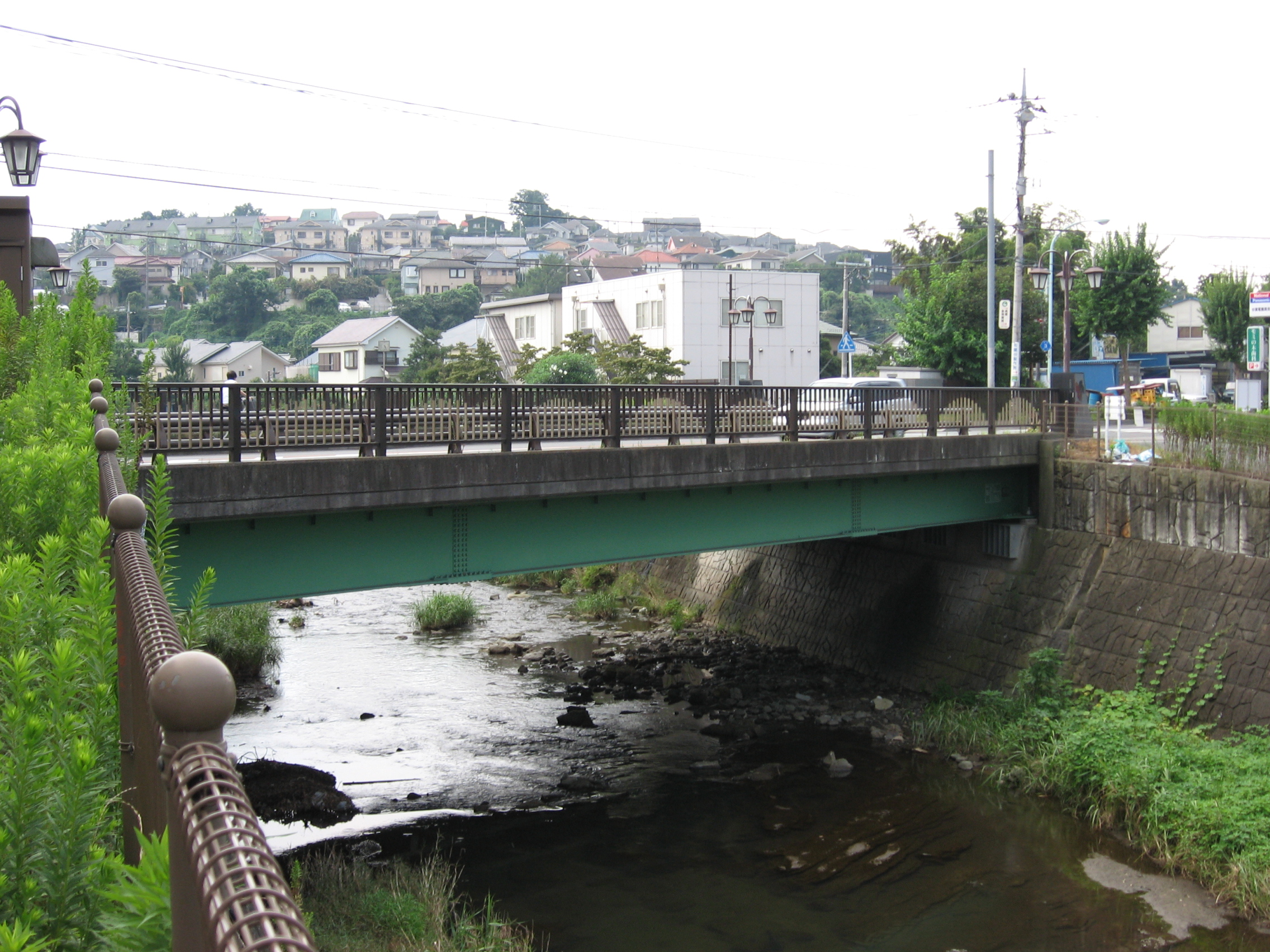
下川戸橋（東京都道・神奈川県道3号世田谷町田線）
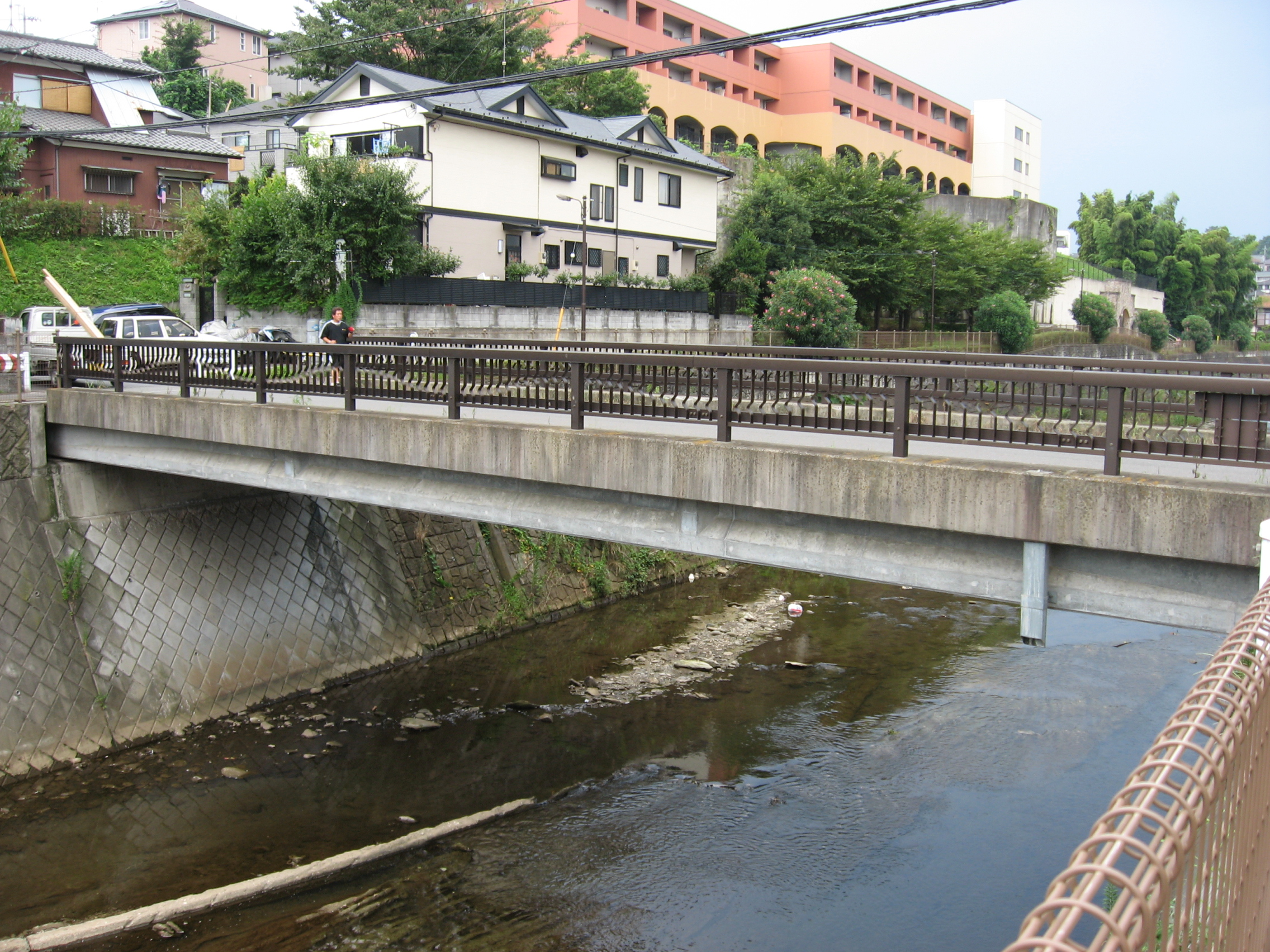
川井田橋
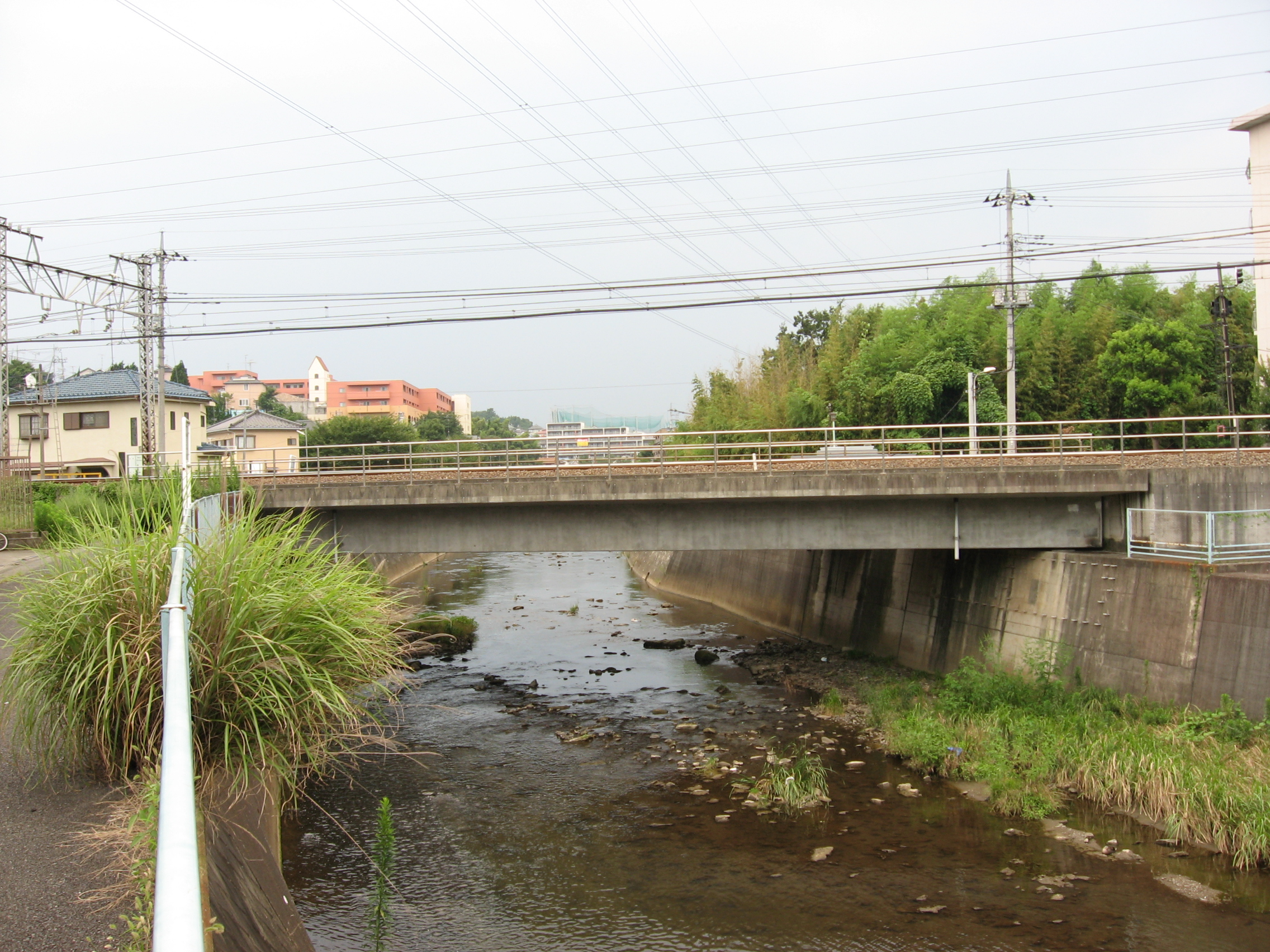
小田急小田原線
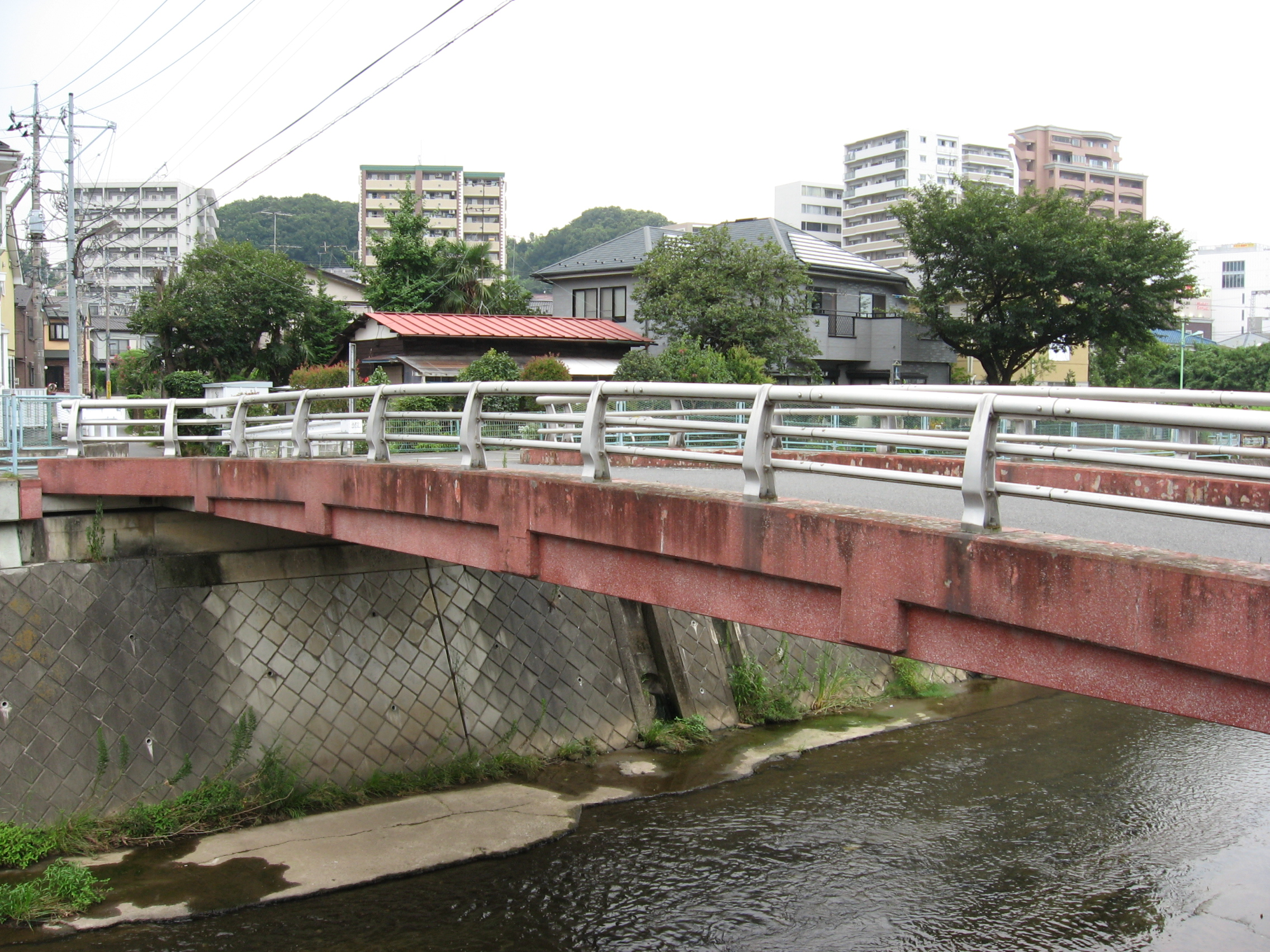
大正橋
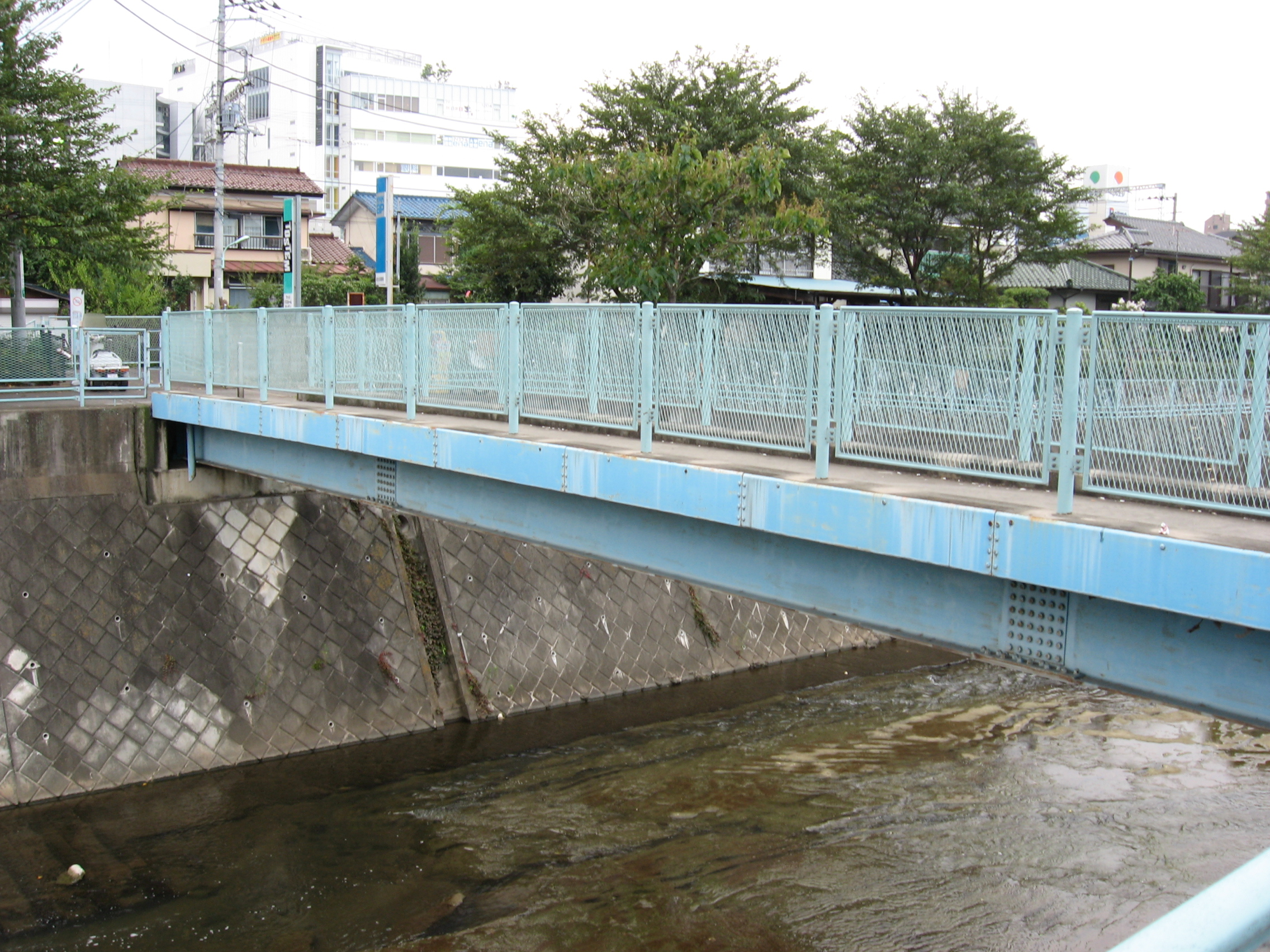
川井田人道橋
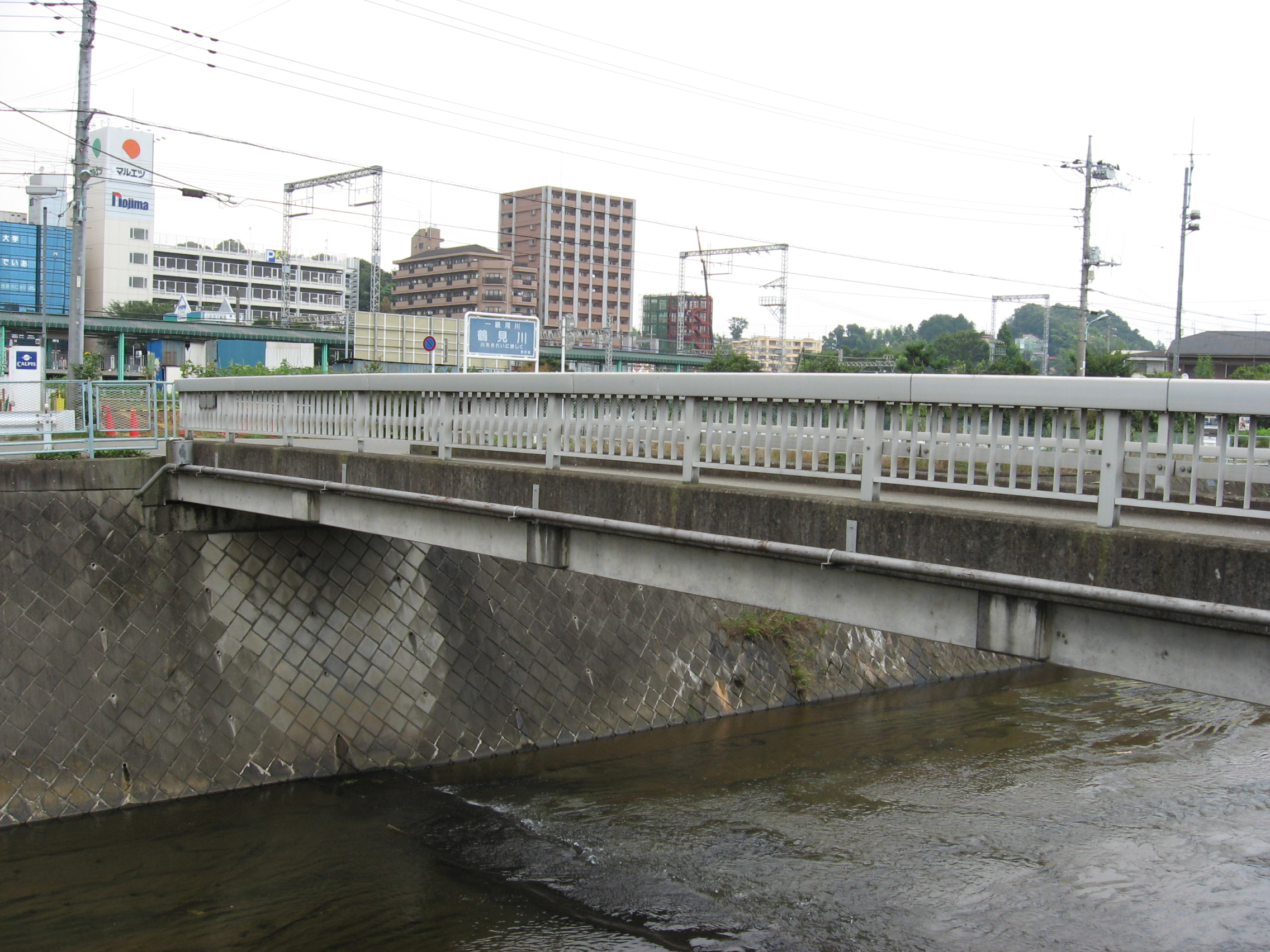
睦橋
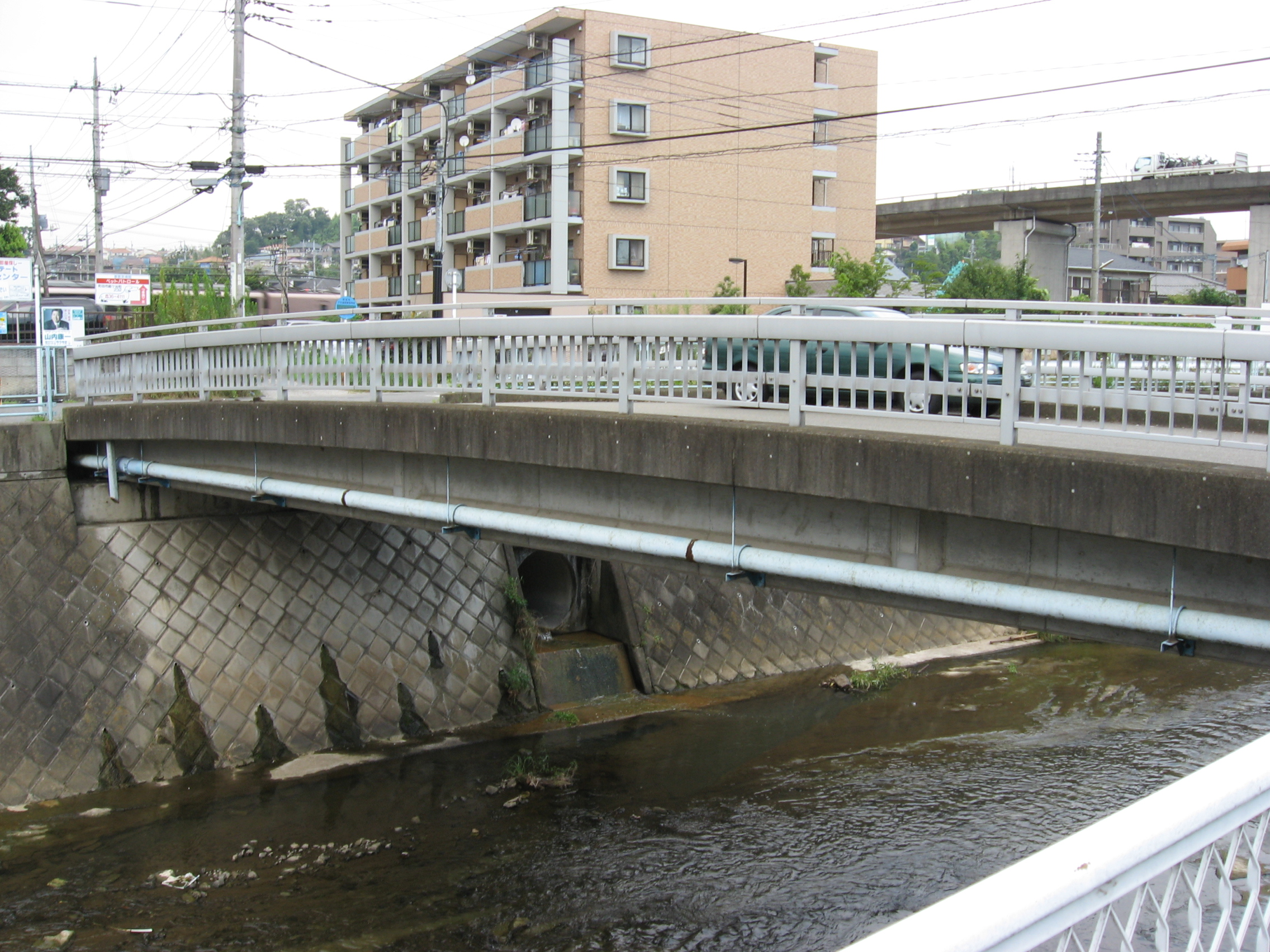
本村橋
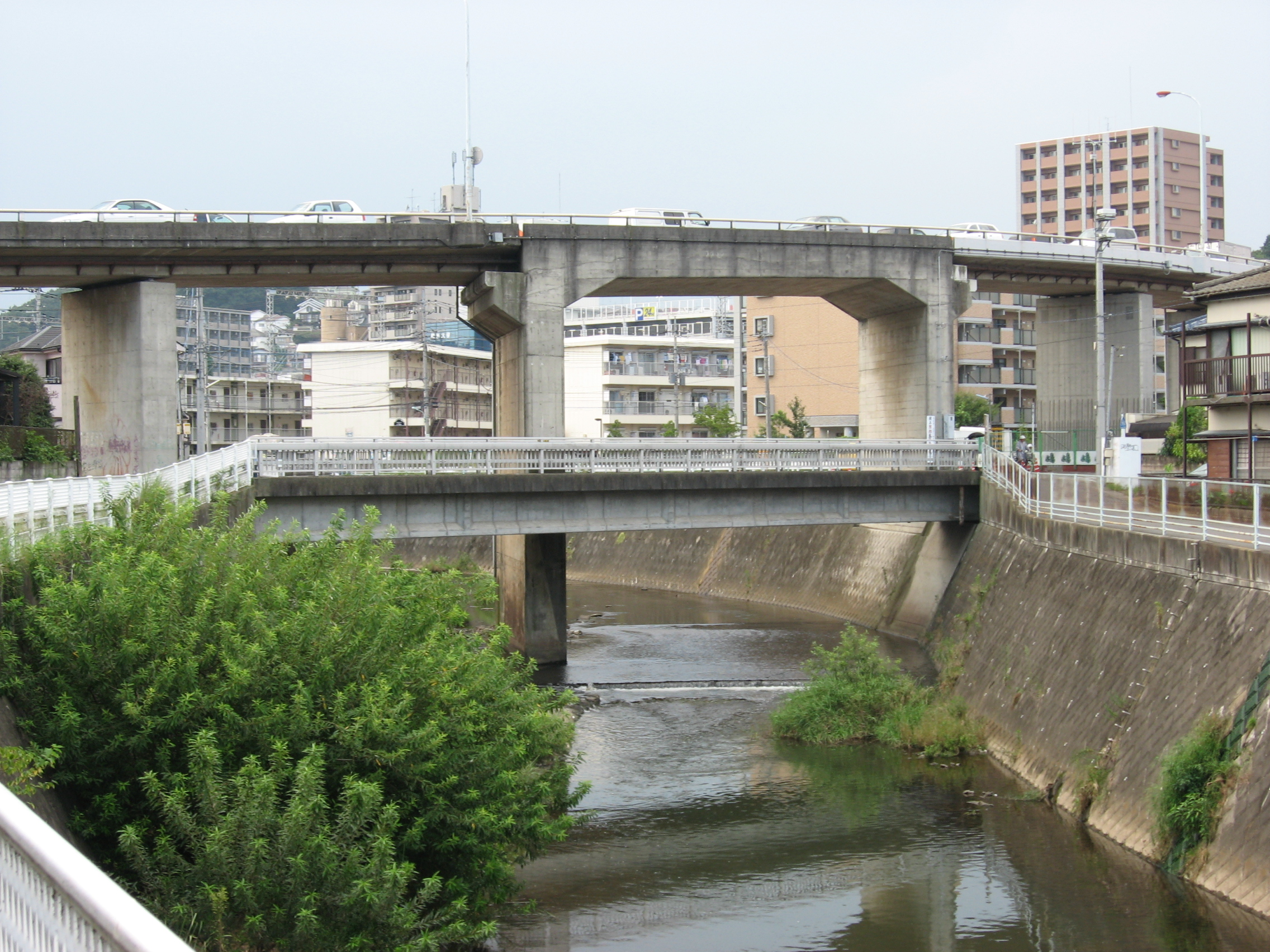
岡上跨線橋（東京都道・神奈川県道139号真光寺長津田線）
- 宝殿橋
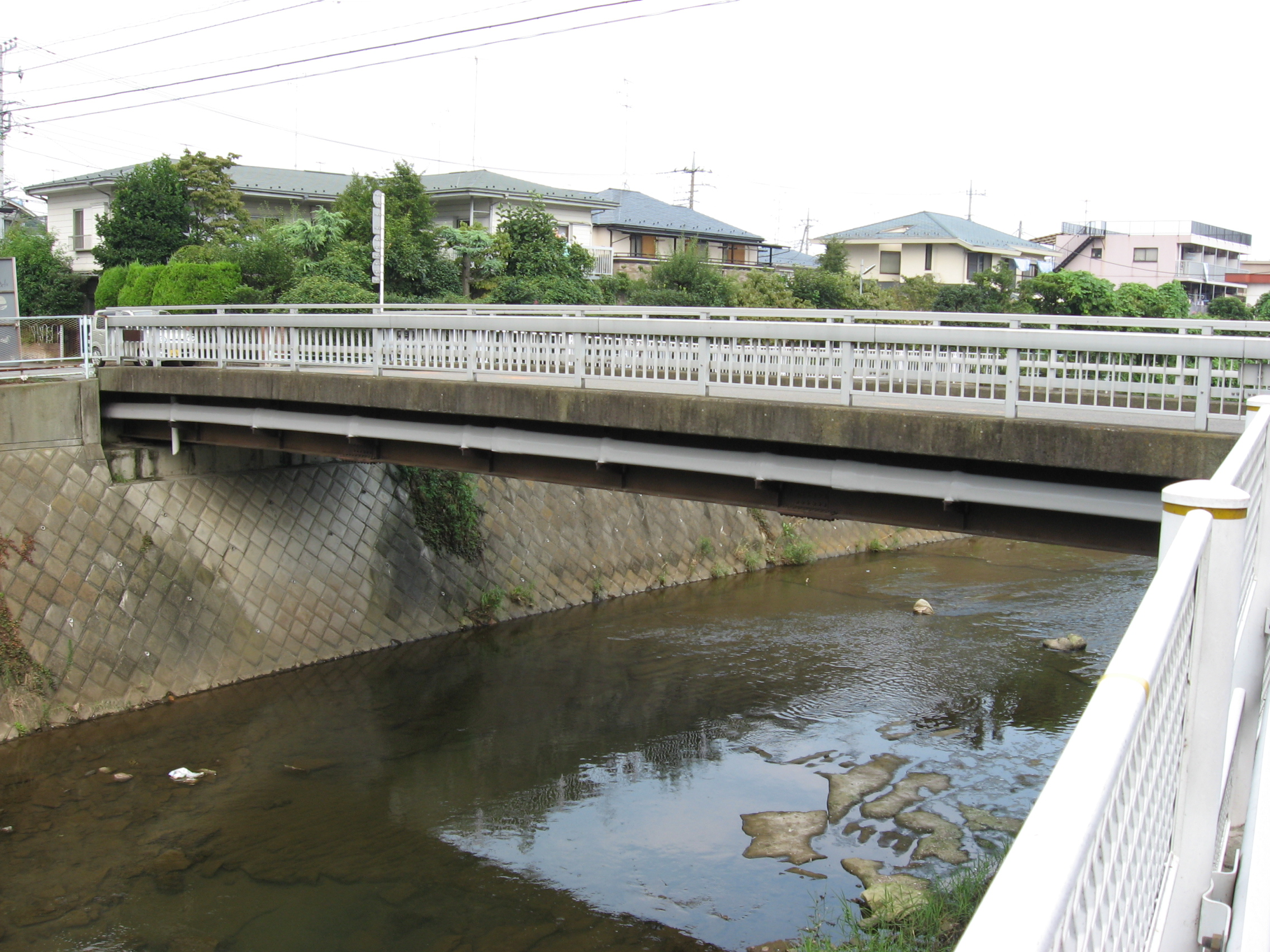
岡上橋
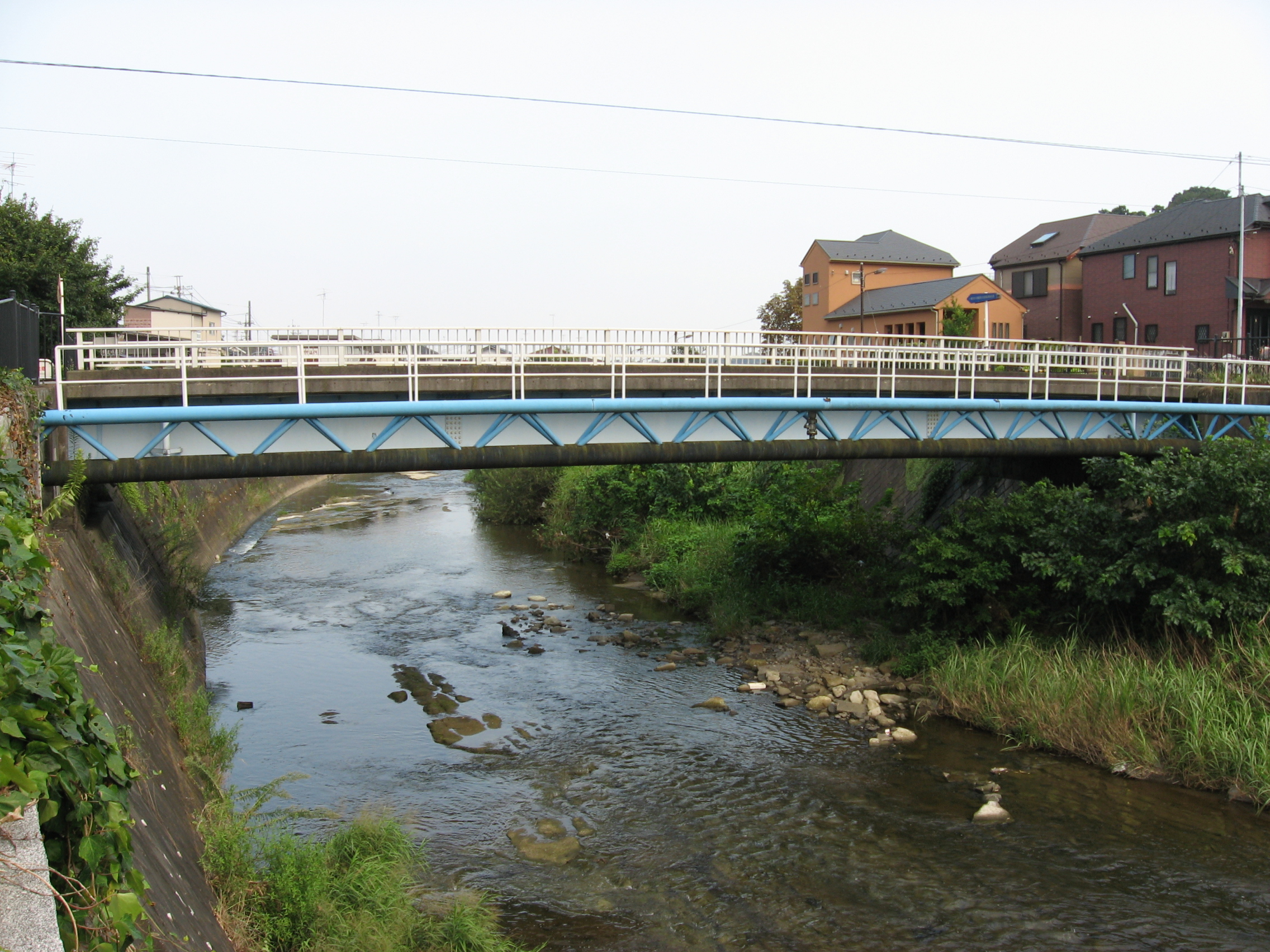
精進場橋
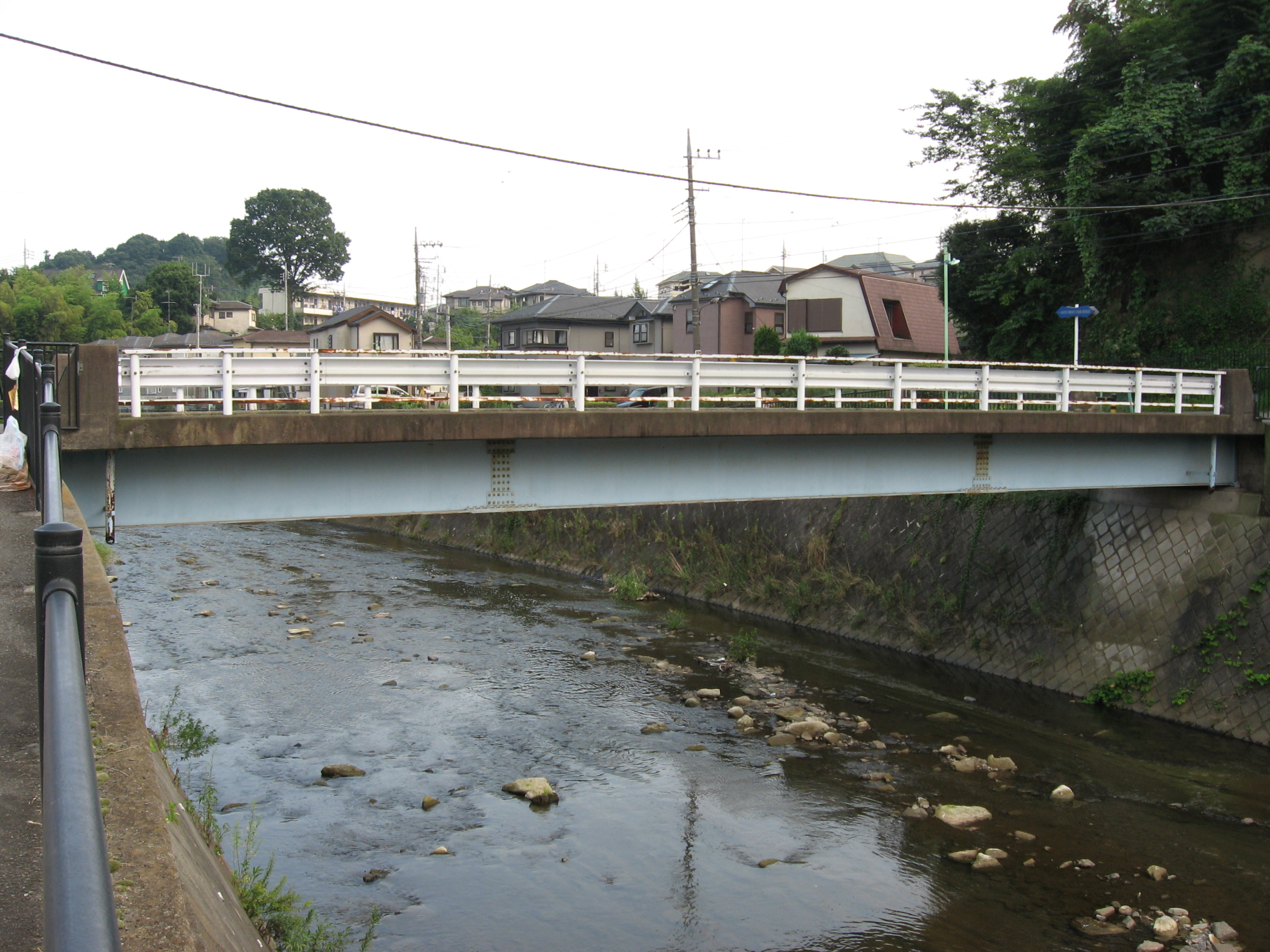
子の神橋
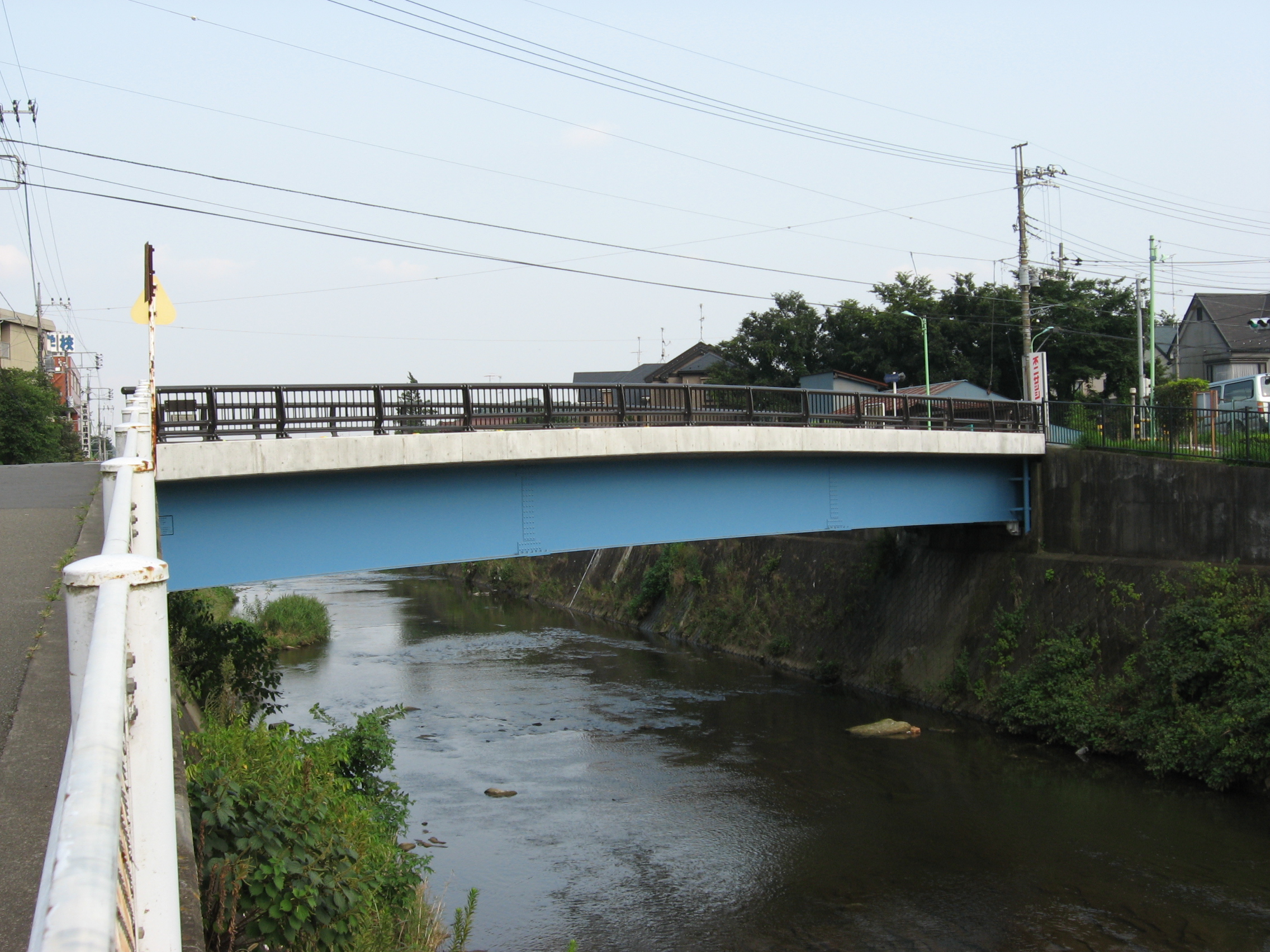
四ッ木橋
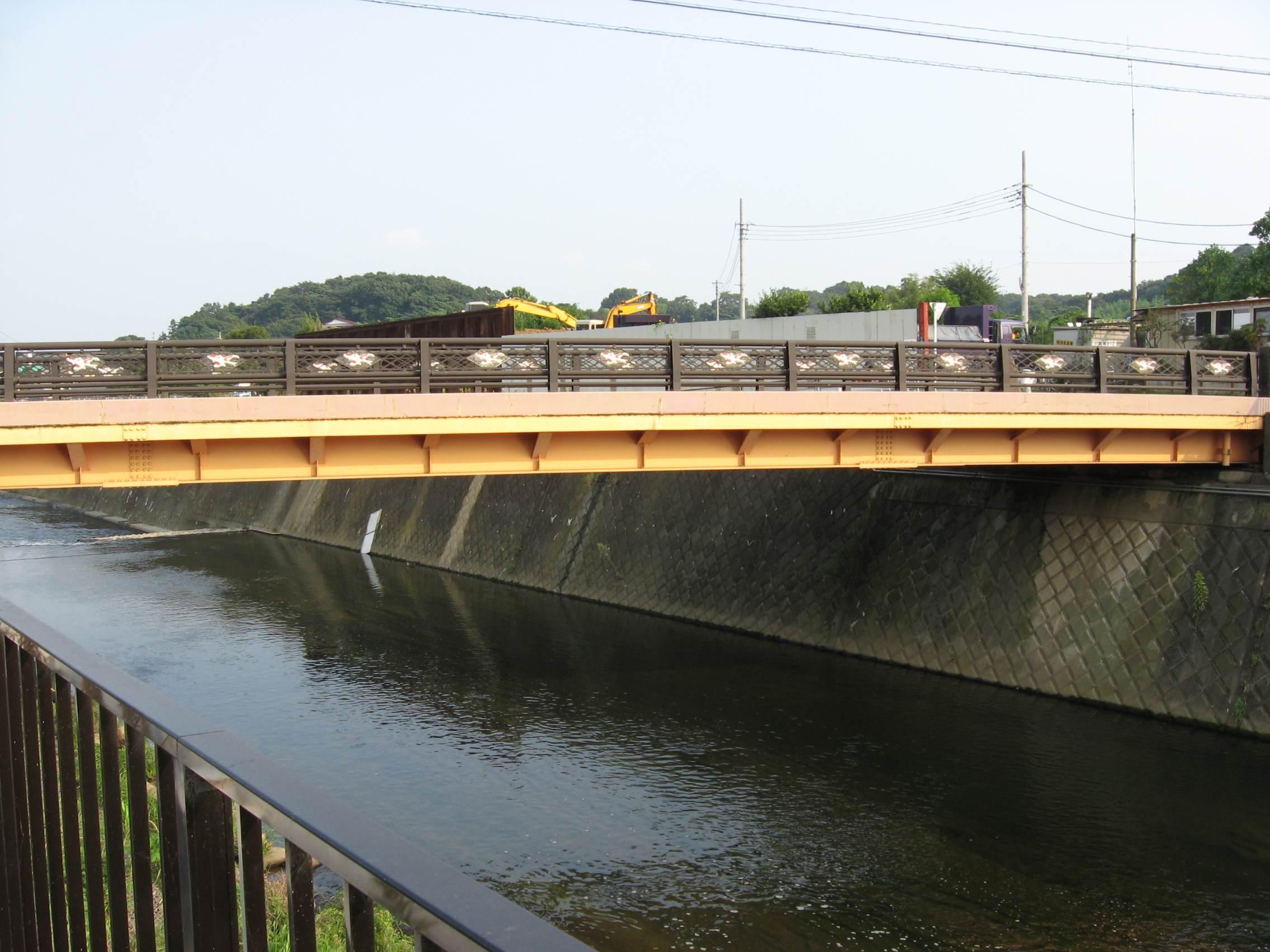
麻生橋
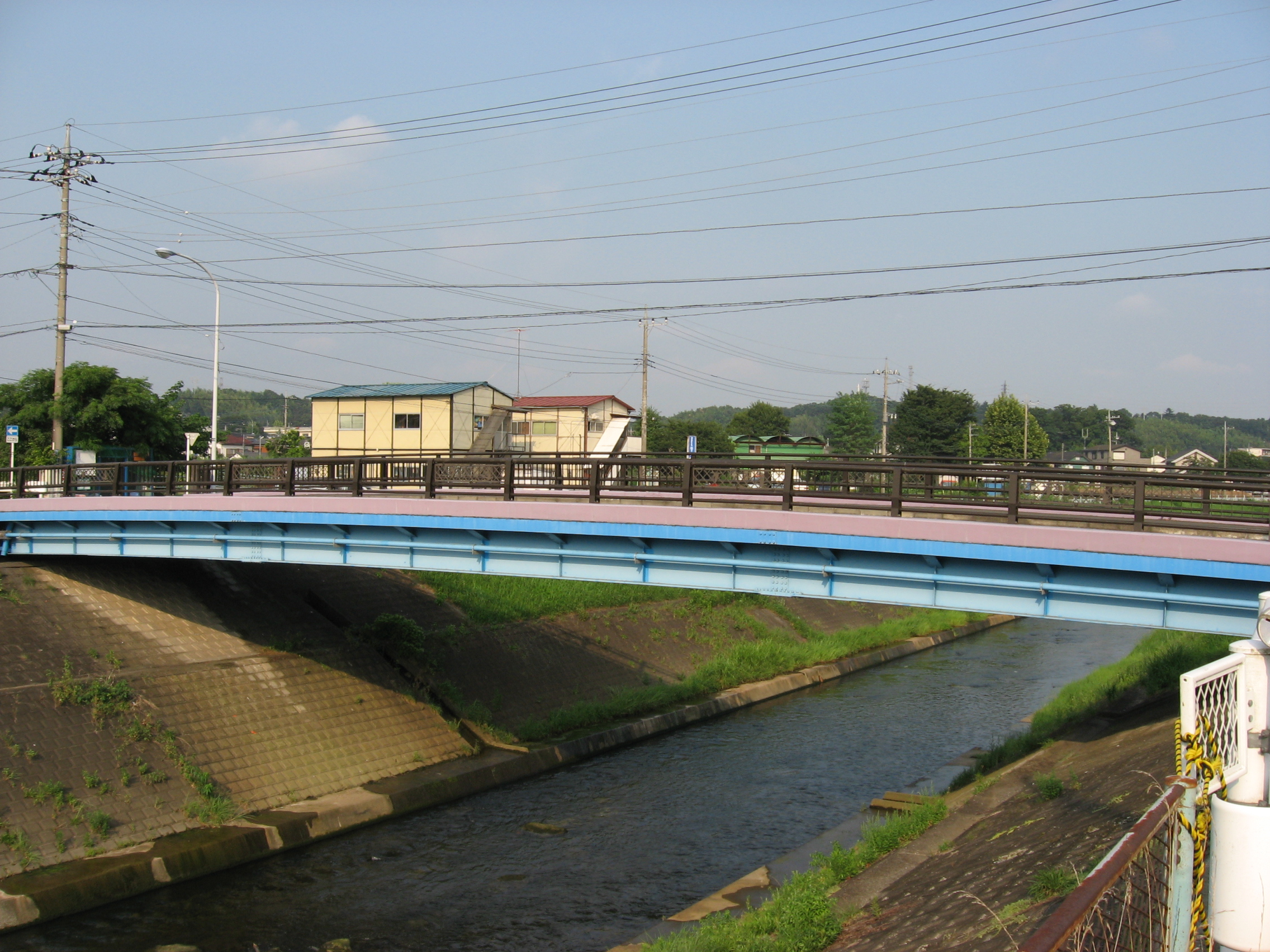
恩廻橋
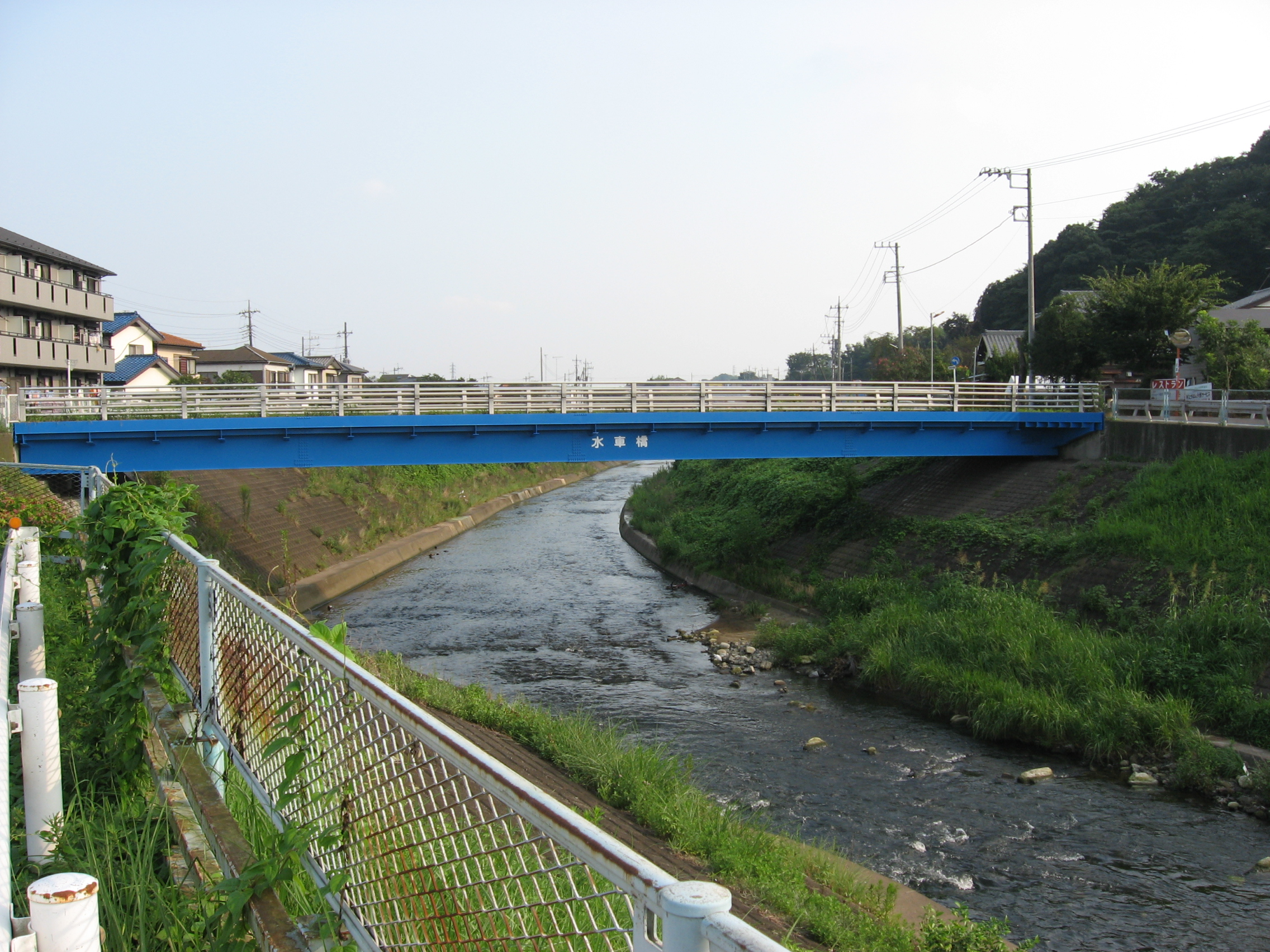
水車橋
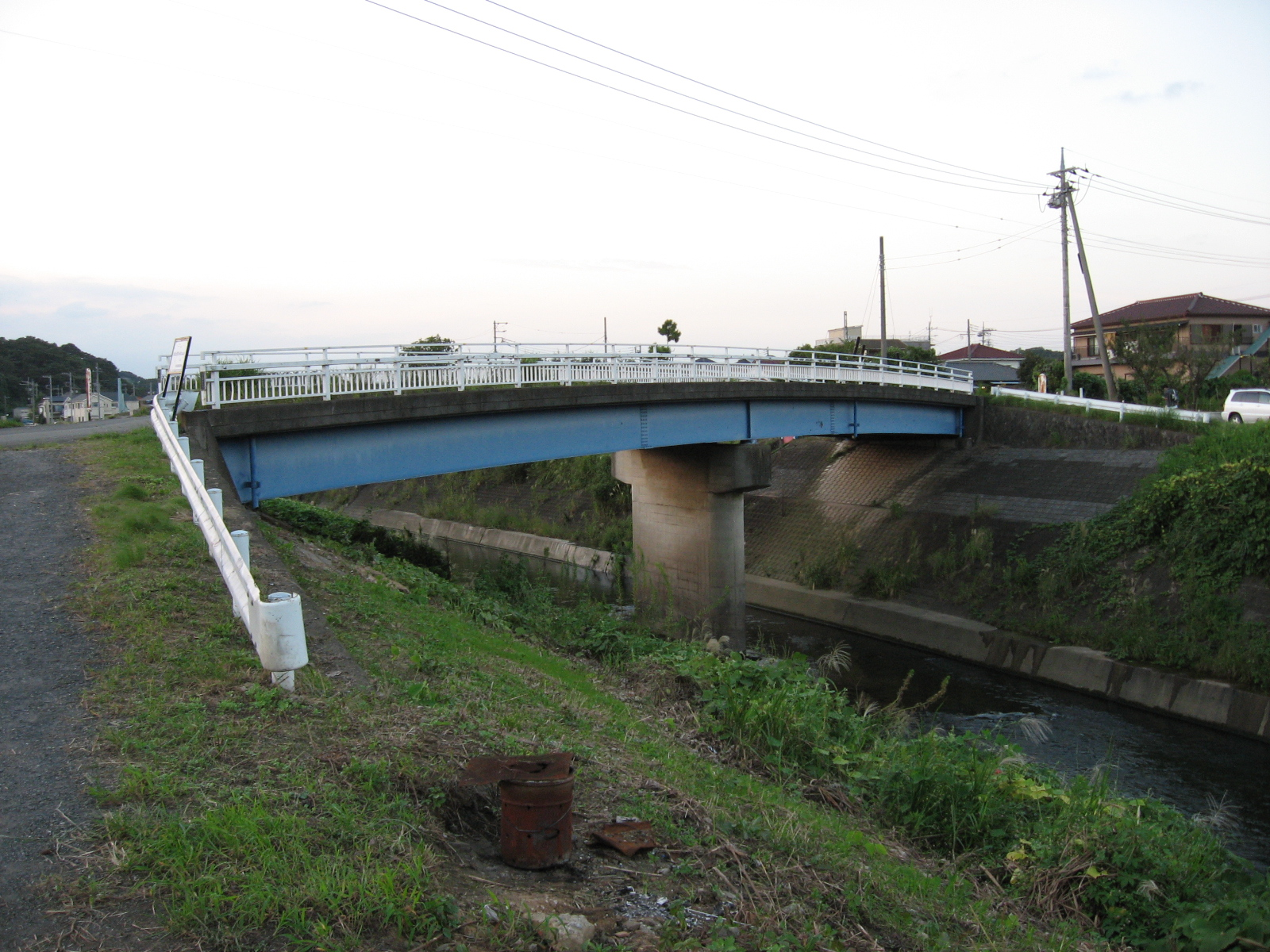
寺家橋（横浜市道寺家第59号線）
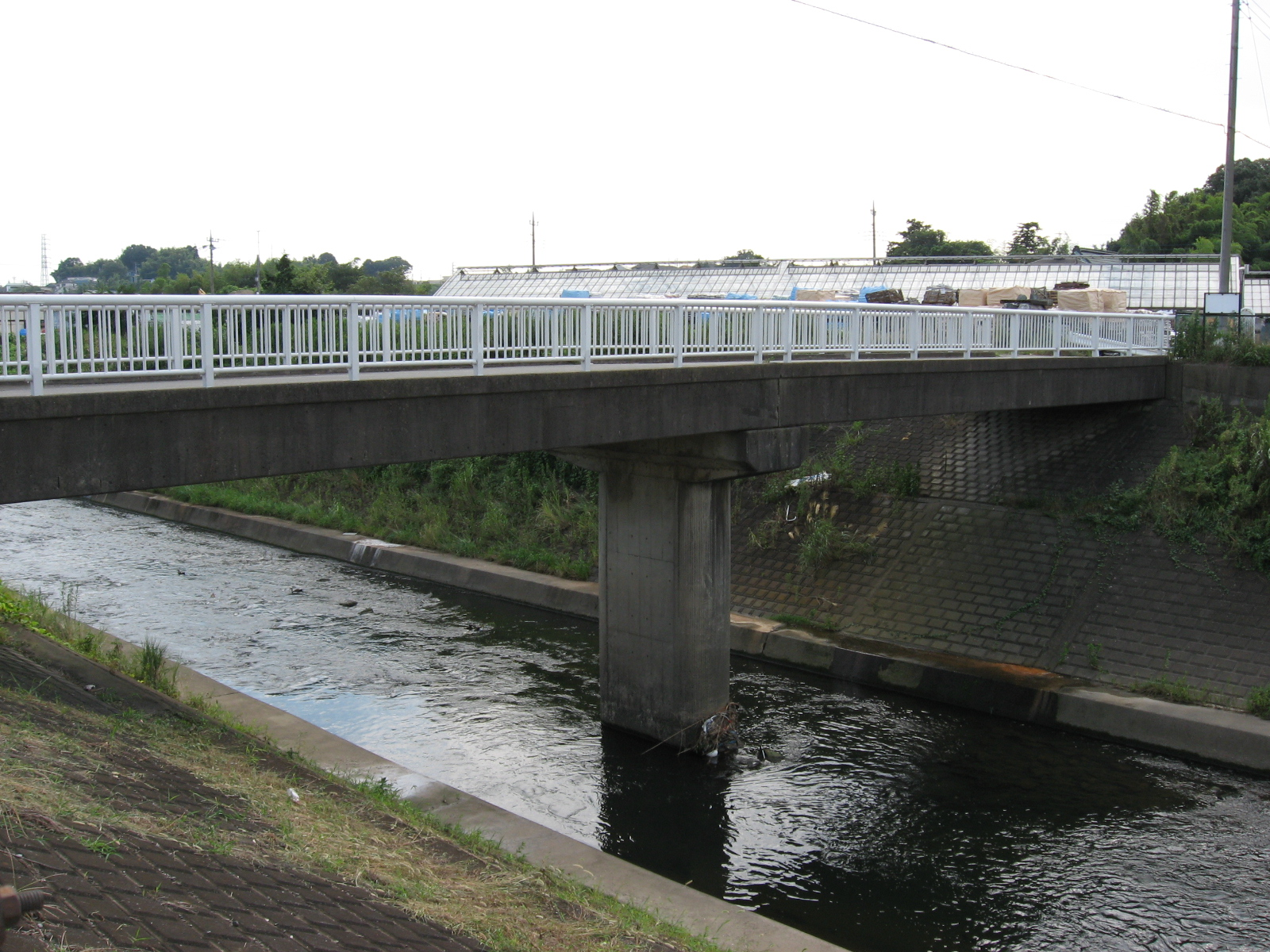
河内橋（横浜市道寺家第98号線）
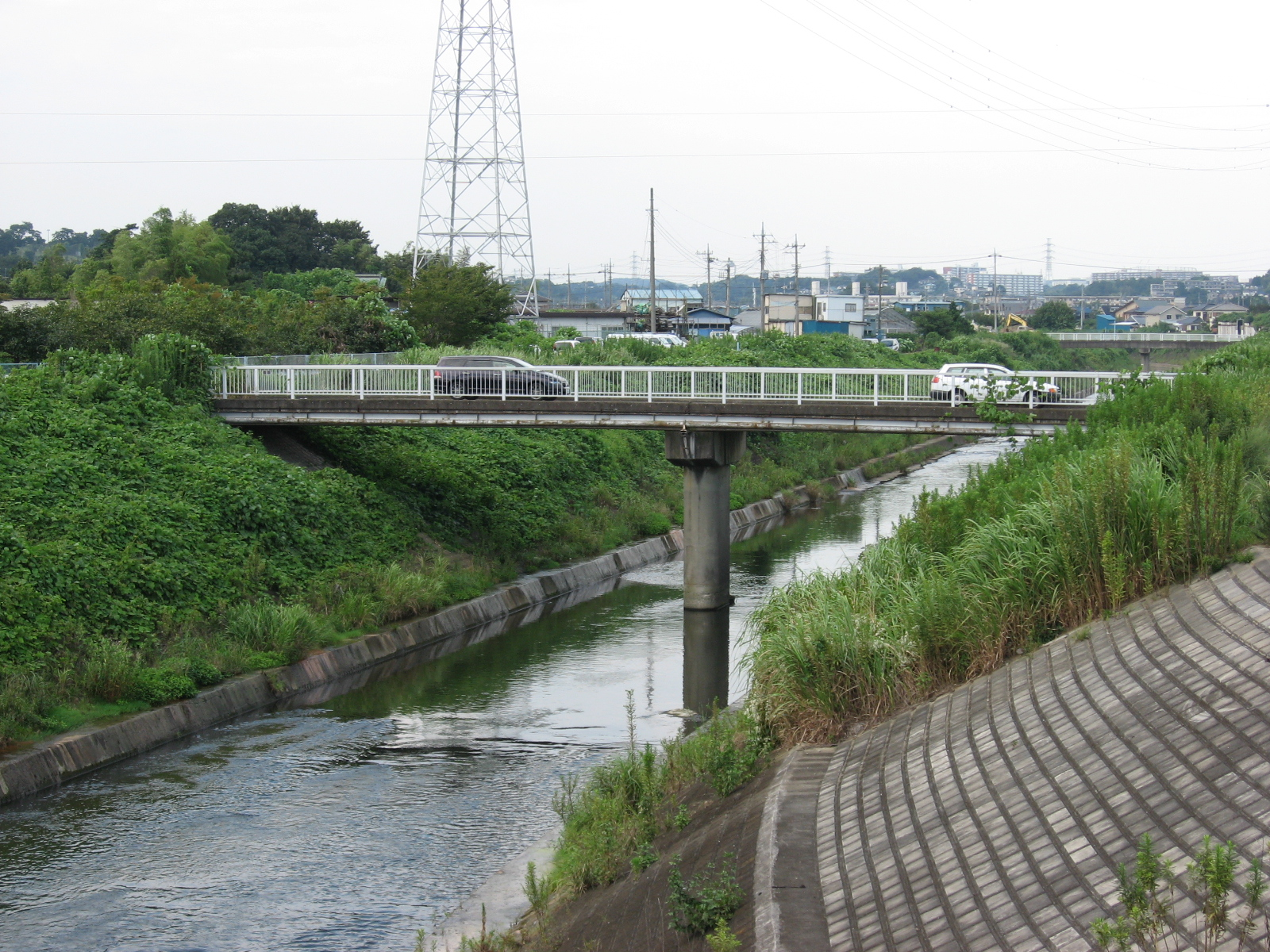
鴨志田橋（横浜市道鴨志田第83号線）
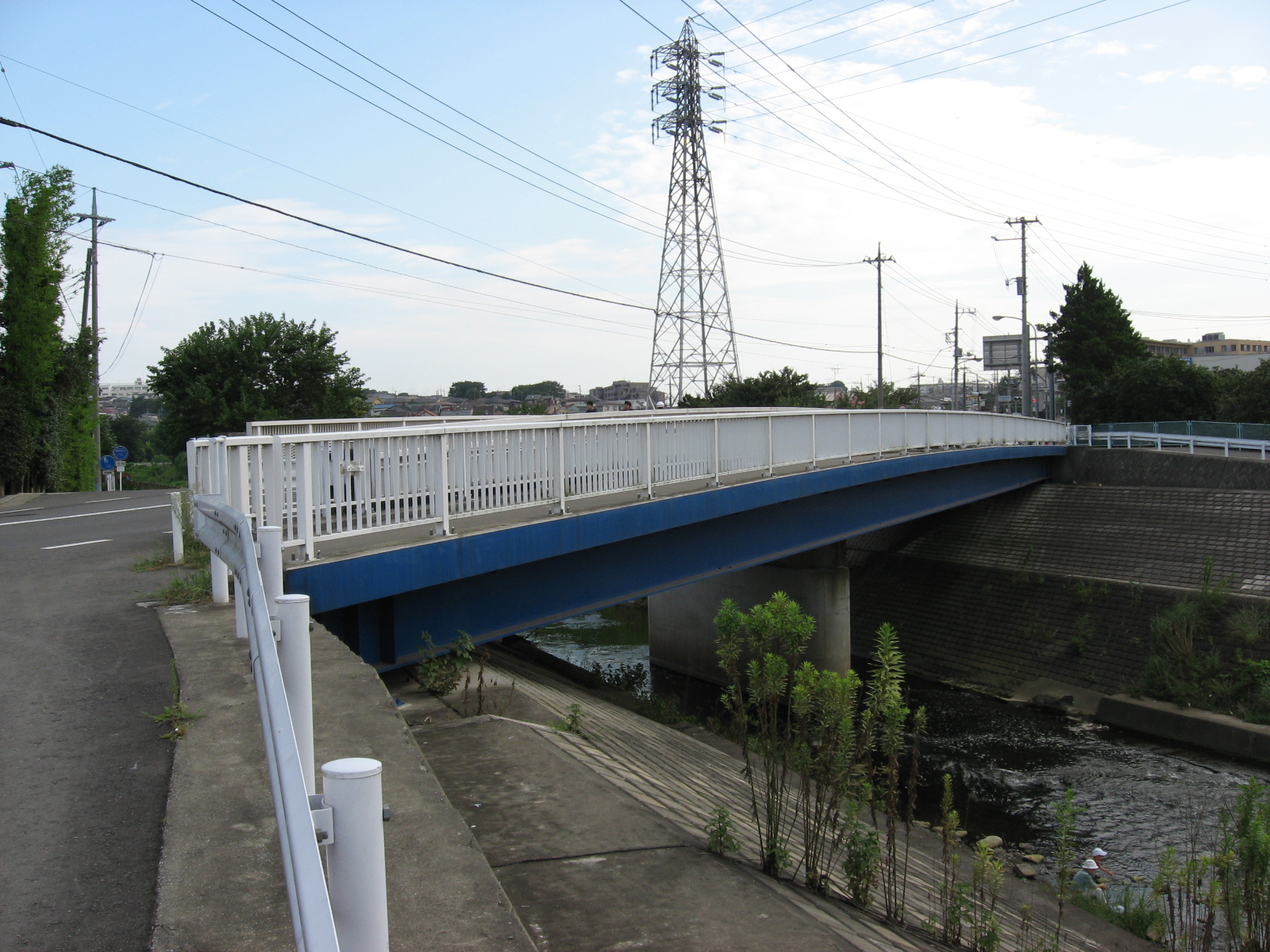
常磐橋
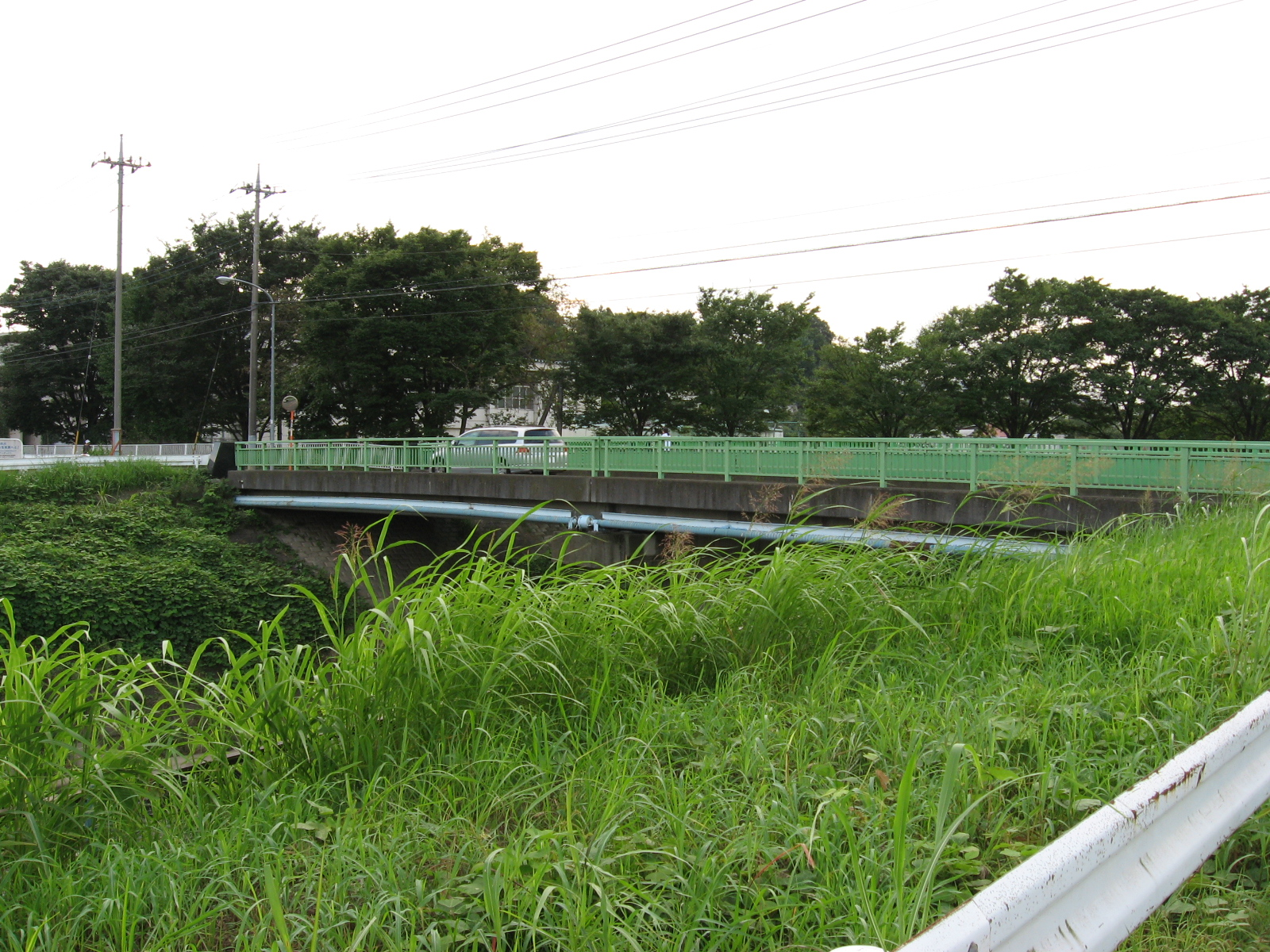
宮前橋
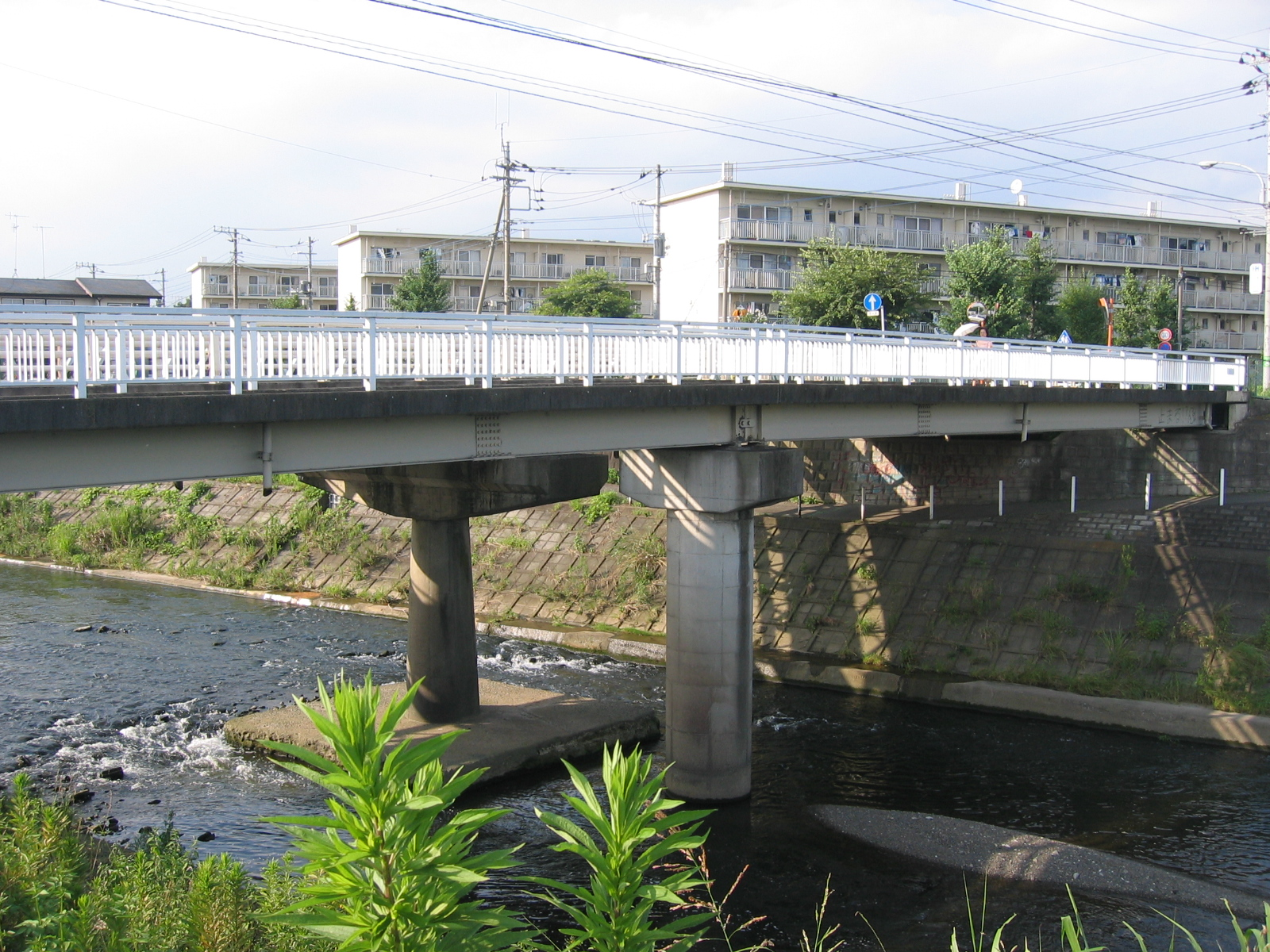
川間橋

- 常磐橋（環状4号線）
- 宮前橋（横浜市道大場町第163号線）
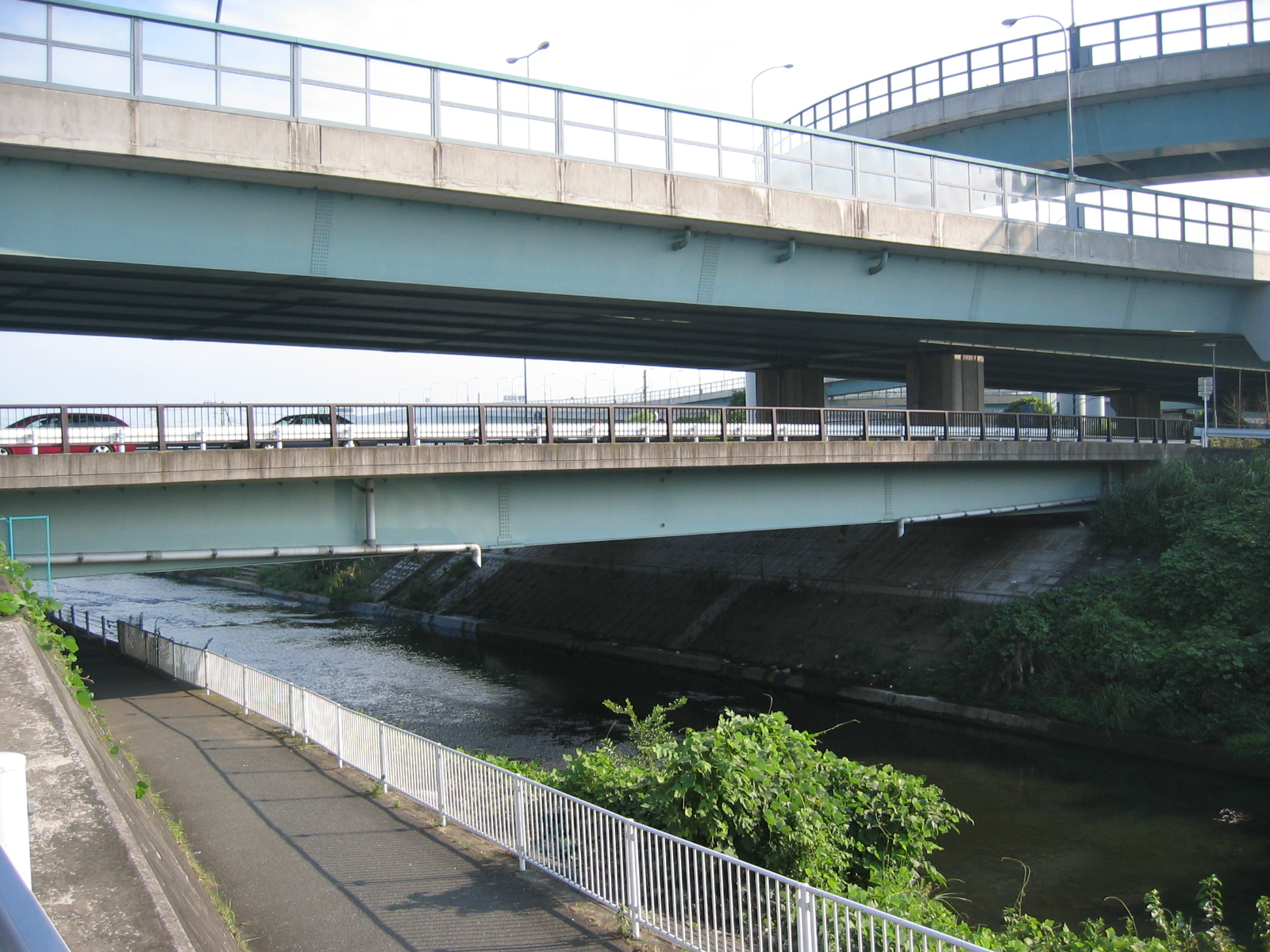
川間橋（横浜市道大場町第393号線）
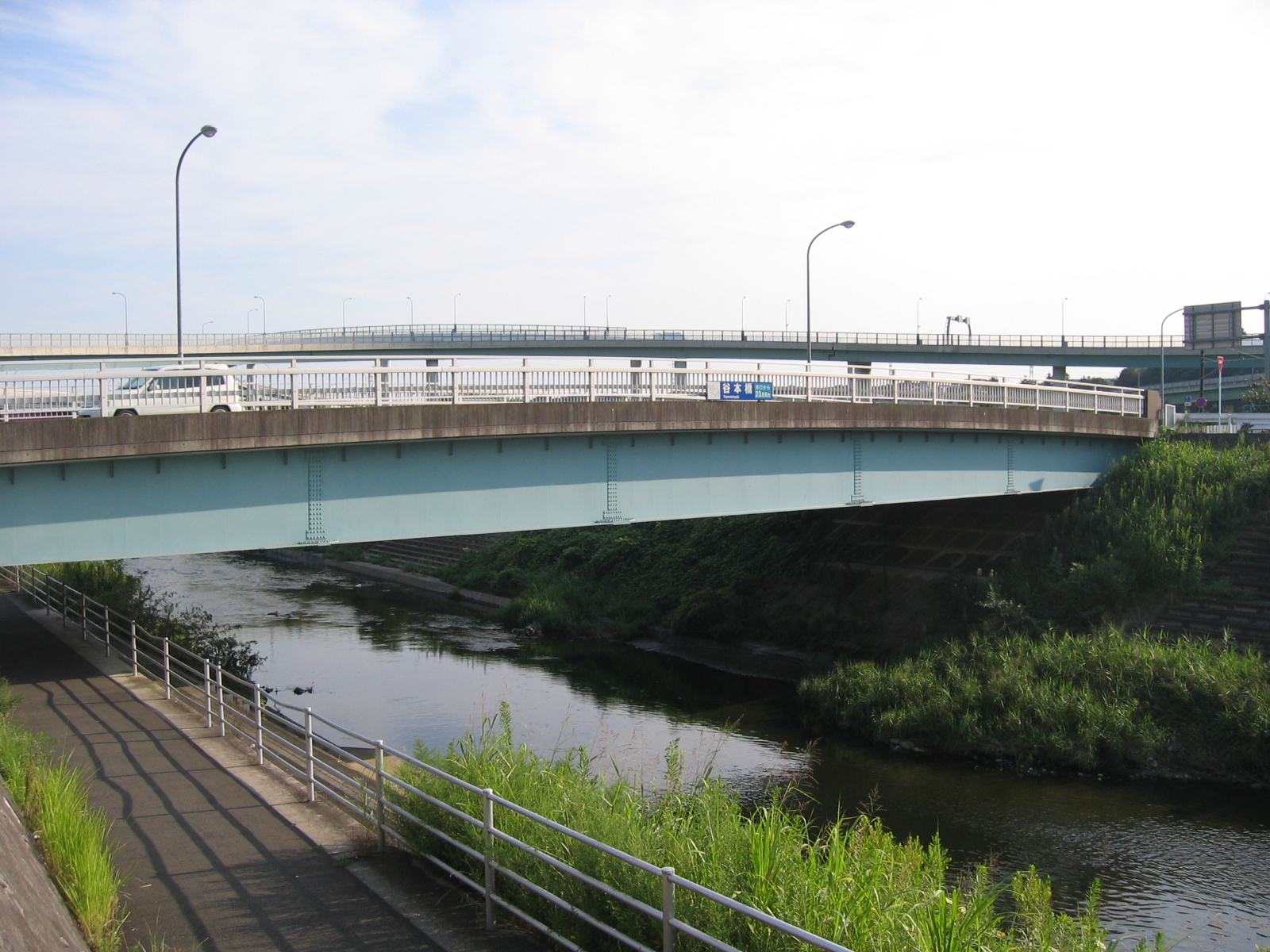
谷本橋
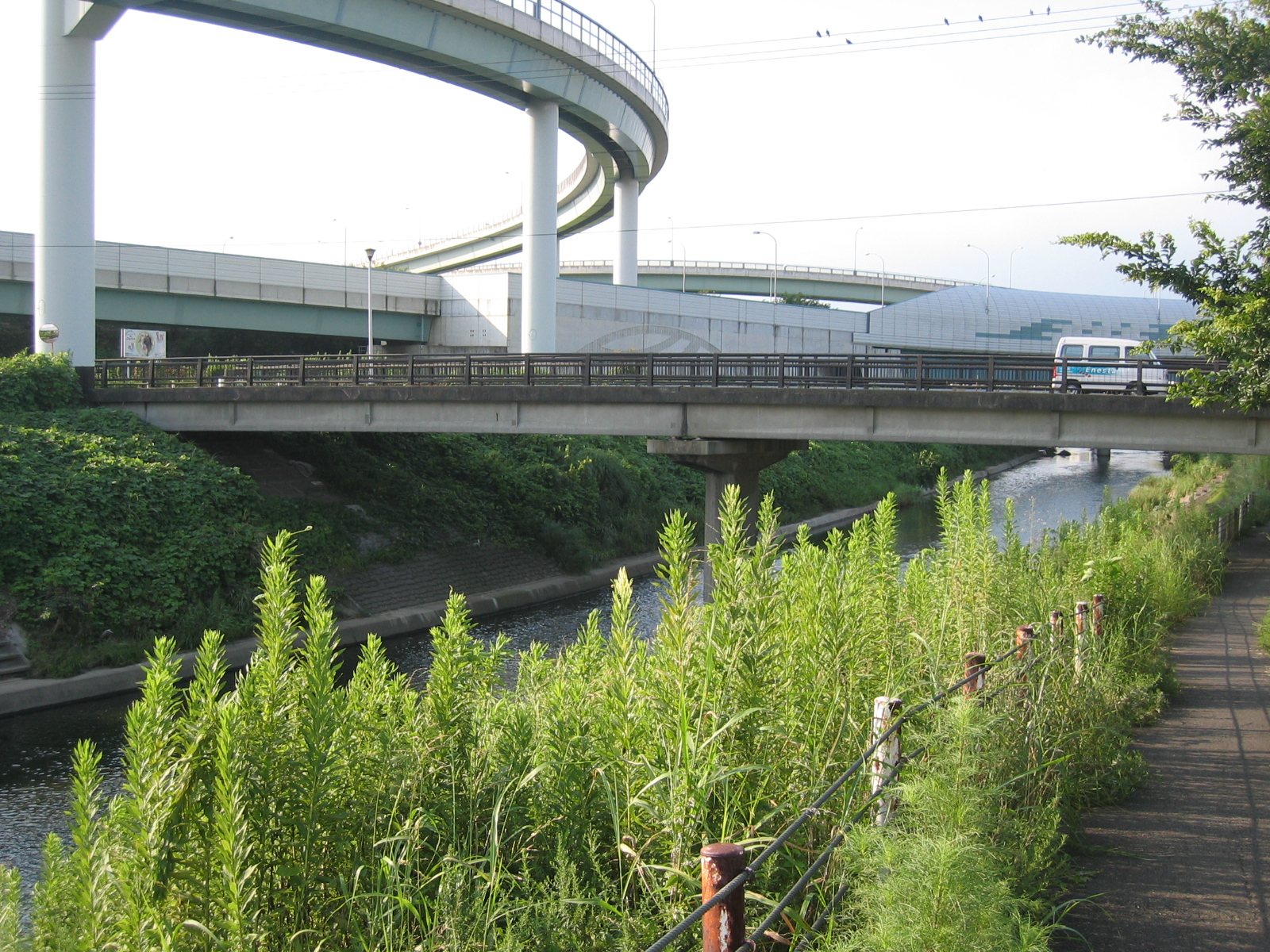
学校橋
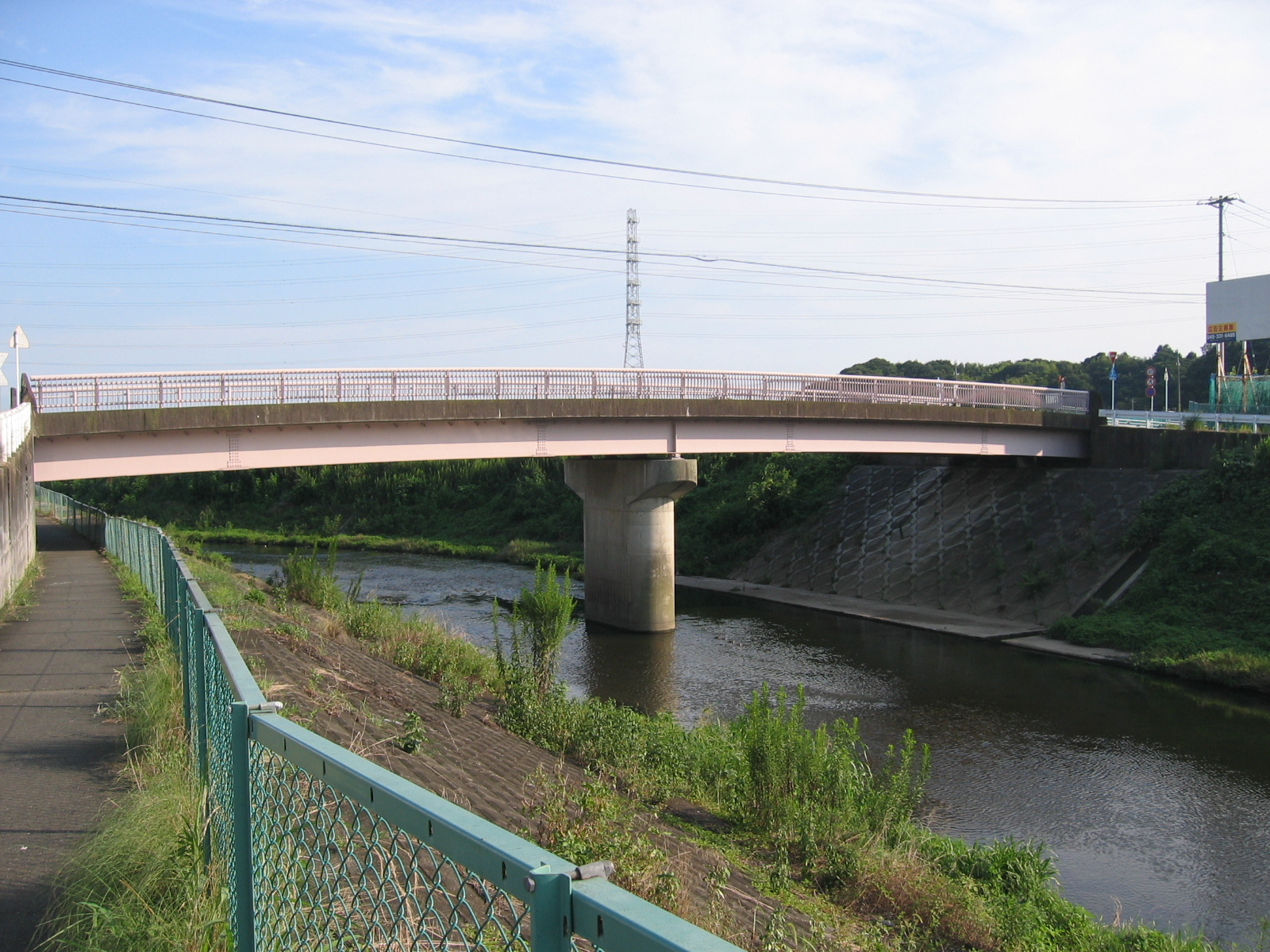
天神橋

- 新川間橋（国道246号）
- 谷本人道橋（横浜市道市ケ尾第357号線）
- 東急田園都市線
- 谷本橋（横浜市道市ケ尾第194号線）
- 学校橋（横浜市道市ケ尾第254号線）
- 天神橋（横浜市道北八朔北部第102号線）
- 八和らぎ橋（横浜市道北八朔北部第391号線）
- 川和北八朔橋（横浜市道北八朔北部第379号線）
- 横浜市営地下鉄グリーンライン
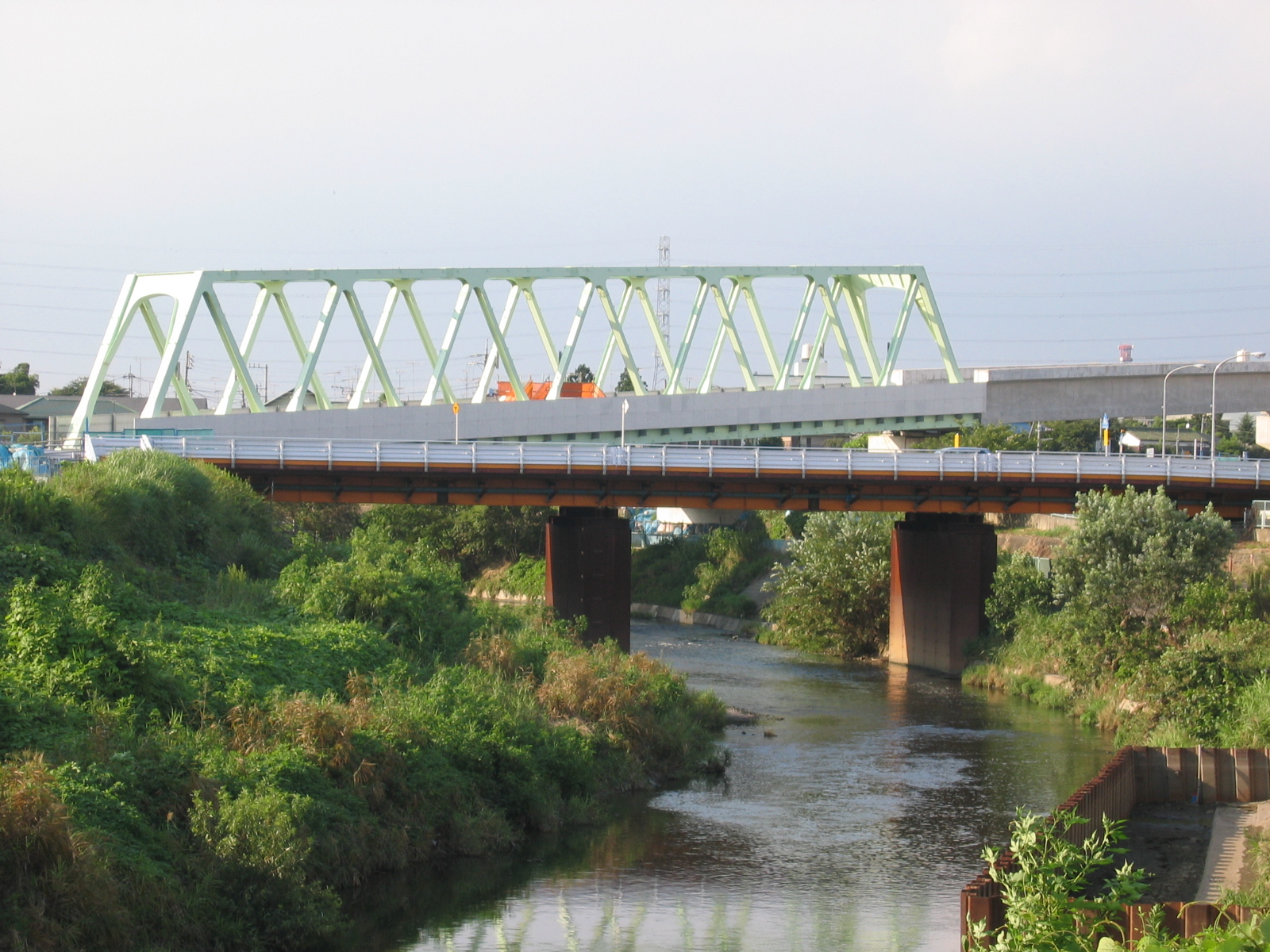
精進橋（中山北山田線）
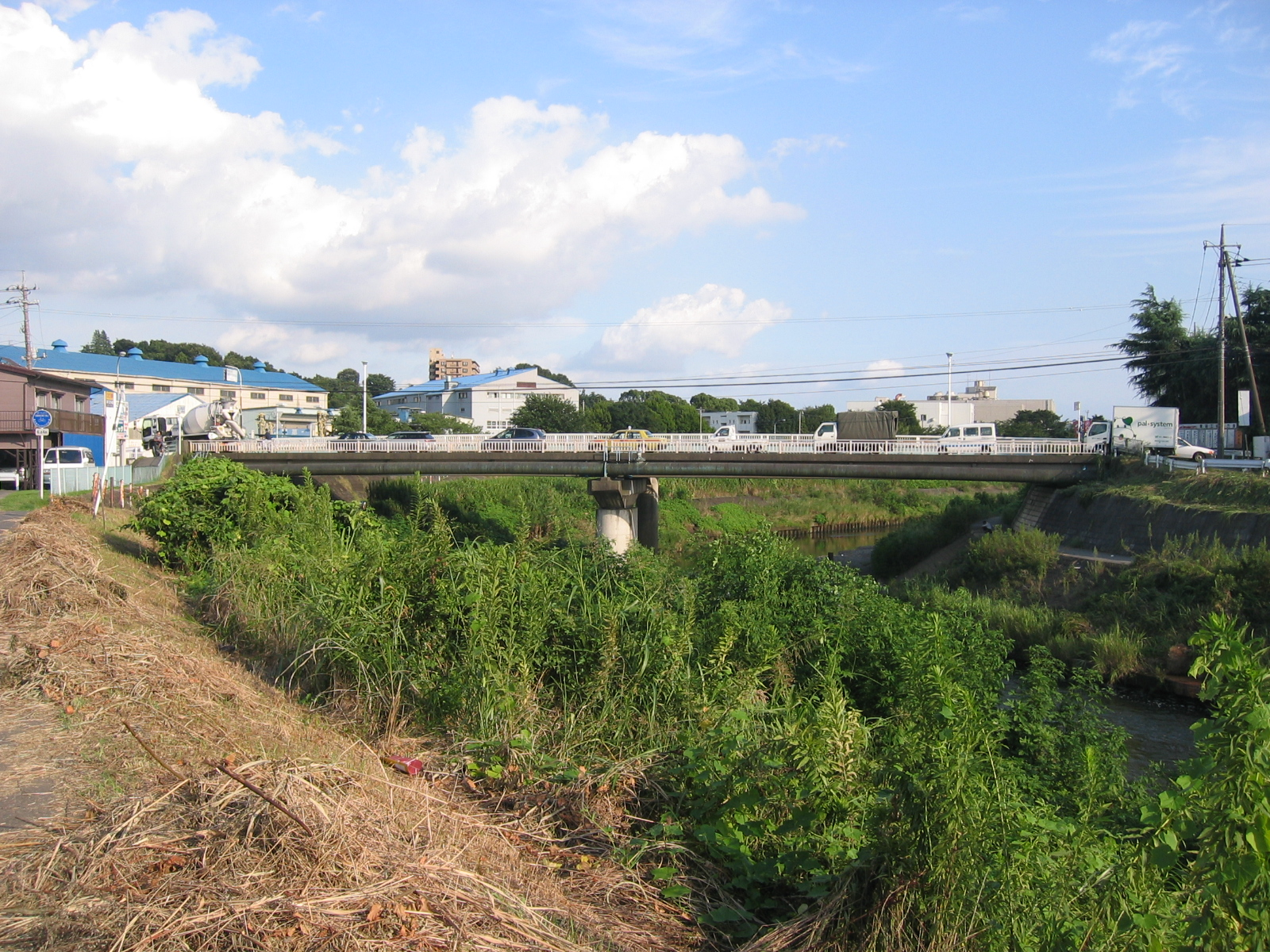
千代橋（神奈川県道・東京都道140号川崎町田線）
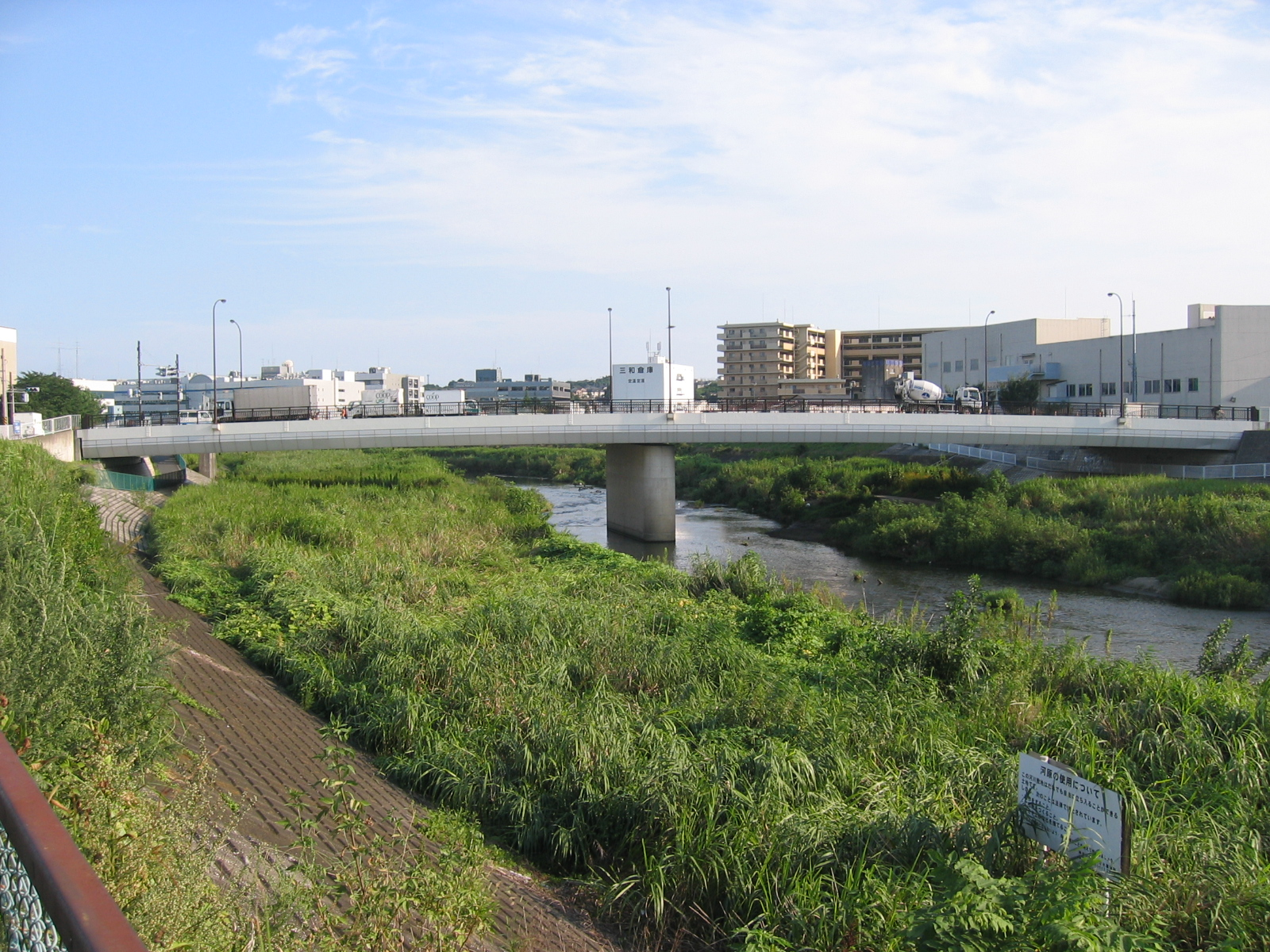
落合橋（神奈川県道45号丸子中山茅ヶ崎線）
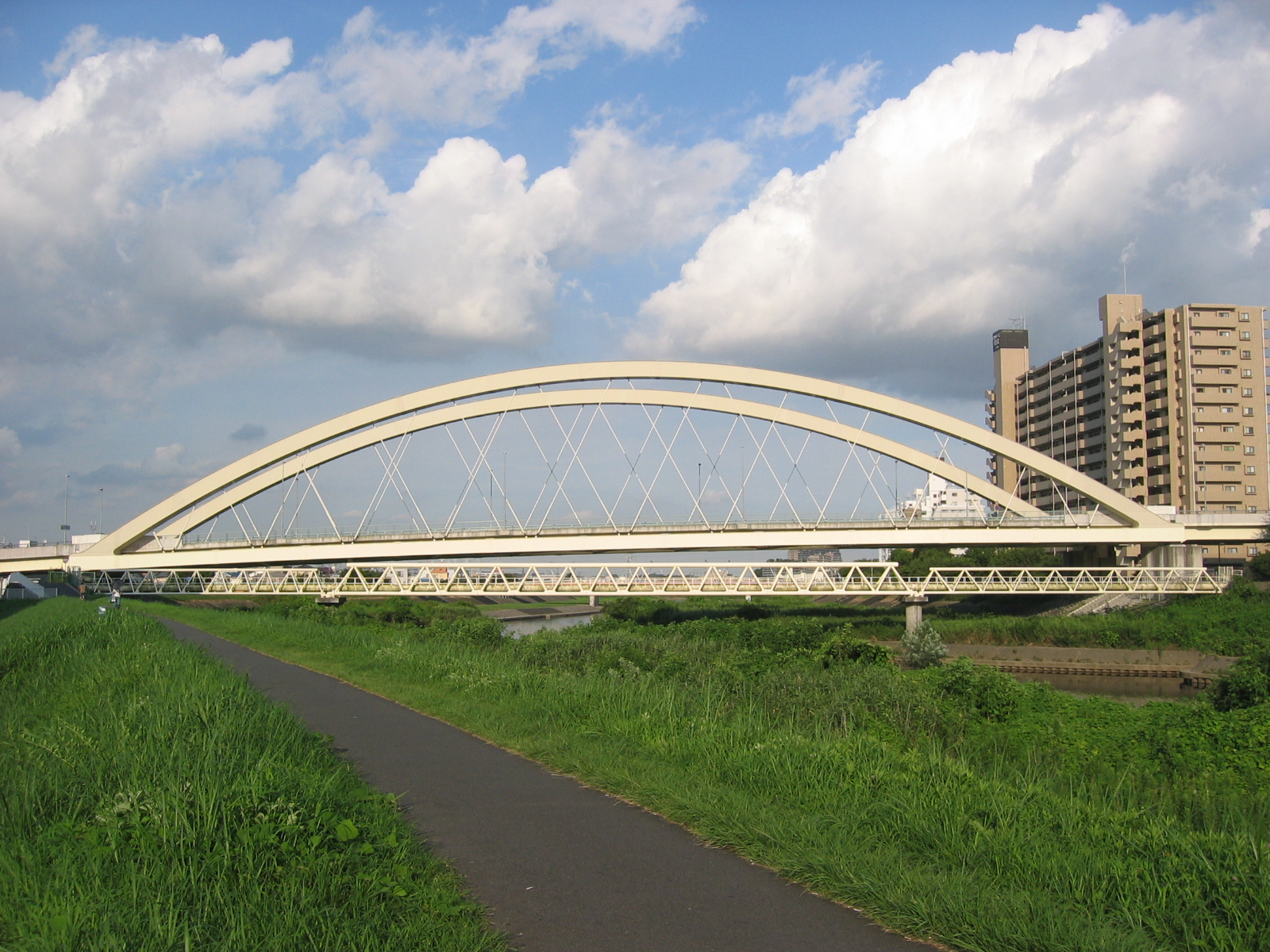
鴨池大橋（鴨居上飯田線）
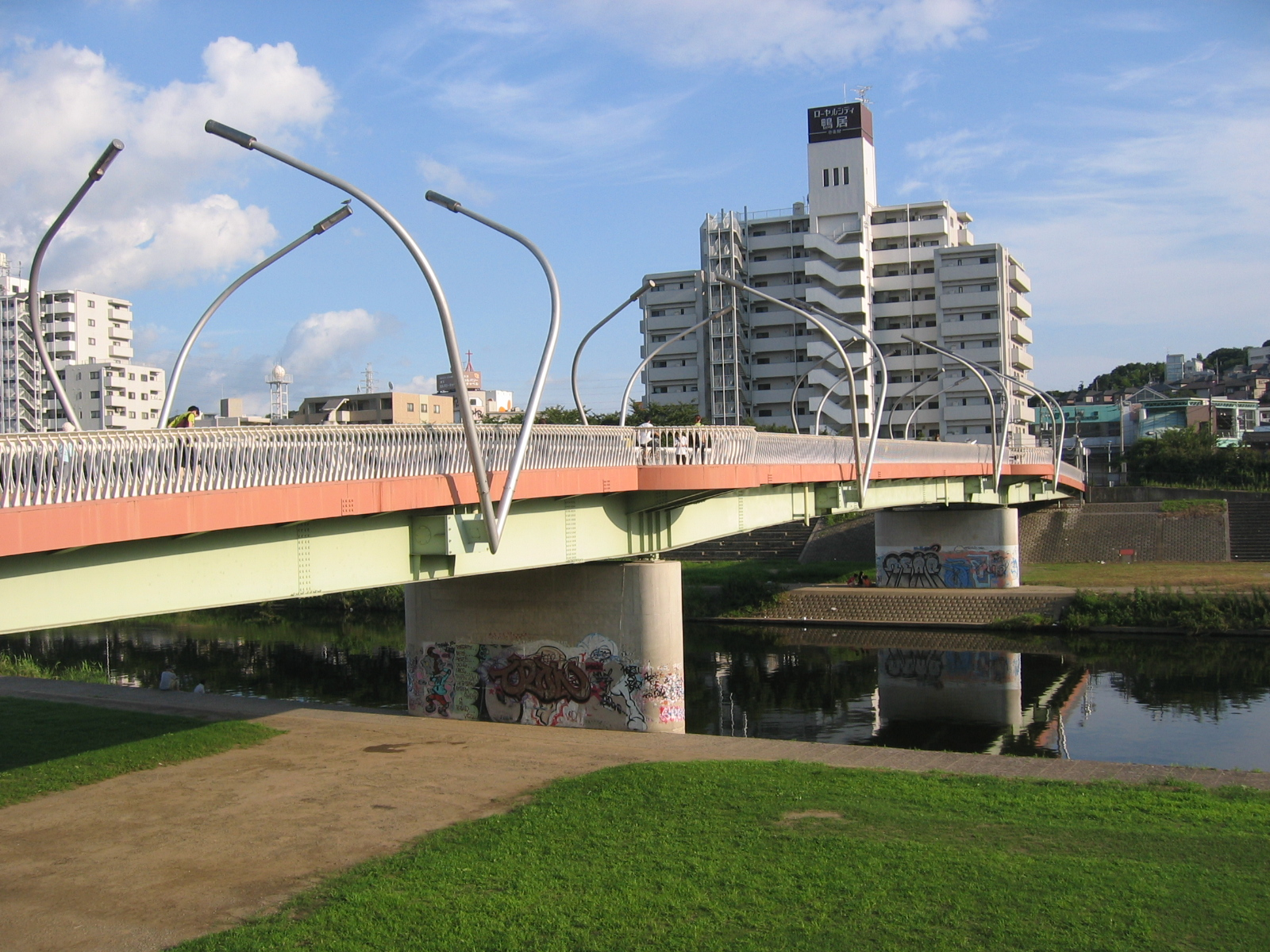
鴨池人道橋（横浜市道川和第369号線）
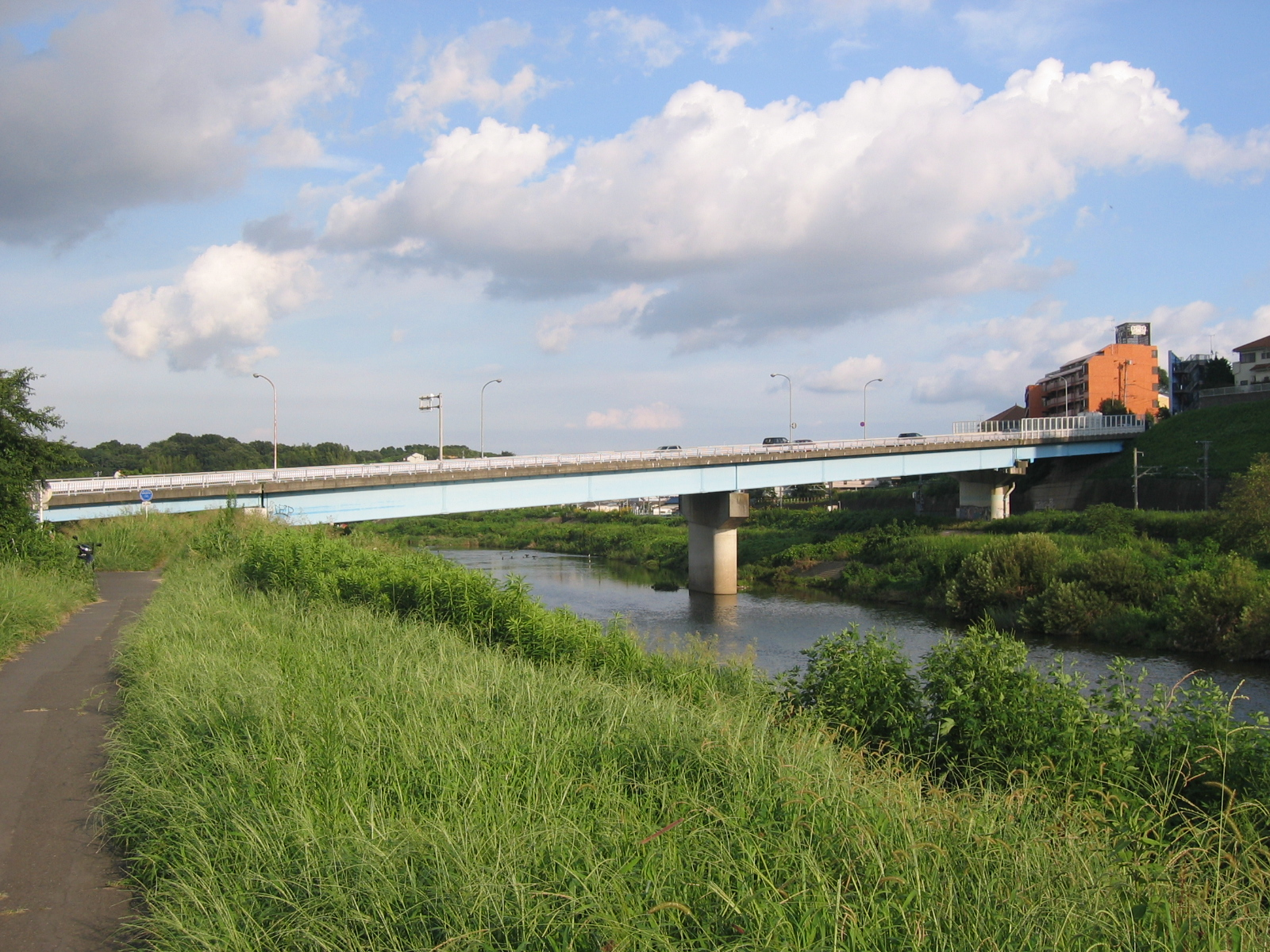
新川向橋（神奈川県道12号横浜上麻生線）
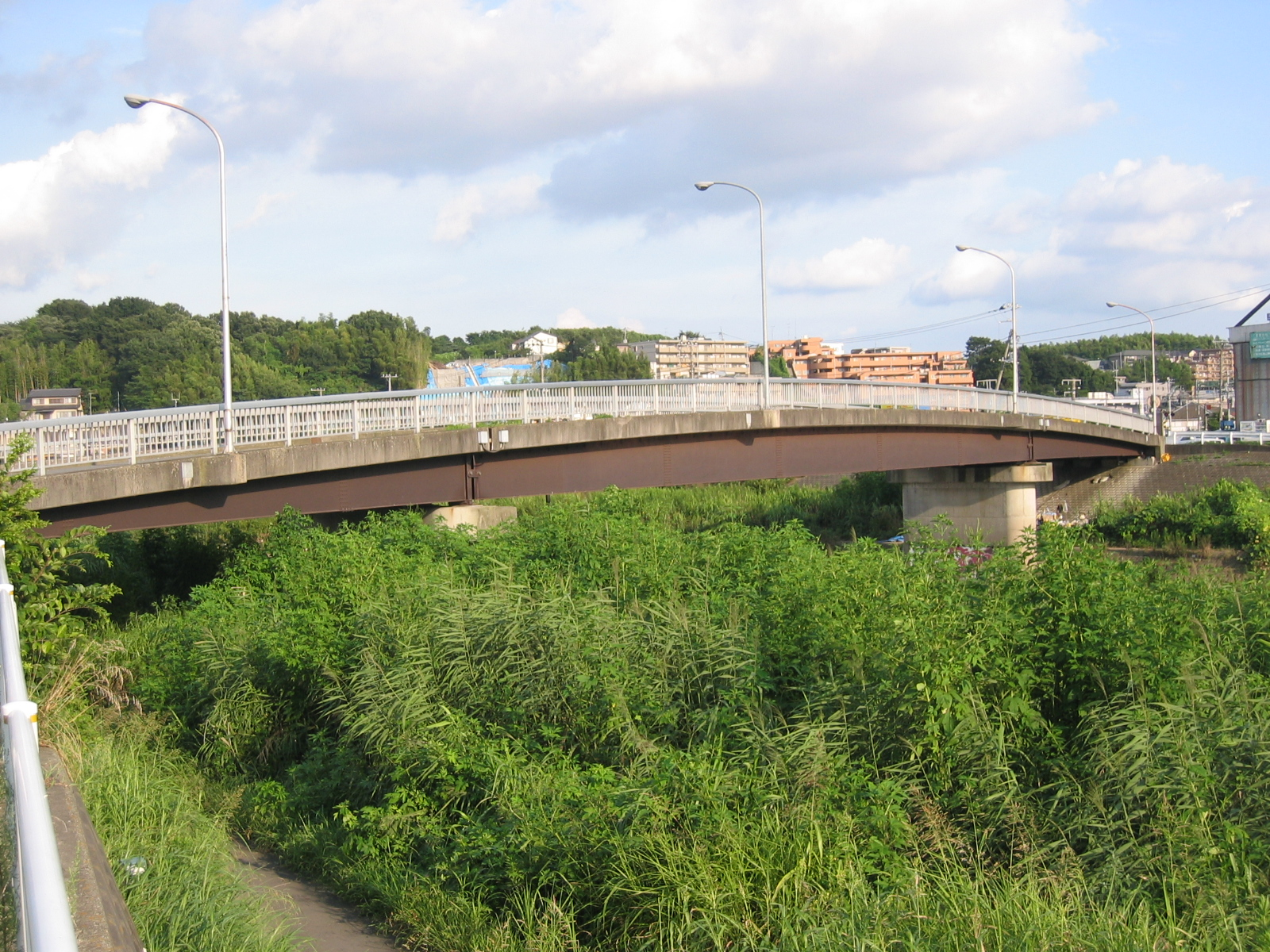
川向橋
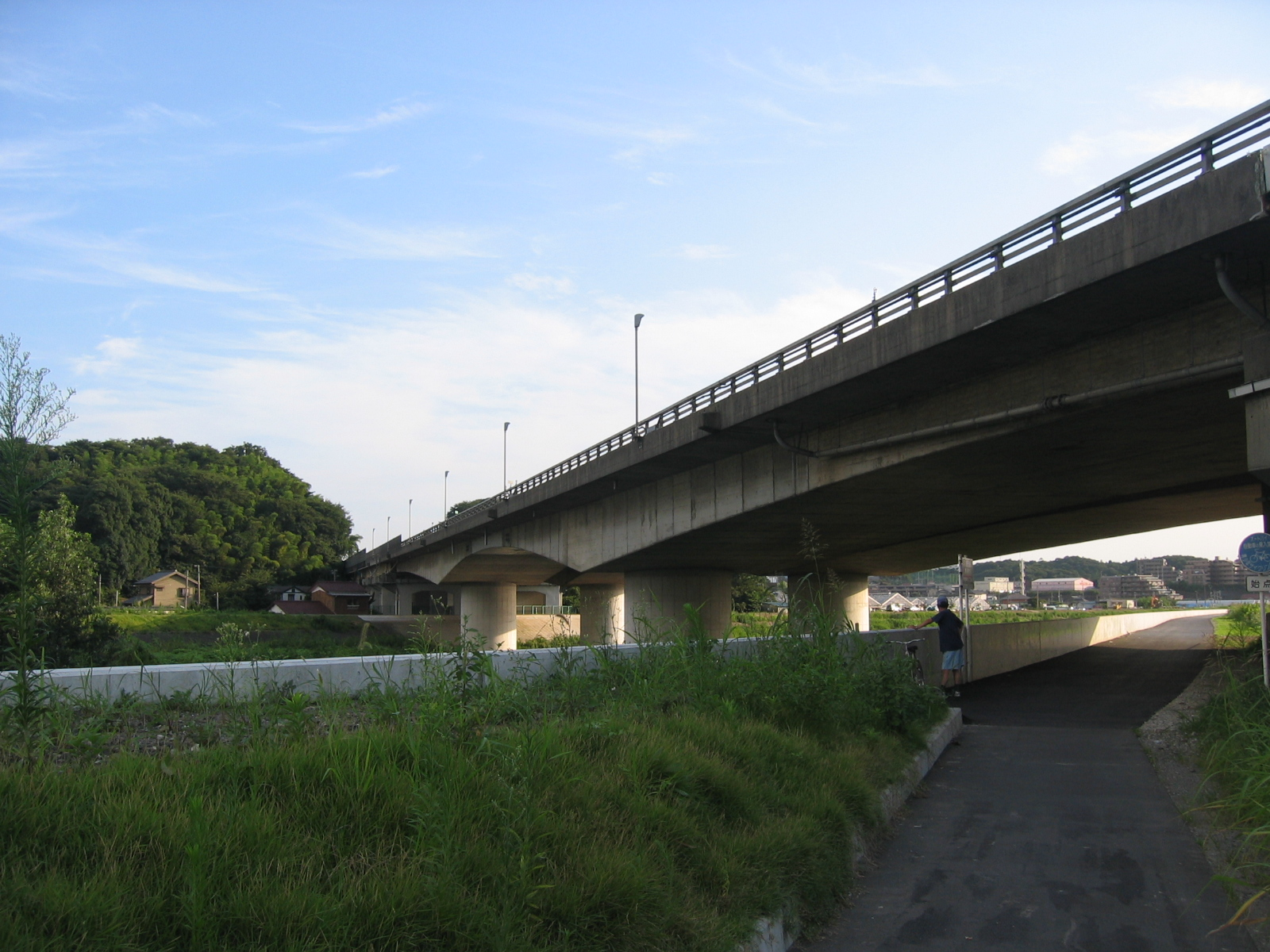
川向橋（横浜市道東方町第328号線）
- 第三京浜道路
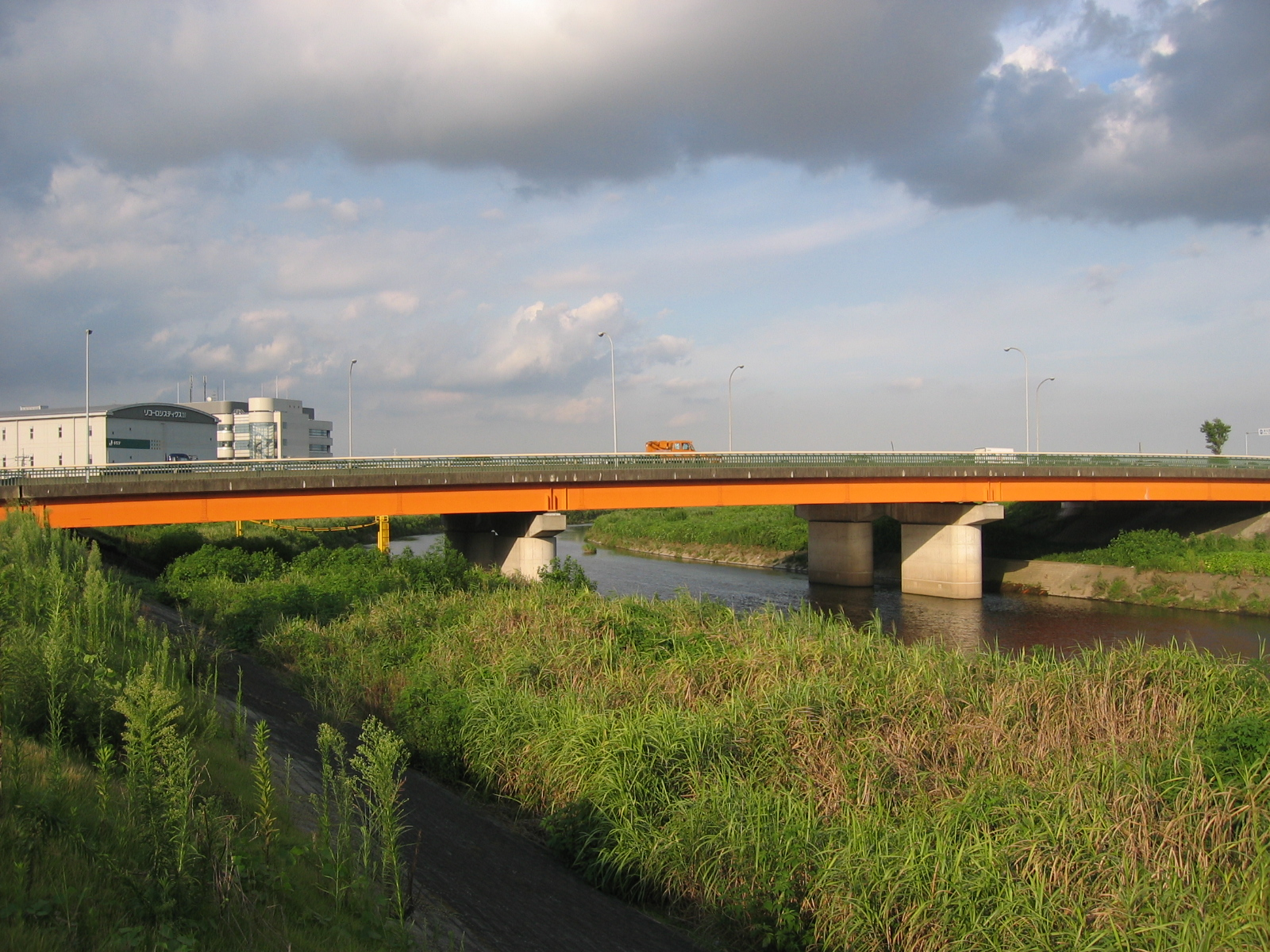
小机大橋（横浜市道新横浜元石川線）
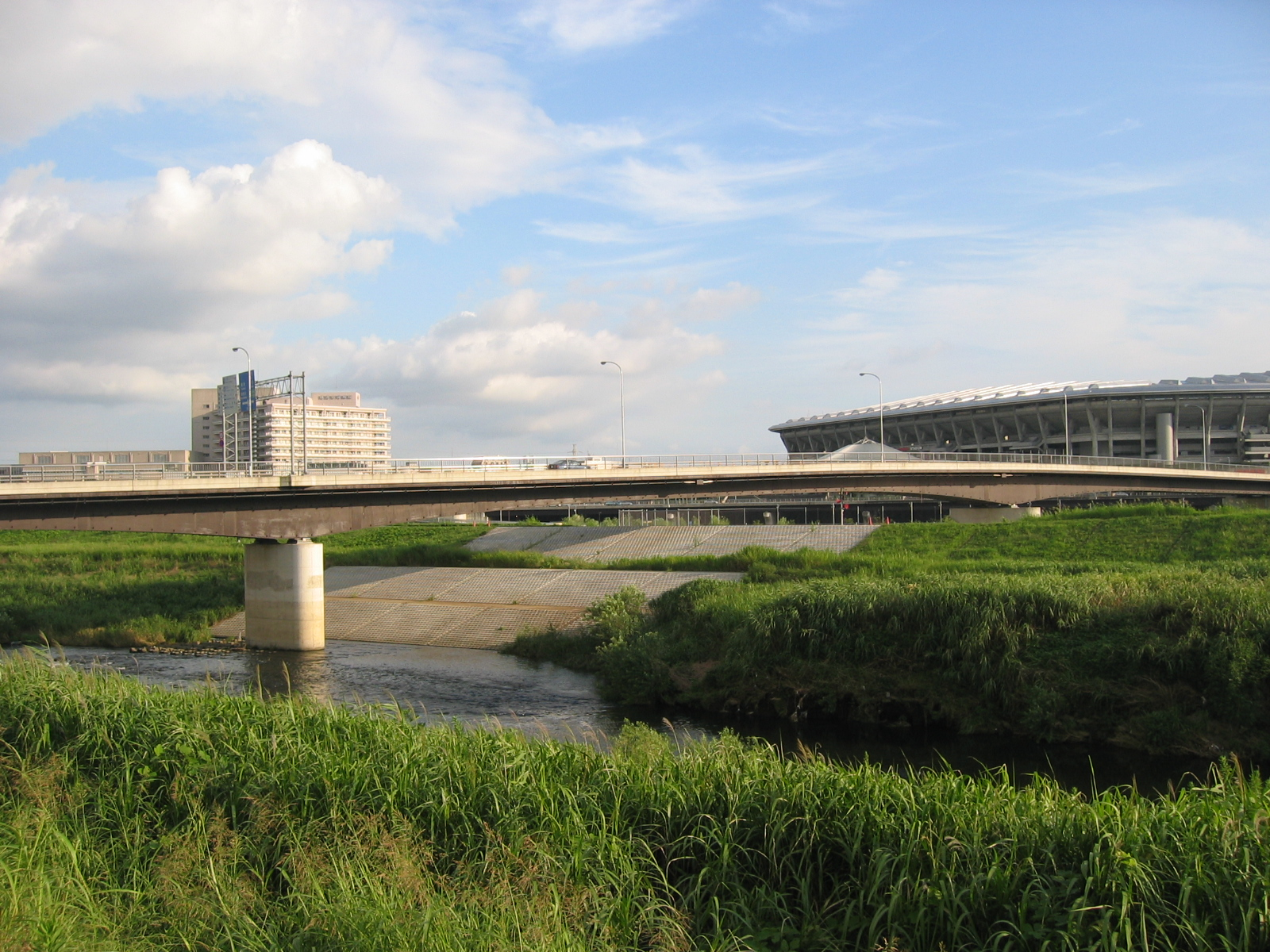
亀の甲橋（神奈川県道13号横浜生田線）
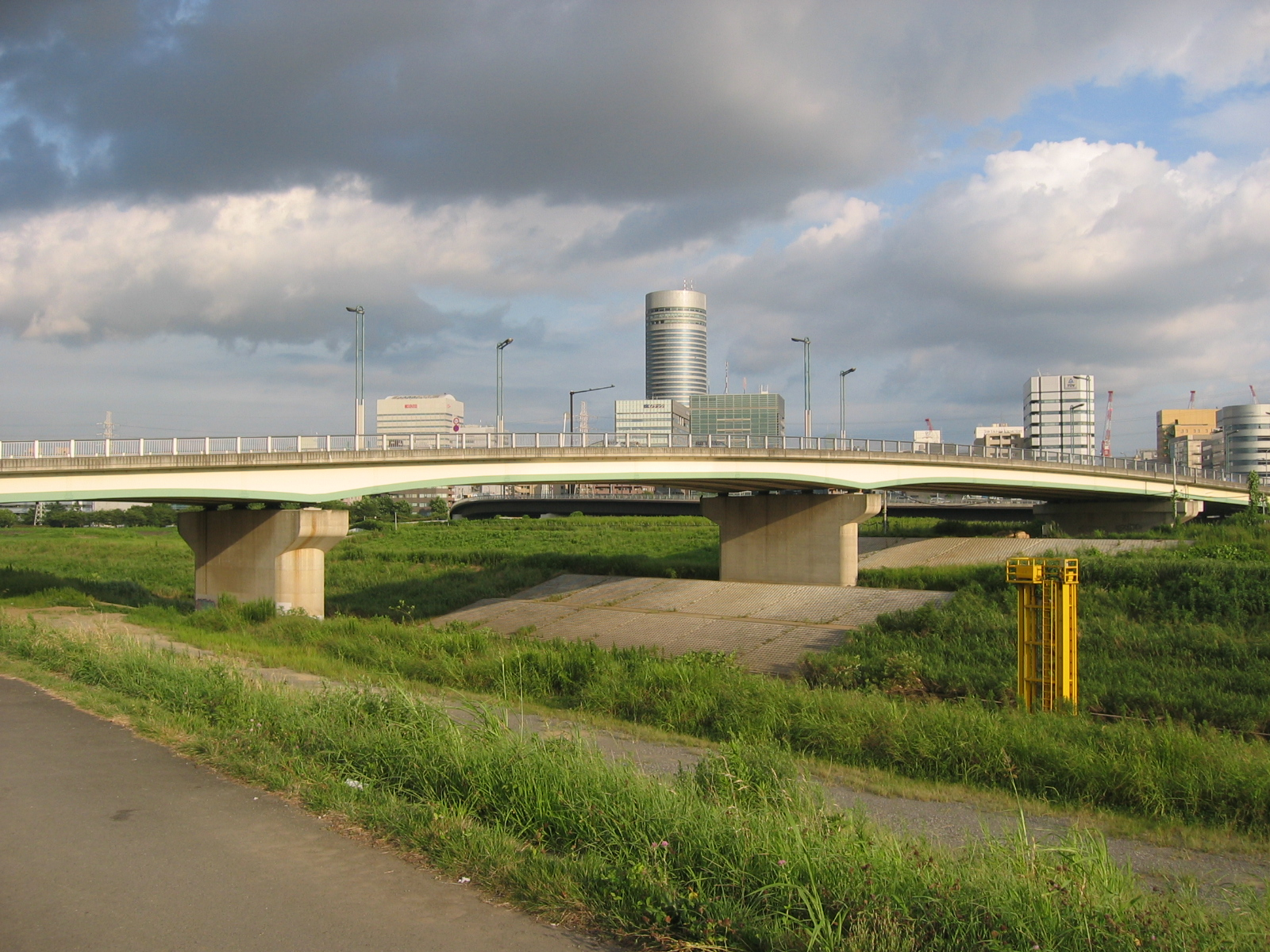
新横浜大橋（宮内新横浜線）
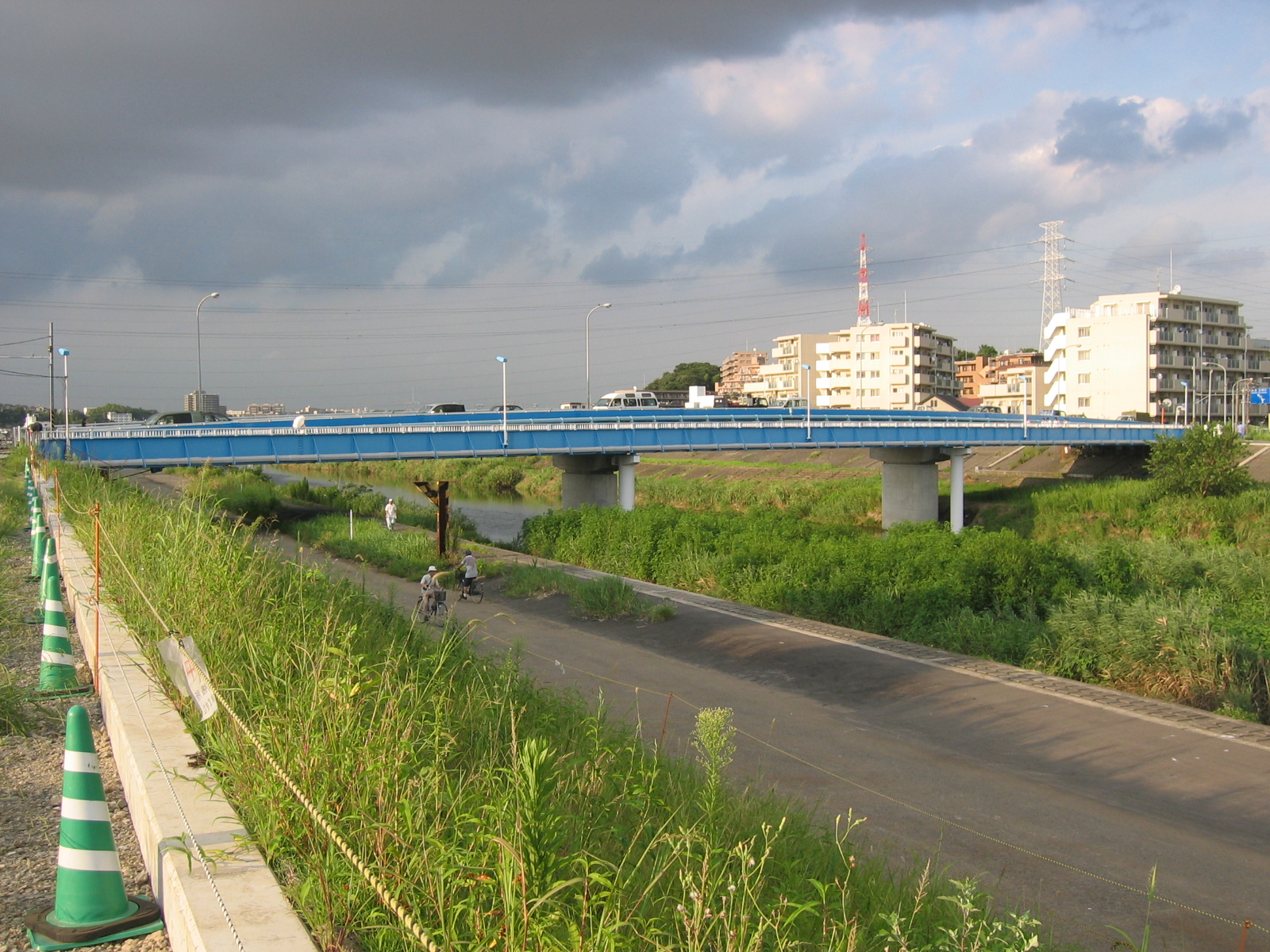
新羽橋

- 新羽橋（神奈川県道・東京都道140号川崎町田線）
- 東急東横線
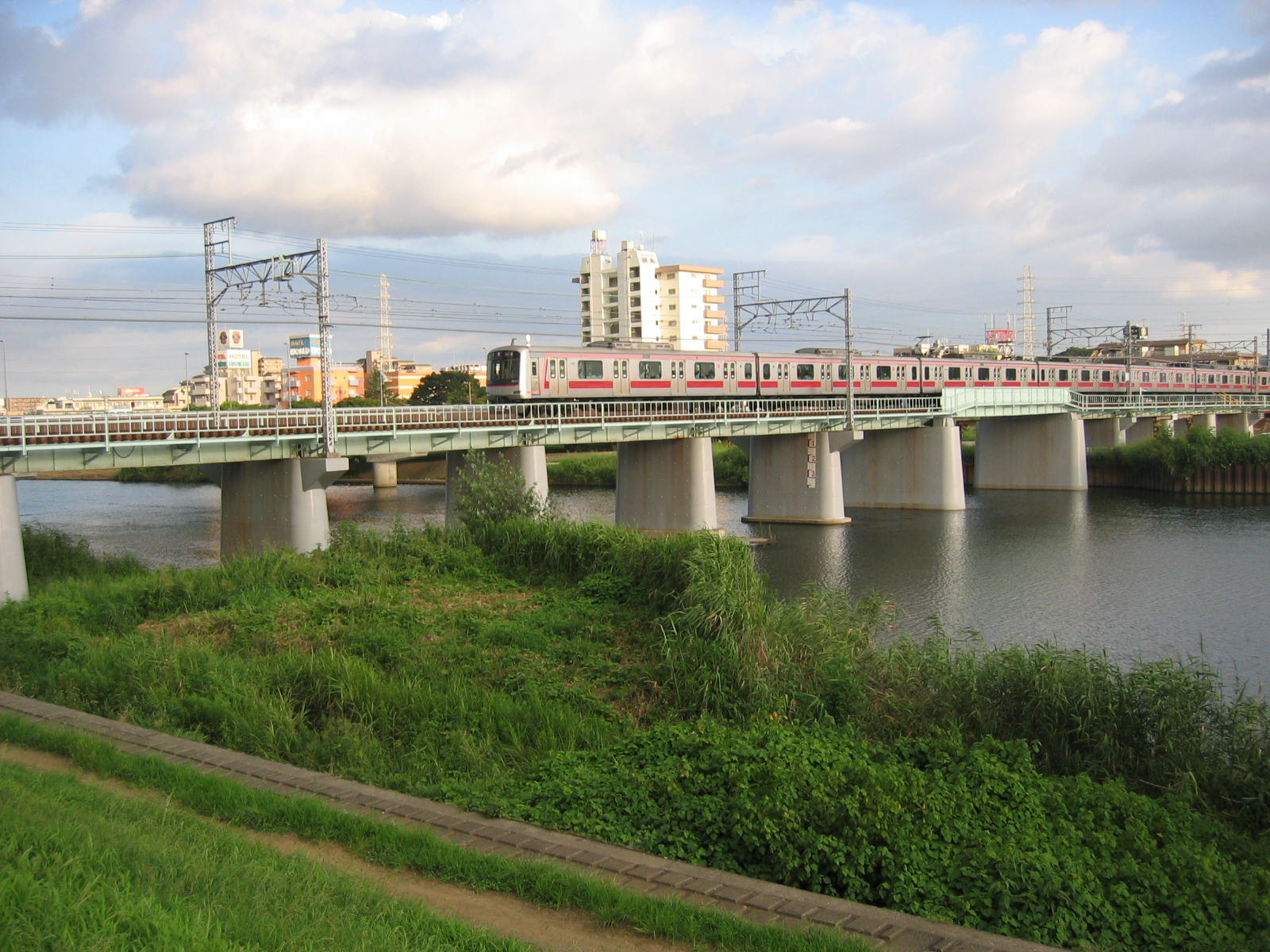
大綱橋（東京都道・神奈川県道2号東京丸子横浜線）
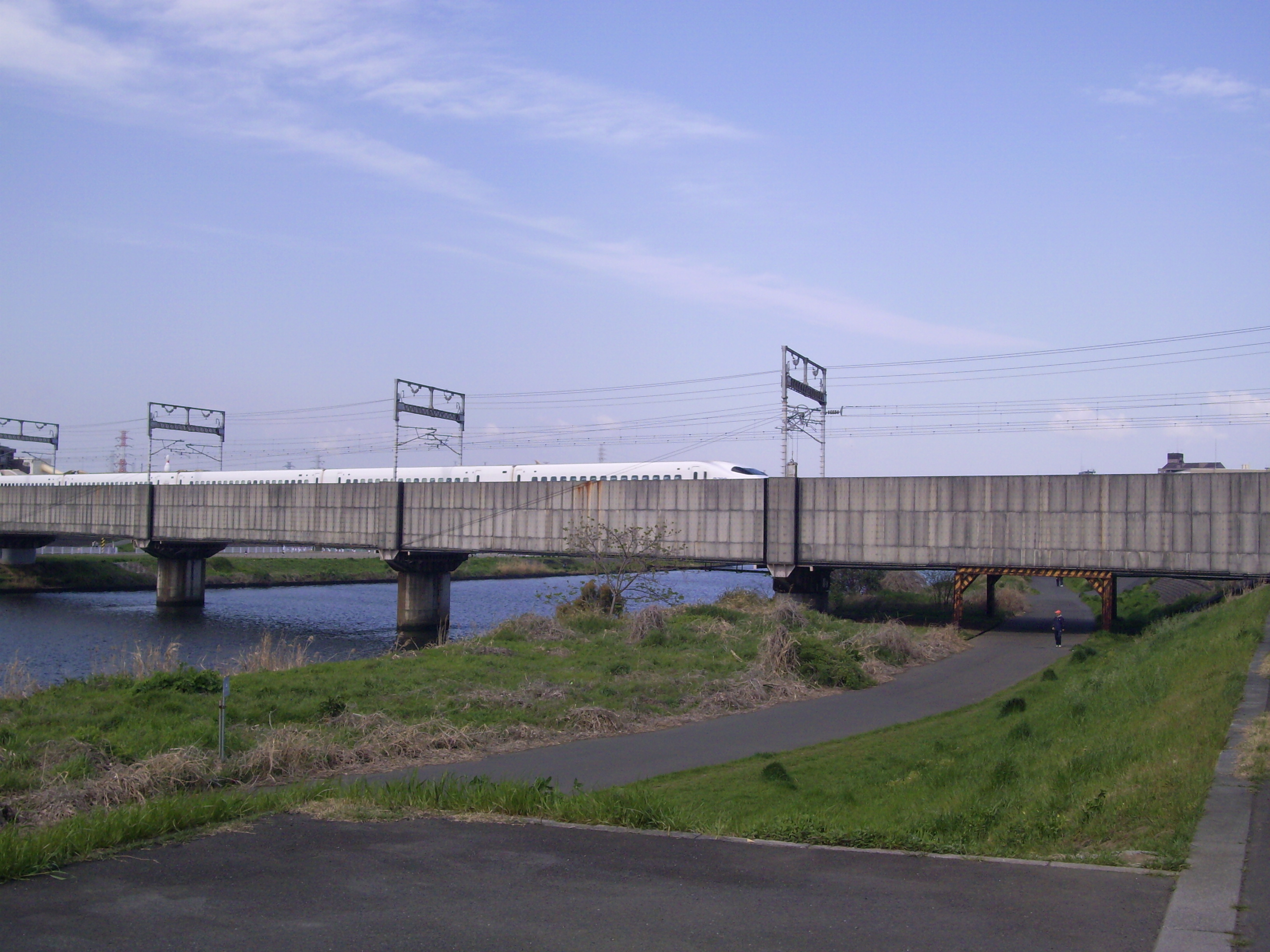
東海道新幹線
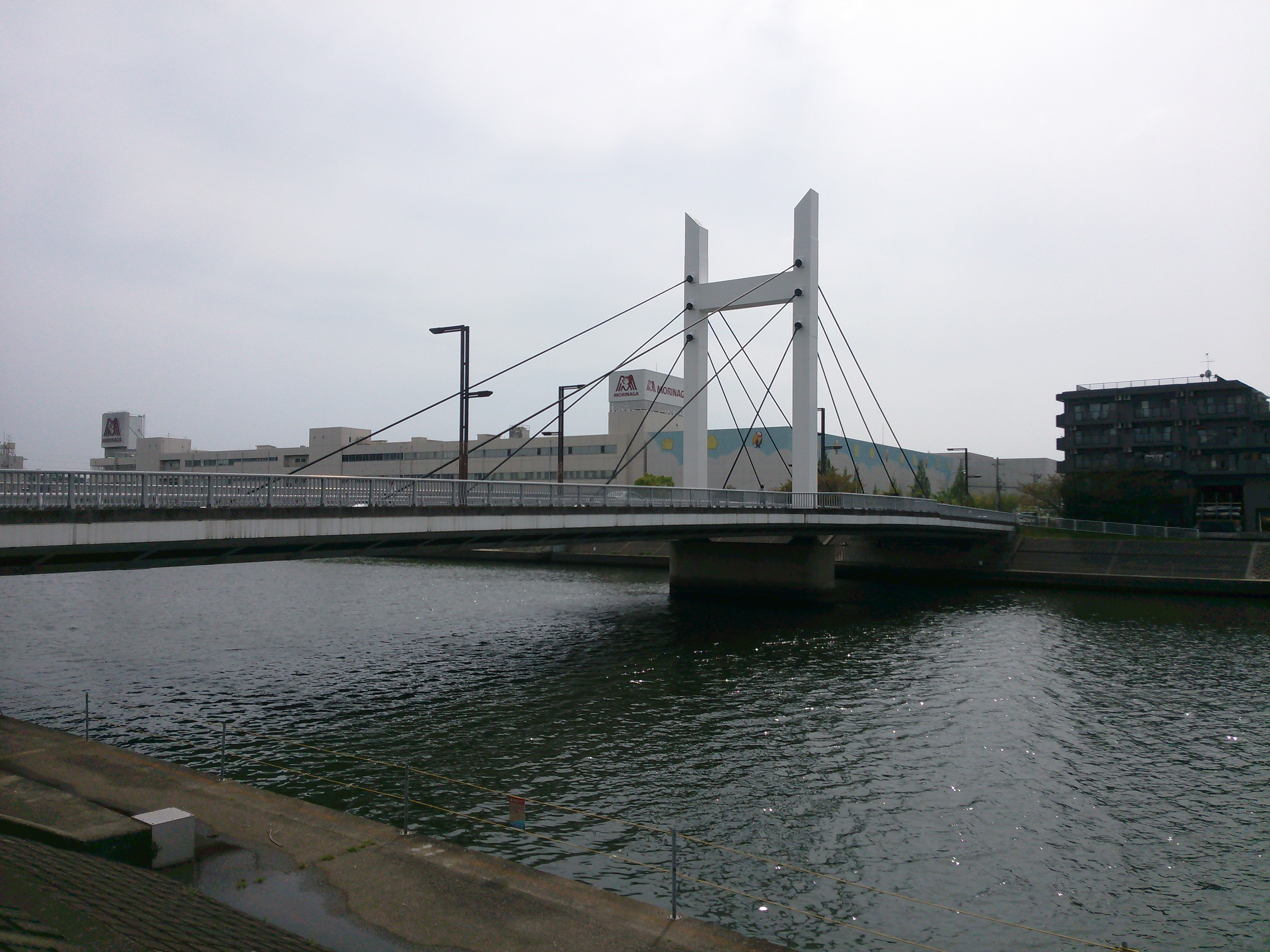
森永橋

- 樽綱橋（横浜市道綱島第113号線）
- 鷹野人道橋
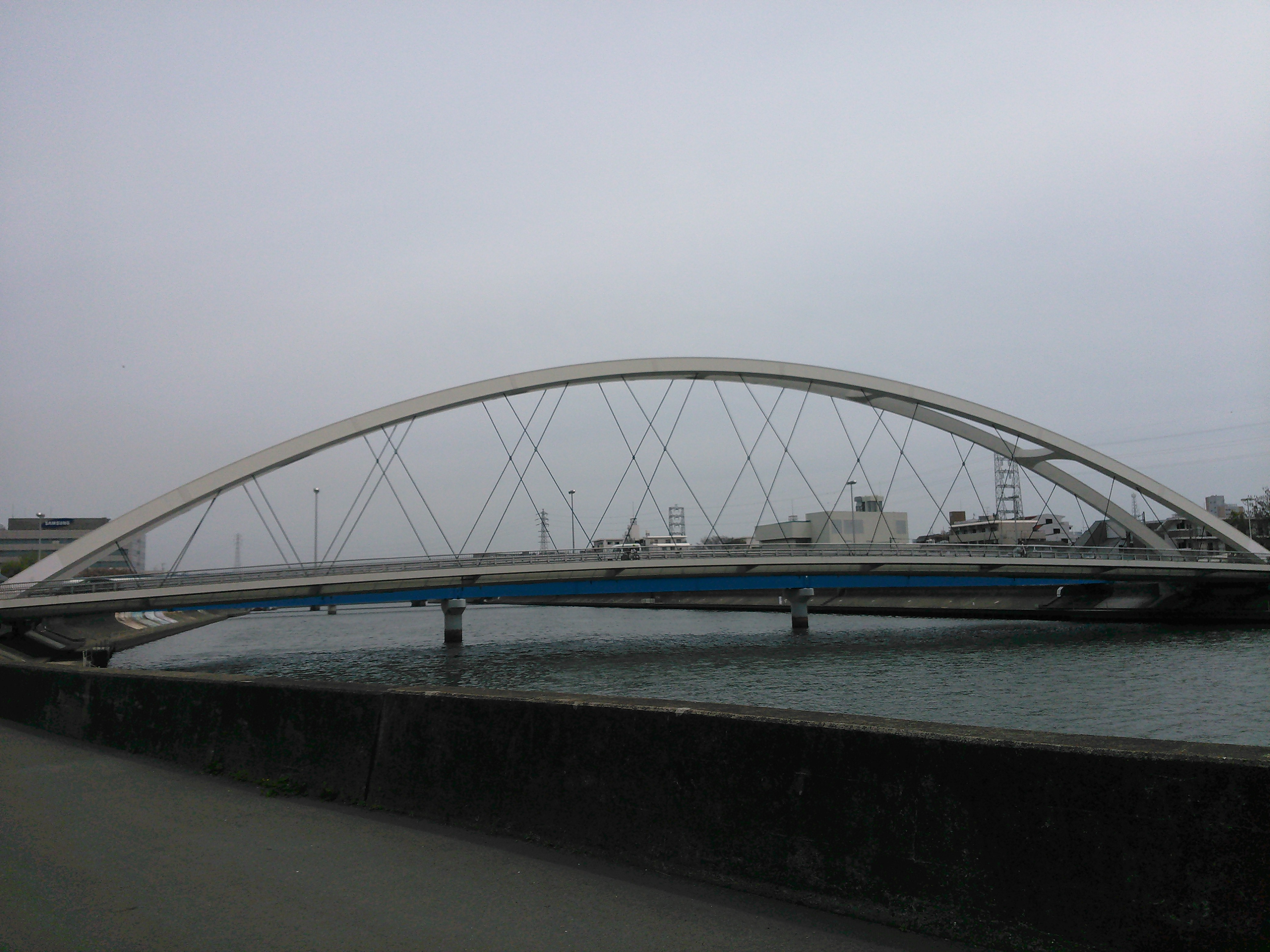
鷹野大橋（東京都道・神奈川県道111号大田神奈川線）
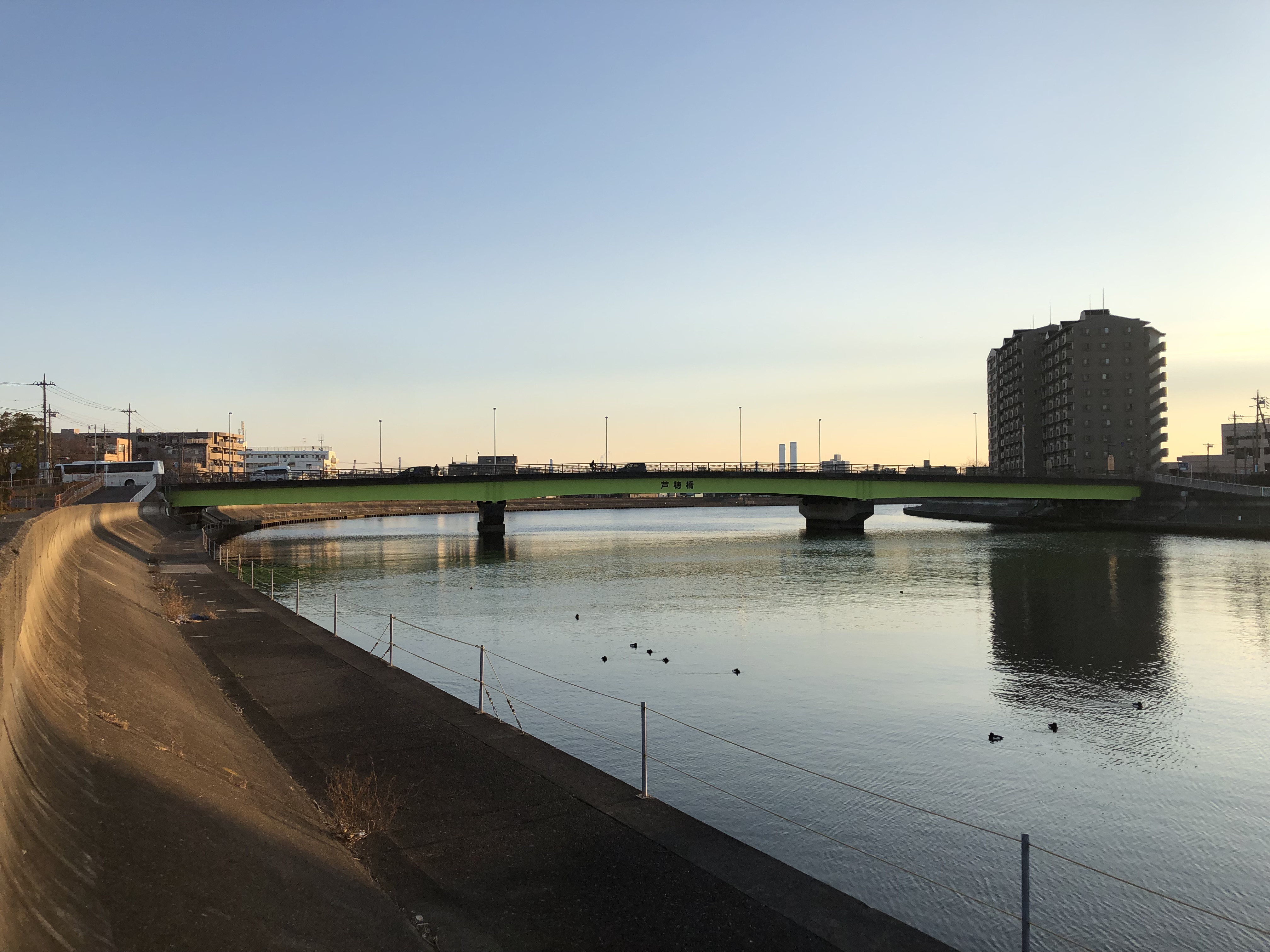
芦穂橋

- 末吉橋（神奈川県道・東京都道140号川崎町田線）
- 川崎市水管橋（点検用人道橋だが、横浜市との協定で誰でも利用可能。老朽化のため撤去された[20][21]。）鶴見川人道橋として新設された[22]。
- 鶴見川人道橋（横浜市道末吉橋315号線）
- 新鶴見橋（国道1号）
- 森永橋（横浜市道下末吉第217号線）
- 横須賀線、東海道本線、京浜東北線
- 鶴見川橋（横浜市道市場鶴見線 旧東海道）
- 京急本線
- 鶴見橋（国道15号）
- 芦穂橋（横浜市道平安町栄町公園通）
- 潮鶴橋（横浜市道汐入豊岡線）
- 潮見橋（横浜市道東寺尾317号線）
- 臨港鶴見川橋（横浜市道東寺尾379号線）
- 鶴見線
- 首都高速神奈川1号横羽線
- 鶴見大橋（東京都道・神奈川県道6号東京大師横浜線）

## 鶴見川沿いの主な施設
上流より記載
- 町田市立小山田小学校
- 町田市立三輪小学校
- 三陽幼稚園
- 神奈川県立中里学園
- 神奈川県立市ヶ尾高等学校
- 横浜市青葉消防署
- 神奈川県青葉警察署
- 神奈川県緑県税事務所
- 市ヶ尾カリヨン病院
- 東京国税局緑税務署
- 川和車両基地・川和遊水地
- 青砥公園
- 佐江戸おちあい公園
- 都筑水再生センター・佐江戸公園
- 崎陽軒横浜工場
- 川向しものや公園
- 新横浜公園
- 日産スタジアム
- 横浜労災病院
- 太尾南公園
- 太尾公園
- 神奈川県立港北高等学校
- コヤマドライビングスクール綱島
- 鶴見川樽町公園
- 神奈川県立鶴見養護学校
- 老人ホームサニーライフ鶴見
- 新鶴見ドライビングスクール
- 東洋製罐横浜工場
- 済生会横浜市東部病院
- 横浜市立下末吉小学校
- 元宮さわやか公園
- スーパー銭湯おふろの国
- 横浜市鶴見スポーツセンター
- 横浜市鶴見川漕艇場
- 森永製菓鶴見工場
- 北部第一水再生センター
- 佃野公園
- 国土交通省関東地方整備局京浜河川事務所
- 横浜市立市場中学校
- 鶴見川水難者慰霊供養塔
- 栄町公園
- 横浜市立横浜サイエンスフロンティア高等学校・附属中学校
- 生麦貝殻浜
- JFEスチール東日本製鉄所鶴見川工場
- 横浜市立大学鶴見キャンパス
- ふれーゆ